# Fontaine (Isère)
Pour les articles homonymes, voir Fontaine.
Fontaine est une commune française située dans le département de l'Isère en région Auvergne-Rhône-Alpes.
La commune, également située dans l'aire urbaine de Grenoble, est également adhérente de Grenoble-Alpes Métropole, depuis la création de ce qui fut tout d'abord communauté d'agglomération, puis une métropole.
En 2021, la commune de Fontaine, reste très densément peuplée. Son territoire est situé dans la banlieue immédiate de la ville de Grenoble, dont elle n'est séparée, à l'est, que par le cours du grand torrent alpin, le Drac. Son identité urbaine et humaine est marquée par l’héritage de l’industrie et de la présence d'une population modeste, constituée essentiellement d'ouvriers, d'employés et leurs familles, ainsi que de retraités, issus de ces mêmes classes professionnelles.
Son territoire, positionné, voire « coincé » entre la montagne et la rivière, et dont la population s'est accrue de manière significative dans les années 1960, avant de stagner dans les décennies suivantes, est divisé en deux cantons qui la partagent en deux parties à peu près équivalentes en population. À la suite d'un nouveau découpage territorial mis en application à l'occasion des élections départementales de 2015, ce même territoire est toujours divisé par le même nombre de cantons, mais désormais dénommés : canton de Fontaine-Vercors au nord, et canton de Fontaine-Seyssinet au sud. La création du nouveau canton de Fontaine-Vercors est la conséquence de la fusion de deux anciens cantons, l'ex canton de Villard-de-Lans et l'ex canton de Fontaine-Sassenage. Historiquement, la commune, de population essentiellement ouvrière, fut gérée et administrée par un maire adhérent au PCF durant 75 ans, mais, en 2020, elle bascule en faveur d'une liste d'union d'opposition menée par un candidat du MoDem.
Le tracé de la ligne de séparation entre ces deux cantons est assez complexe, car celle-ci traverse le quartier « Saveuil-Pont du Vercors » en empruntant la rue Paul Vaillant-Couturier, oblique ensuite vers le sud pour emprunter l'avenue Joliot-Curie jusqu'à l'avenue du Vercors, pour remonter jusqu'à la rue Charles Michels, qu'elle longe jusqu'au quartier « Hôtel de ville-Alpes-Marcel Cachin » pour enfin emprunter la rue Henri Boudet et le Boulevard Paul Langevin jusqu'à l'ancienne mairie qu'elle contourne avant de rejoindre les falaises du Vercors.
En 2010, la commune de Fontaine a été récompensée par le label « Ville Internet @@@@ », lequel est renouvelé en 2013. Ses habitants sont dénommés les Fontainois. La commune est également concernée par un grand projet de création d'un écoquartier intercommunal dénommé « Les Portes du Vercors » et de l'installation du ligne de téléphérique urbain dénommé « Métrocâble ».

## Géographie

### Situation
Le centre géographique de Fontaine (hôtel de Ville, mail Marcel Cachin) est situé, par la route, à environ 4 km du centre de Grenoble, préfecture du département de l'Isère, 104 km de Lyon, préfecture de la région Auvergne-Rhône-Alpes, 95 km de Valence, 308 km de Marseille et 574 km de Paris.
Le territoire de la commune est positionné au pied du massif du Vercors dans le sillon alpin, à l'ouest du Drac, affluent de l'Isère. Ce territoire est situé dans l'ouest de l'agglomération grenobloise entre le Drac, principal affluent de l'Isère et les premiers contreforts du Vercors septentrional.

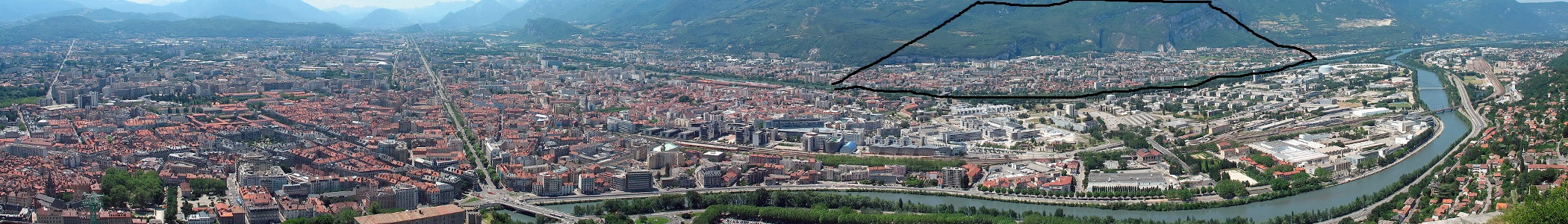
Le territoire de Fontaine dans l'agglomération grenobloise est entouré par la ligne noire. Celui-ci est situé entre le torrent du Drac et les falaises du Vercors.

### Description

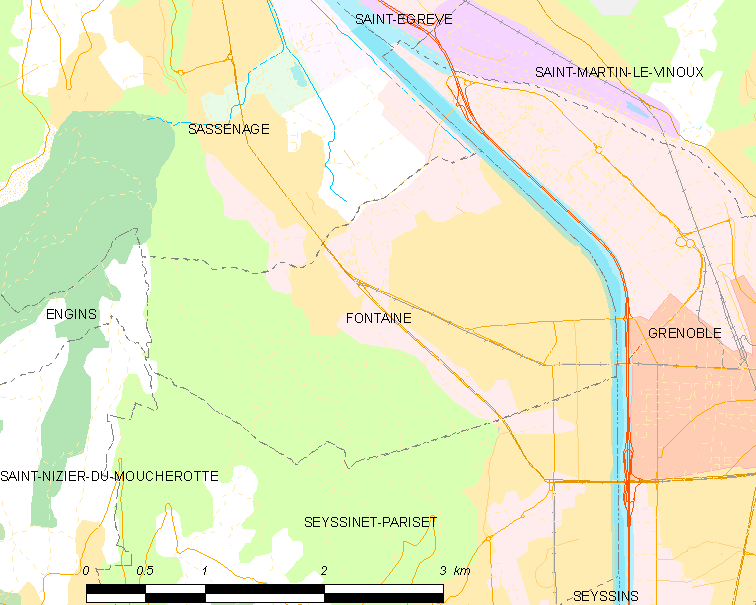
Plan géographique de la commune de Fontaine et d'une partie de ses communes limitrophes
Sur le plan de Fontaine, on peut aisément constater que la moitié de la surface de la commune, dans sa partie occidentale, est occupée par une zone forestière montagneuse (indiquée en vert clair)

Le territoire de la commune de Fontaine est entièrement situé à l'ouest du torrent du Drac, affluent de l'Isère, correspondant à sa rive gauche, l'autre rive bordant le territoire de la ville de Grenoble. La localité est partagée en deux parties nettement distinctes l'une de l'autre, mais à peu près équivalentes en superficie, et dont la limite de partage se situe au niveau des falaises du massif du Vercors qui bordent l'avenue Paul-Langevin, dite aussi « route de Grenoble à Valence » et qui traverse la commune dans une direction sud-est / nord-ouest (voir la carte).
La partie orientale du territoire communal est fortement urbanisée. Celle-ci se situe entre les falaises du Vercors et sa zone boisée et les rives du Drac. Cette partie du territoire accueille la quasi-totalité de la population urbaine dans un ensemble architectural assez hétéroclite, composé essentiellement de villas de taille modeste, de maisons rurales qui sont généralement d'anciens corps de fermes, ainsi que de nombreuses barres d'immeubles à la dimension et à la hauteur plus ou moins variées (généralement entre 6 et 12 étages). Ces dernières constructions ont été, pour la plupart, construites durant les années 1960 et les années 1970, années qui marquèrent une forte extension démographique de la commune. Un quartier (Les Floralies) de cette partie du territoire a été nommée en zone urbaine sensible par le gouvernement en 2012. On peut également constater de nombreuses constructions à vocations industrielles, particulièrement au nord et à l'ouest du centre urbain. Le nombre et la superficie des espaces verts, bien qu'en constante augmentation (avec la création de nouveaux parcs), reste encore assez réduit.
La partie occidentale du territoire communal, d'aspect nettement plus rural et boisé, se situe dans la partie montagneuse correspondant aux premiers contreforts du massif du Vercors, un important massif des Préalpes françaises. Cette partie du territoire est donc essentiellement occupée par une zone forestière abritant quelques clairières où sont installées quelques anciennes fermes (dite Bois des Vouillants). C'est dans ce secteur rural et forestier que se situe le point culminant de la commune.

### Climat
Pour des articles plus généraux, voir Climat d'Auvergne-Rhône-Alpes et Climat de l'Isère.
En 2010, le climat de la commune est de type climat océanique altéré, selon une étude du Centre national de la recherche scientifique s'appuyant sur une série de données couvrant la période 1971-2000. En 2020, Météo-France publie une typologie des climats de la France métropolitaine dans laquelle la commune est exposée à un climat de montagne ou de marges de montagne et est dans la région climatique Alpes du nord, caractérisée par une pluviométrie annuelle de 1 200 à 1 500 mm, irrégulièrement répartie en été.
Pour la période 1971-2000, la température annuelle moyenne est de 11,4 °C, avec une amplitude thermique annuelle de 19,1 °C. Le cumul annuel moyen de précipitations est de 1 324 mm, avec 10 jours de précipitations en janvier et 6,4 jours en juillet. Pour la période 1991-2020, la température moyenne annuelle observée sur la station météorologique de Météo-France la plus proche, « Grenoble - Lvd », sur la commune du Versoud à 14 km à vol d'oiseau, est de 12,6 °C et le cumul annuel moyen de précipitations est de 981,1 mm,. Pour l'avenir, les paramètres climatiques de la commune estimés pour 2050 selon différents scénarios d'émission de gaz à effet de serre sont consultables sur un site dédié publié par Météo-France en novembre 2022.

### Hydrographie

#### Le Drac

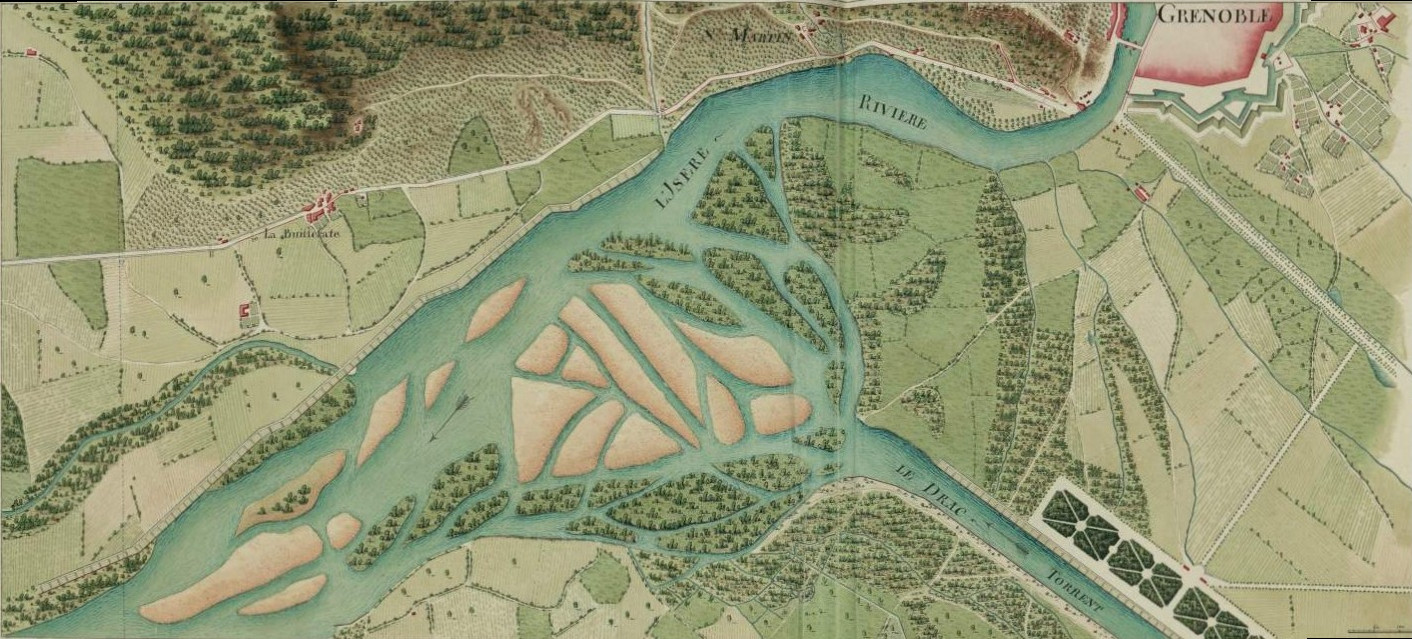
Confluence entre Drac et Isère au XVIIIe siècle.

Le Drac, principal affluent de l'Isère sur sa rive gauche, longe la partie orientale de la commune sur toute la longueur du territoire. Cette rivière, parfois qualifiée de torrent, naît dans le Champsaur, dans le département des Hautes-Alpes à un peu plus de 2 000 mètres d'altitude et finit par se jeter dans l'Isère, à la limite nord du territoire de la commune.
Ce cours d'eau alpin (dénommé quelquefois « Dragon » dans la mythologie dauphinoise), connu pour ses crues dévastatrices, a fait l'objet de longs travaux d'endiguement au cours des XVIIe et XVIIIe pour ensuite être franchi par trois ponts au niveau de la commune au cours du XIXe siècle et du XXe siècle.

##### Le cours du Drac à Fontaine
Durant des siècles, le cours du Drac s'est divisé en plusieurs petits ruisseaux (rif ou bras, puis bras-mort) qui serpentaient librement dans la plaine alluvionnaire grenobloise, créant ainsi des « îsles », selon l'appellation locale. Ces ruisseaux finissaient par se regrouper dans cette plaine, avant de se jeter dans l'Isère entre la Porte de France (pont de la Bastille) et le jardin de ville à Grenoble. La première mention d'une crue extraordinaire remonte au milieu du Moyen Âge. Par la suite, les inondations comme les tentatives d'endiguement sont nombreuses et pèseront lourd sur les finances de la petite commune.
Ce n'est qu'au cours des trois derniers siècles que de vrais aménagements sont enfin réalisés par les autorités locales : une digue construite tout le long du territoire communal et des communes voisines permettant, par la suite, la construction de trois ponts reliant Fontaine à Grenoble.

Quelques vues du Drac et de ses berges à Fontaine.
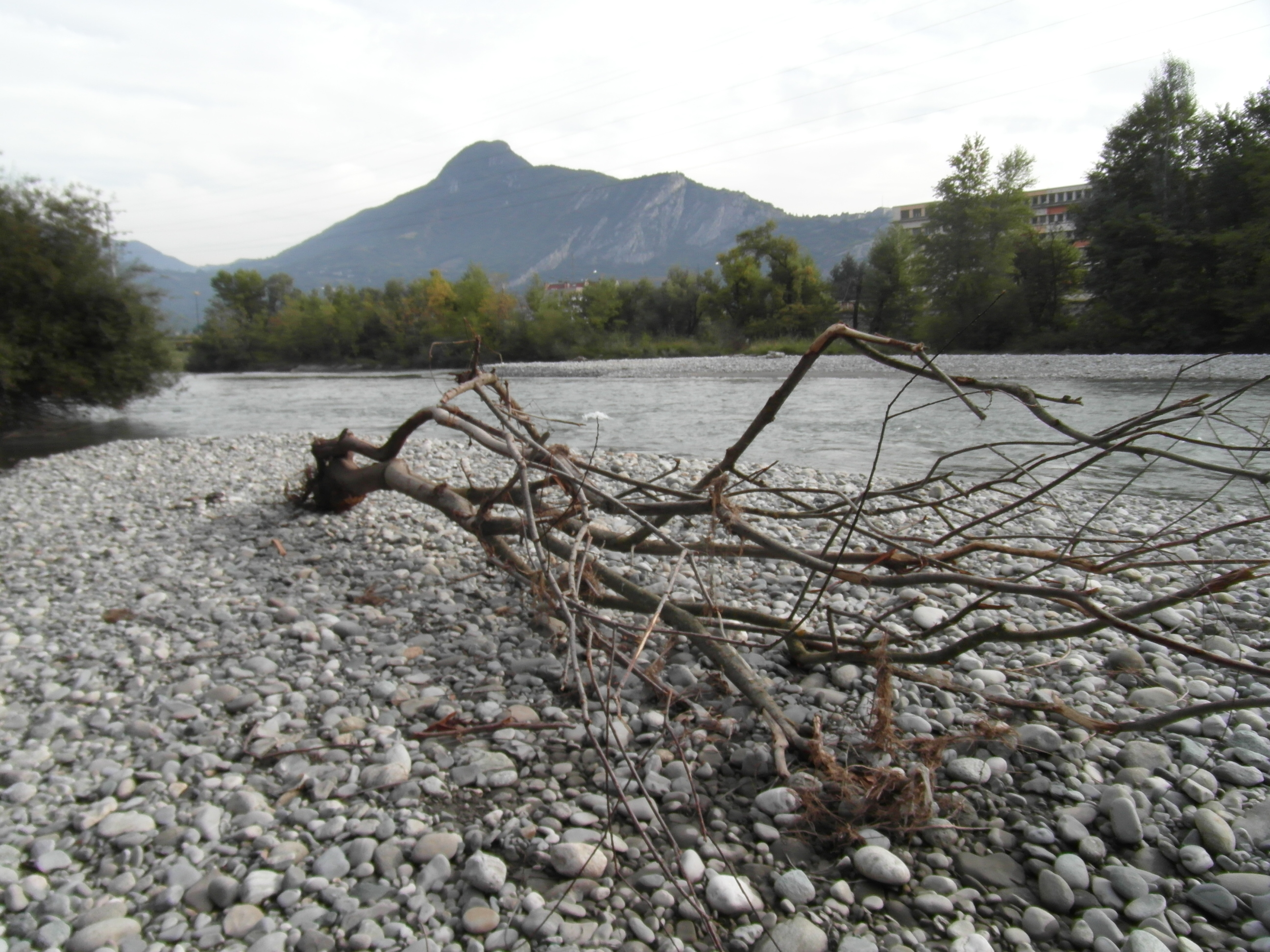
Le Drac : vue d'une berge de Fontaine (amont du Pont du Vercors).
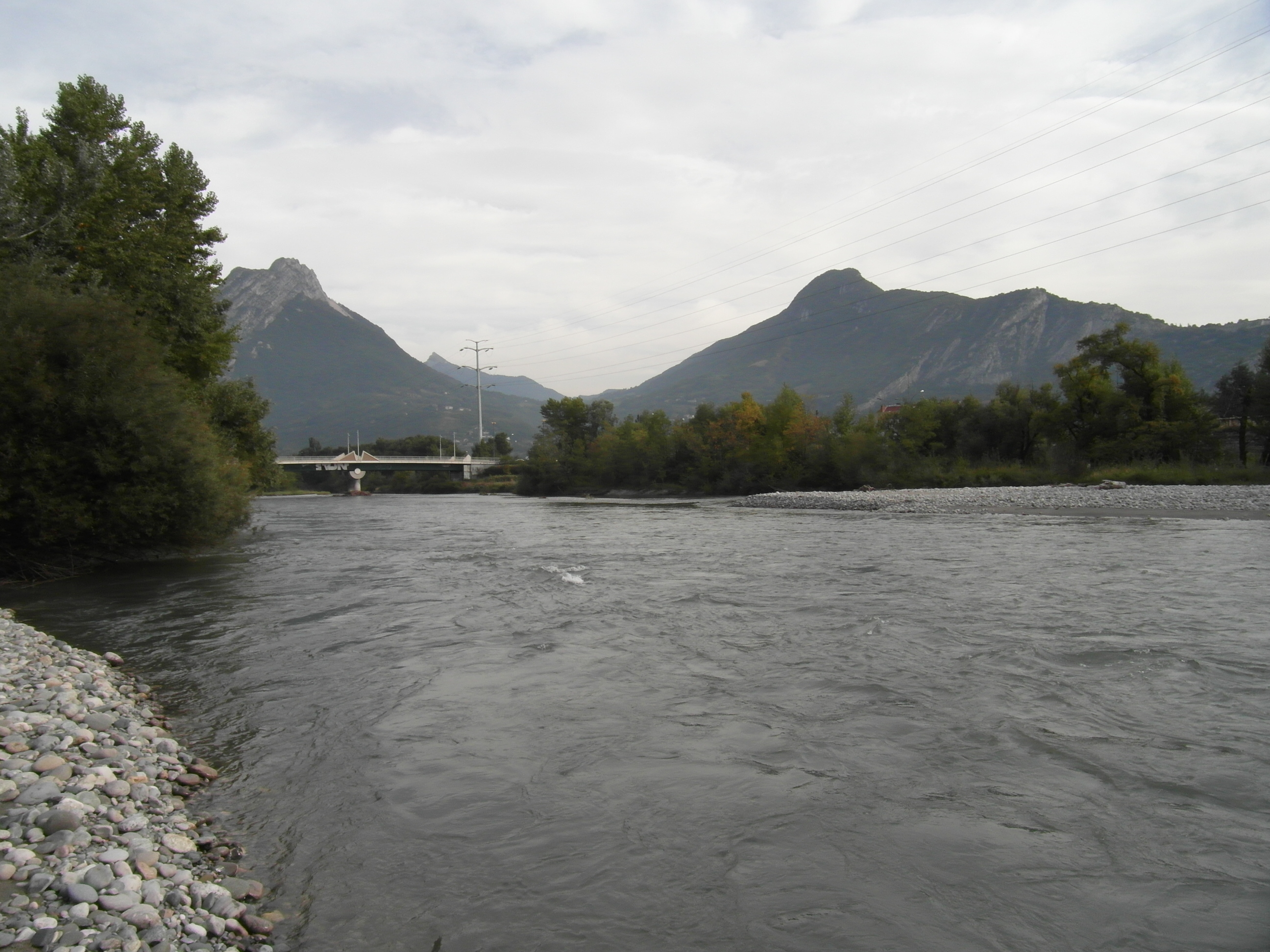
Le Drac : vue d'une berge de Fontaine (amont du Pont du Vercors).
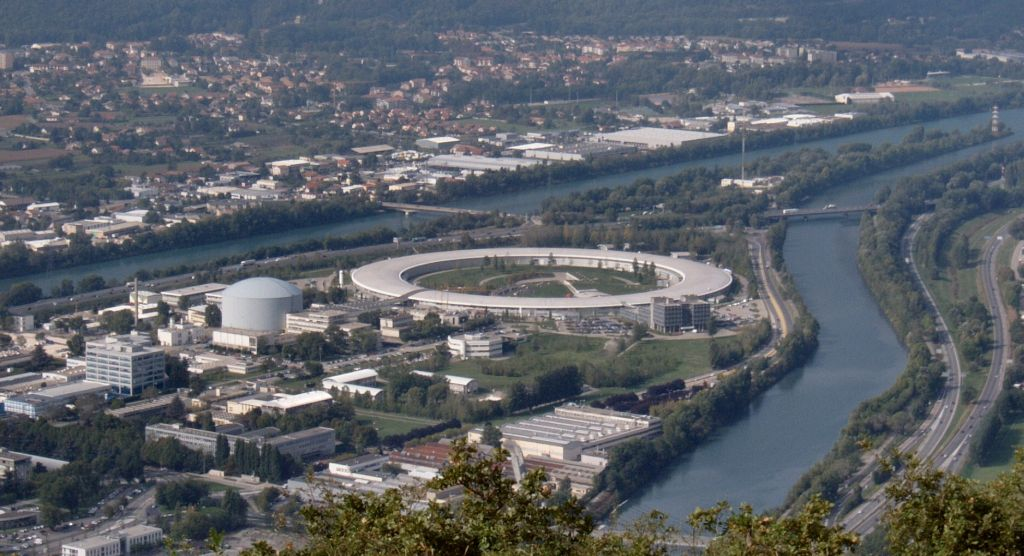
Confluence entre l'Isère et le Drac en aval de la ville de Fontaine.
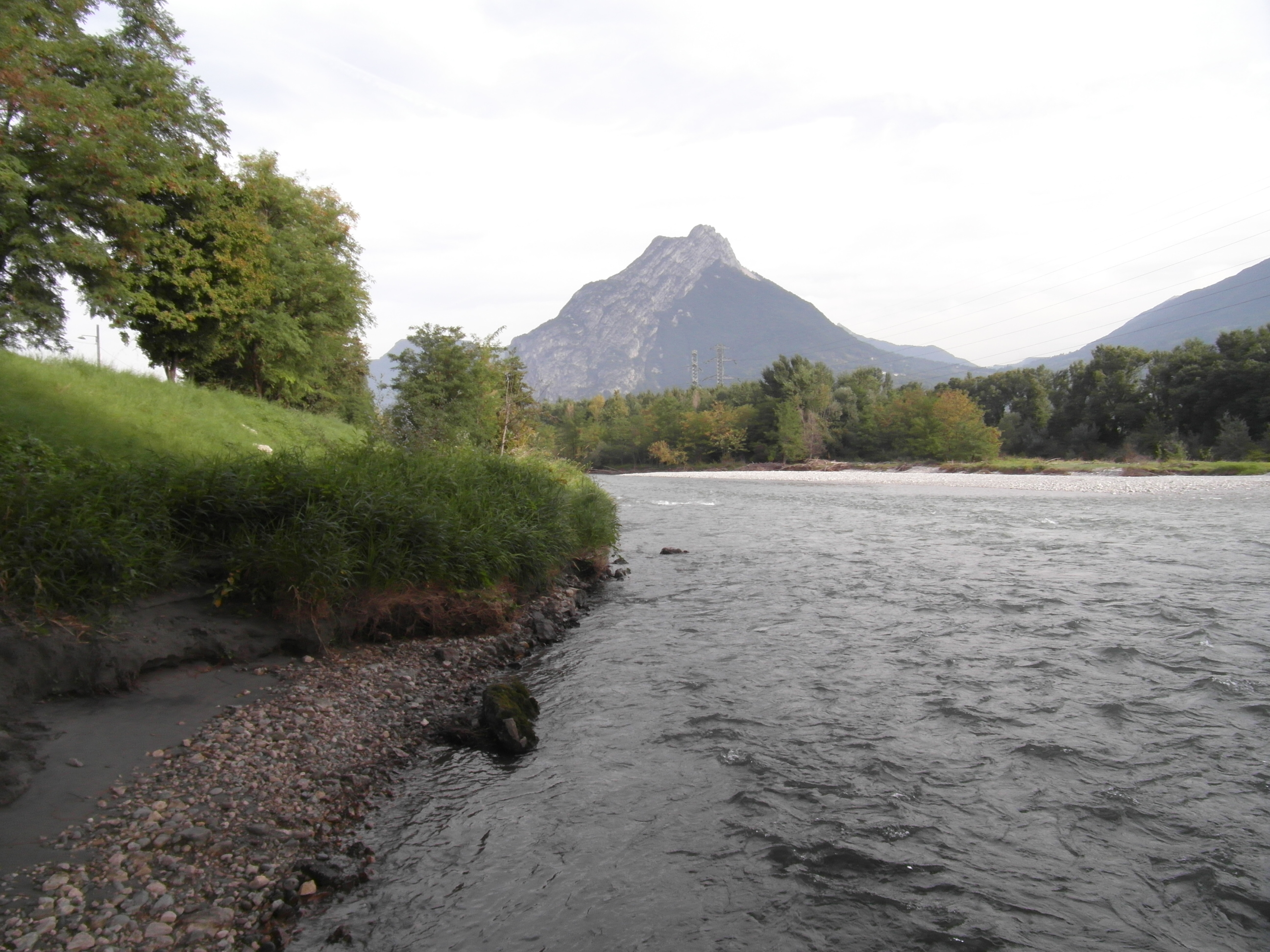
Le Drac : vue d'une berge de Fontaine (aval du Pont du Vercors).
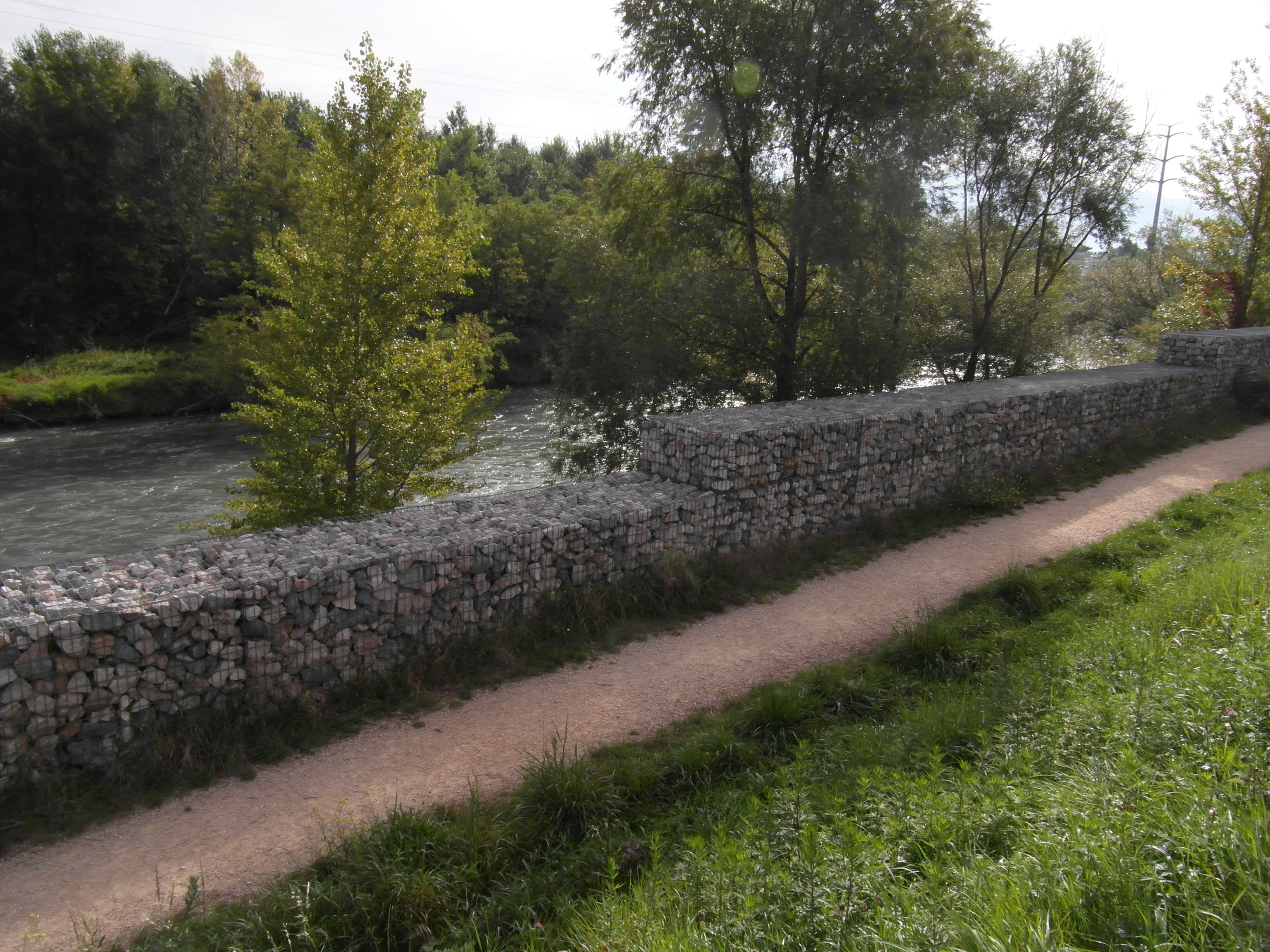
Le Drac : vue d'une berge de Fontaine (aval du Pont du Vercors).

##### La digue du Drac à Fontaine
Les crues du Drac répertoriées à la fin du Moyen Âge sont à l’origine de vastes chantiers au cours des siècles suivants et qui ont définitivement fixé le lit du torrent aujourd'hui : celui-ci a été nettement déplacé de son lit principal vers l’ouest. En effet, autrefois, le Drac se séparait en plusieurs bras, et le plus oriental atteignait même la hauteur du parc du « Jardin de Ville » à Grenoble avant de se jeter dans l’Isère.
La solution principale fut de creuser un chenal, nouveau lit du cours d'eau, orienté du sud vers le nord dans un tracé rectiligne et bordé de digues. Avec le canal Jourdan construit entre 1684 et 1686, ce fut chose faite et malgré certaines alertes (rupture de digue), le Drac fut dompté au niveau de Fontaine dans le courant du XVIIIe siècle. Il faudra cependant attendre l'année 1821 pour que la digue gauche du Drac soit définitivement terminée jusqu’à Sassenage et que la confluence soit définitivement calée face à Saint-Égrève.
Aujourd'hui, les quais fontainois du Drac, gérés par un syndicat autonome (l'AD Isère-Drac-Romanche), restent sous une étroite surveillance comme le prouvent les récents travaux qui ont été effectués dans le cadre du projet « Pic Urban » qui vise à protéger les constructions urbaines contre le phénomène d'érosion interne de la digue.

Quelques vues de la digue du Drac à Fontaine
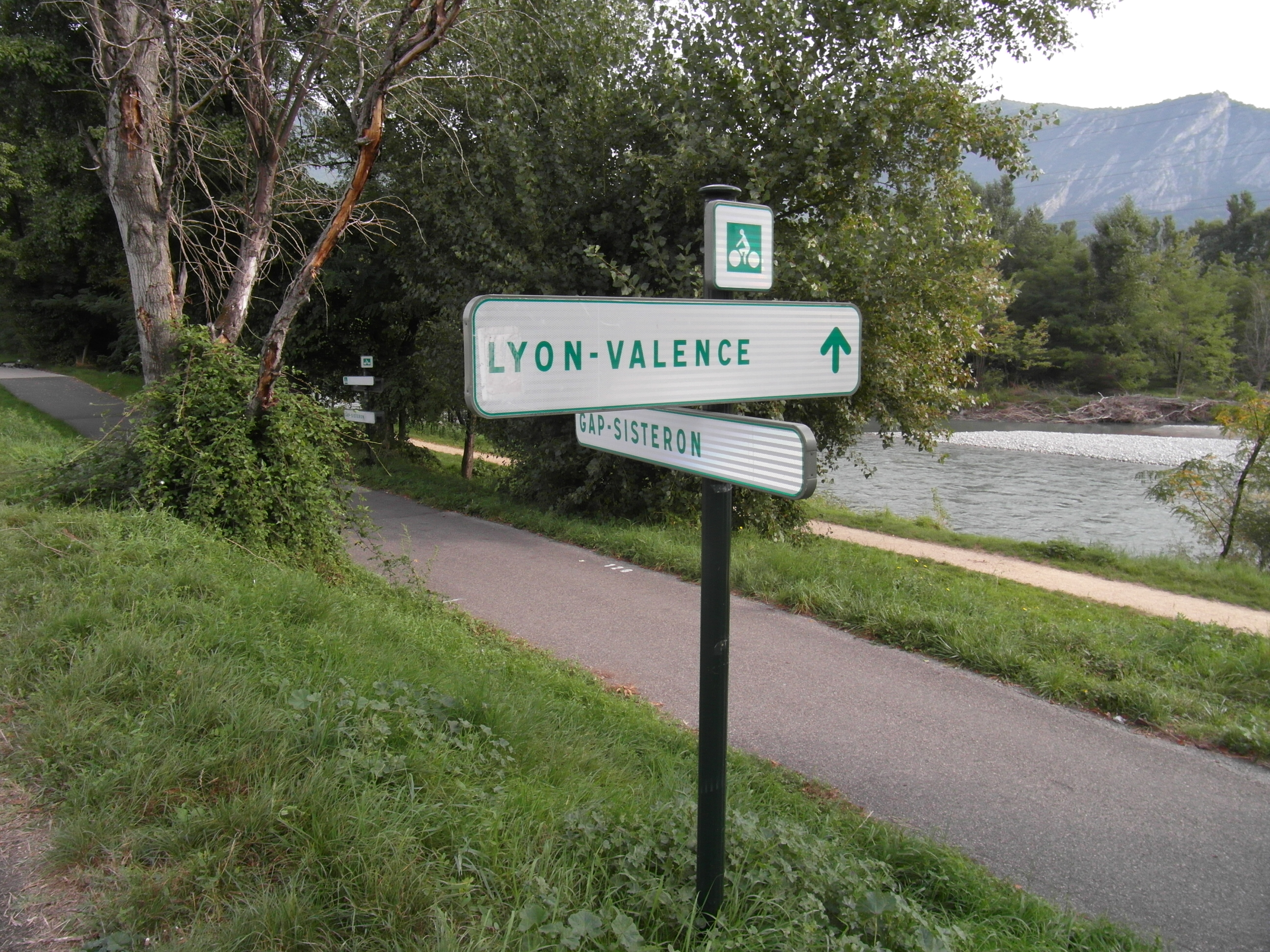
La digue du Drac et la piste cyclable direction nord.
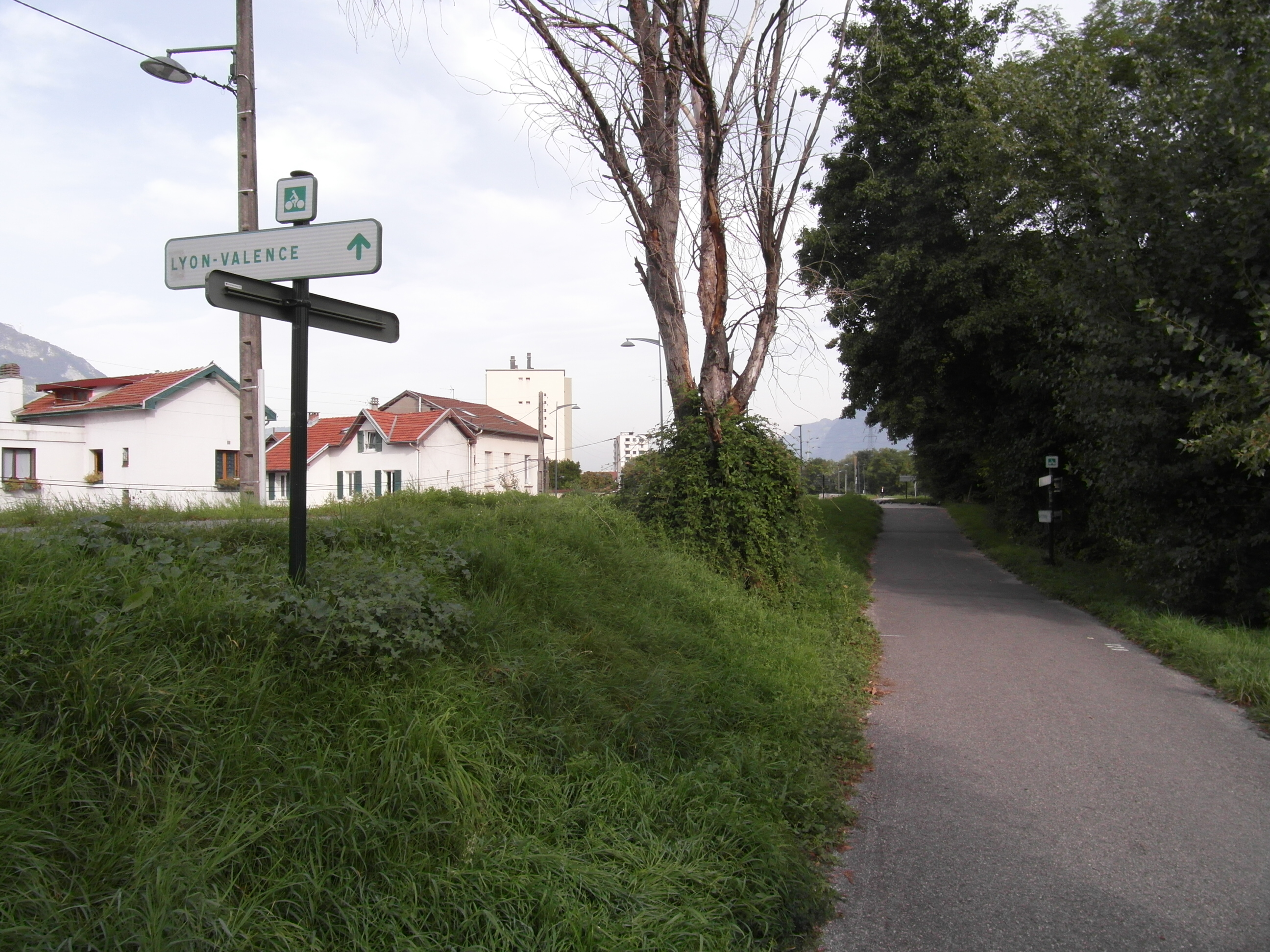
La digue du Drac et la piste cyclable direction nord.
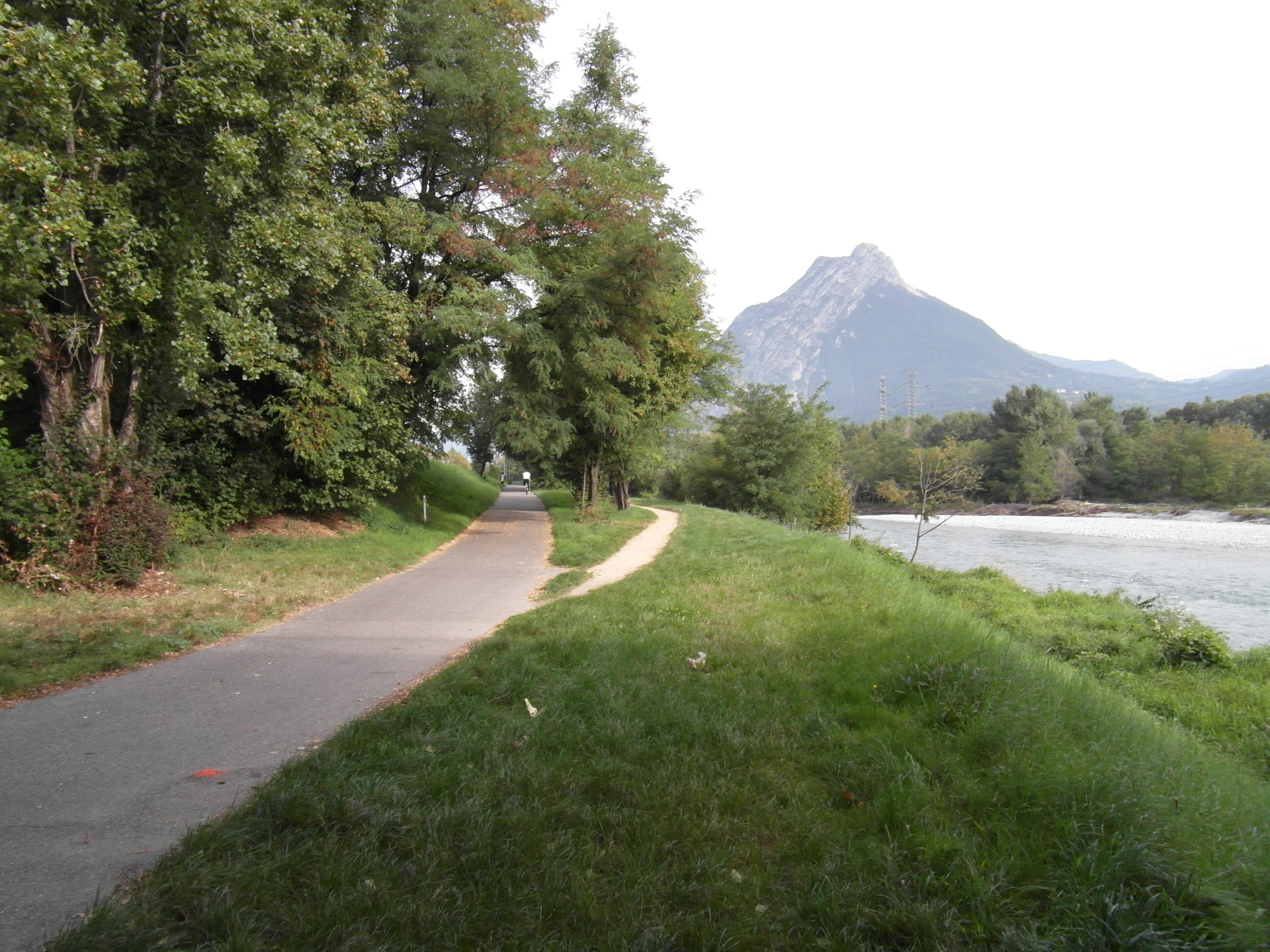
La digue du Drac et la piste cyclable direction nord.
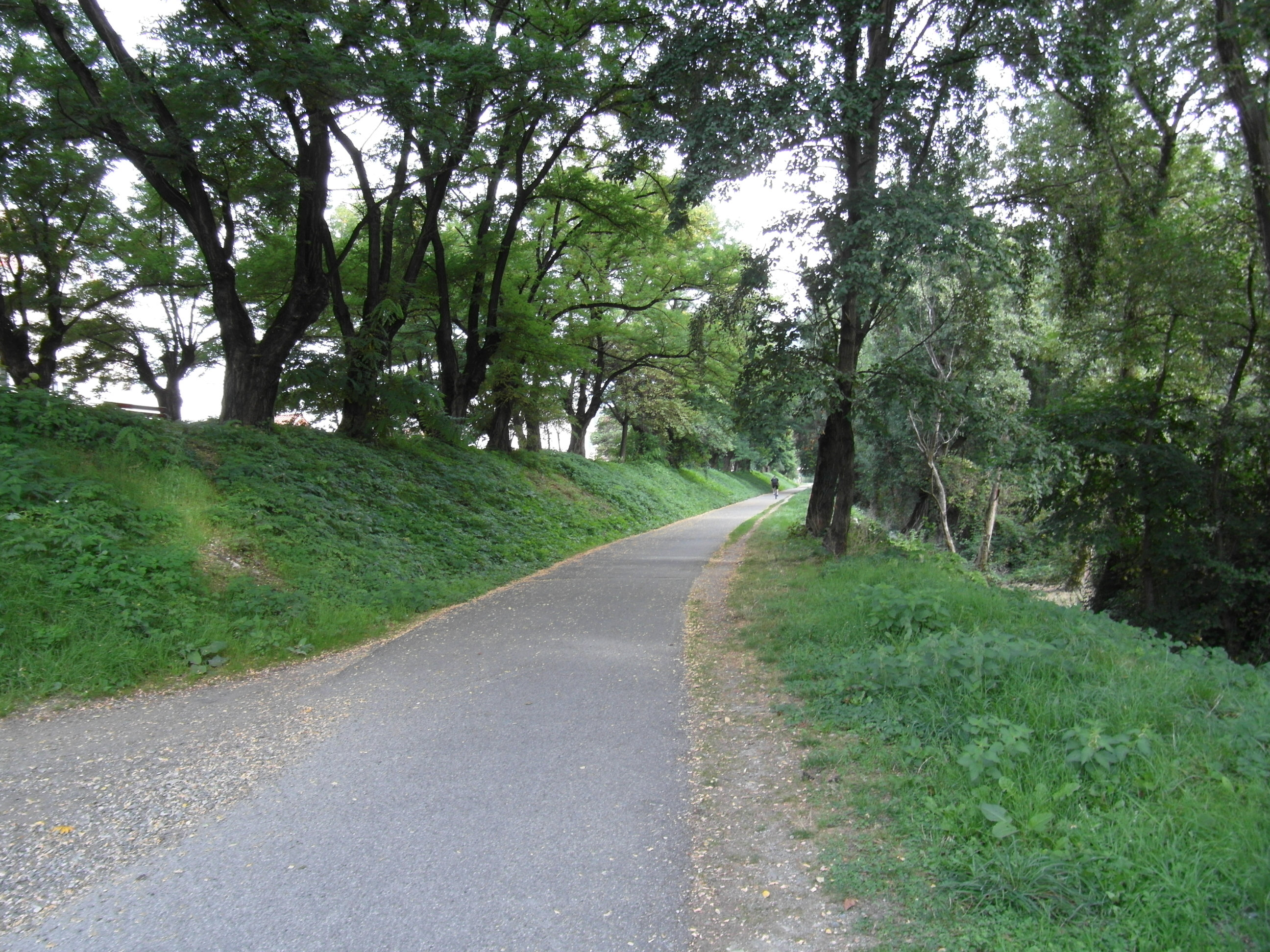
La digue du Drac et la piste cyclable direction sud.
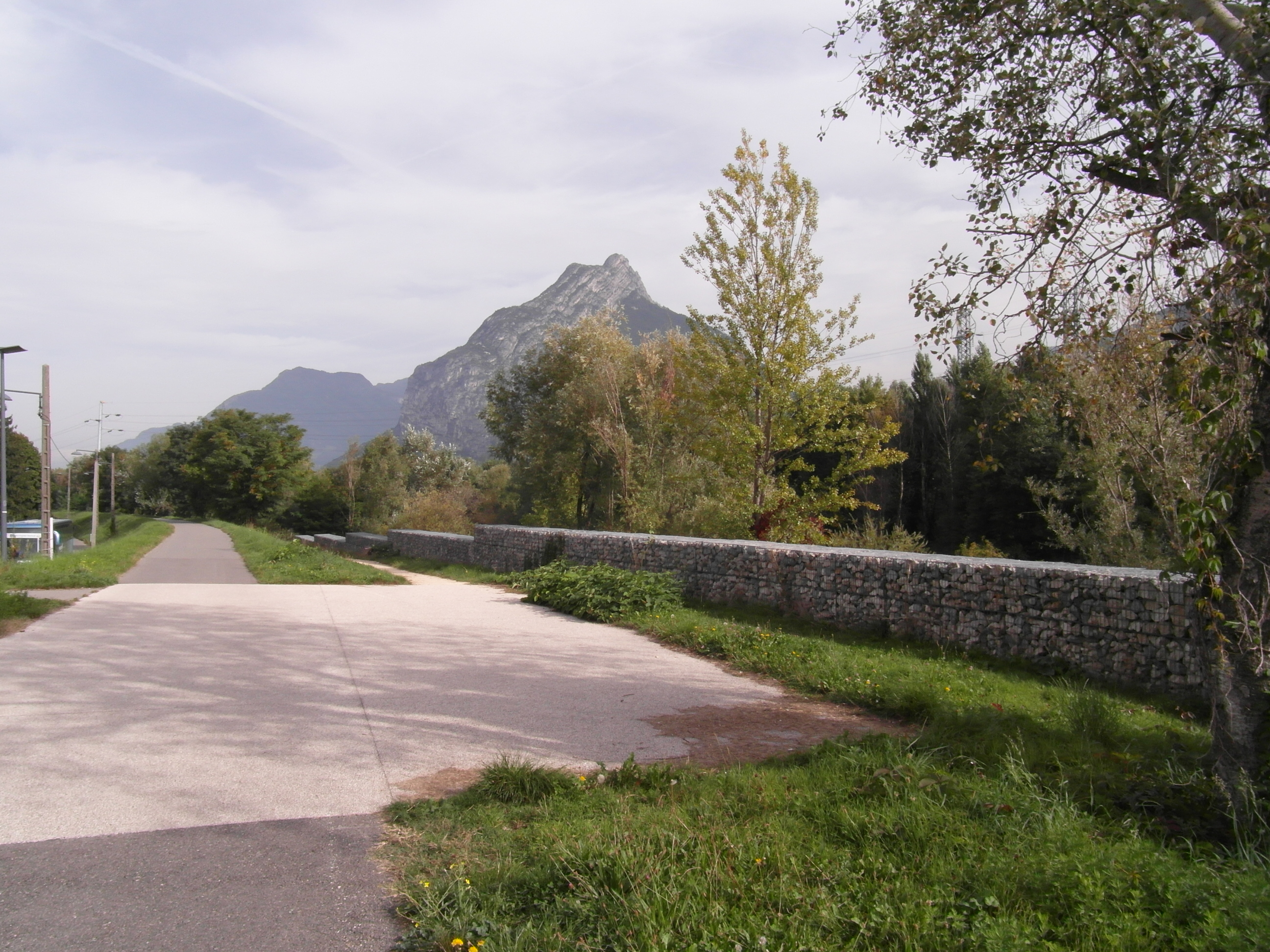
La digue du Drac et la piste cyclable direction nord.

##### Les cours d'eau secondaires

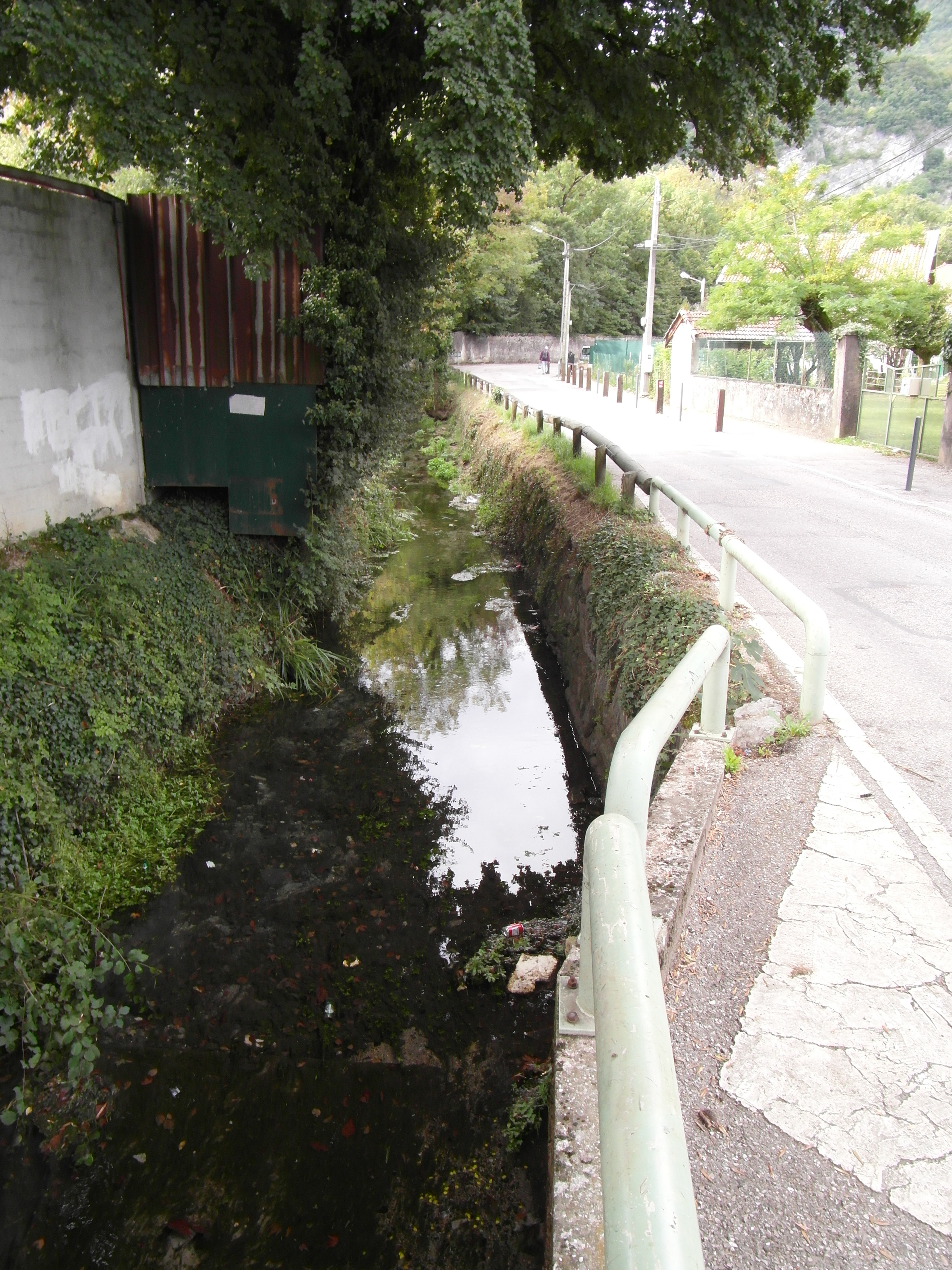
La petite Saulne, à la sortie du parc de la Poya.

DLe territoire de la commune de Fontaine, situé entre la montagne et la vallée, fut longtemps sillonné par un grand nombre de petits ruisseaux, dont certains ont disparu de la surface, à cause du développement urbain. On peut cependant retenir certains noms :
- le Bouteillat : source au Bois des Vouillants, cours canalisé en souterrain;
- la Biollière : source au quartier des Balmes, affluent de la Grande Saulne;
- le Ferrier ou Ferrière : source au quartier de La Poya, affluent du Vivier;
- le Portelait : source au quartier la Poya, transformé en lavoir. Sa température très fraiche permettait de conserver frais les bidons de lait déposés dans son lit (d'où son nom);
- la petite Saulne (ou Saône), (rd), d'une longueur de 2,8 km : source (ou résurgence) au Bois des Vouillants traverse Sassenage et Fontaine entre le parc de la Poya et le parking d'un hypermarché sous une forme souterraine[15]. et du Furon, eux-mêmes affluents de l'Isère. Depuis juin 2025, et sur une longueur de 550 m le ruisseau, débusé, a retrouvé un lit à ciel ouvert, entièrement revégétalisé.
- le ruisseau de la Balme : source au quartier des Balmes, cours canalisé en souterrain;
- le ruisseau de la Fontaine du curé : source au quartier de la Poya;
- le ruisseau de la Fontaine de Cents Francs : source au bois des Vouillants, affluent du Vivier[16] ;
- le Vivier : source (ou résurgence au quartier de la Poya, affluent de la petite Saône à la sortie du parc de la Poya[17];

Ces petits ruisseaux ont permis, autrefois, la construction de plusieurs tanneries qui furent parmi les premières industries fontainoises. Ces cours d'eau modestes, même s'ils ont été canalisés aujourd'hui, présentent des fluctuations saisonnières de type pluvial, fortement accentuées à la fin du printemps en raison de la fonte nivale. Ils ont entrainé de nombreuses inondations dans l'Histoire du village et même à notre époque.
La paroisse, puis la commune de Fontaine, doivent leur nom à une source située à la sortie du Bois des Vouillants et dénommée la « Fontaine à cents francs ».
La plupart de ces informations publiées dans ce chapitre ont été puisées dans un journal trimestriel publiant des informations historiques sur la commune et dénommé « Mémoires ».

### Voies de communication

#### Voies routières

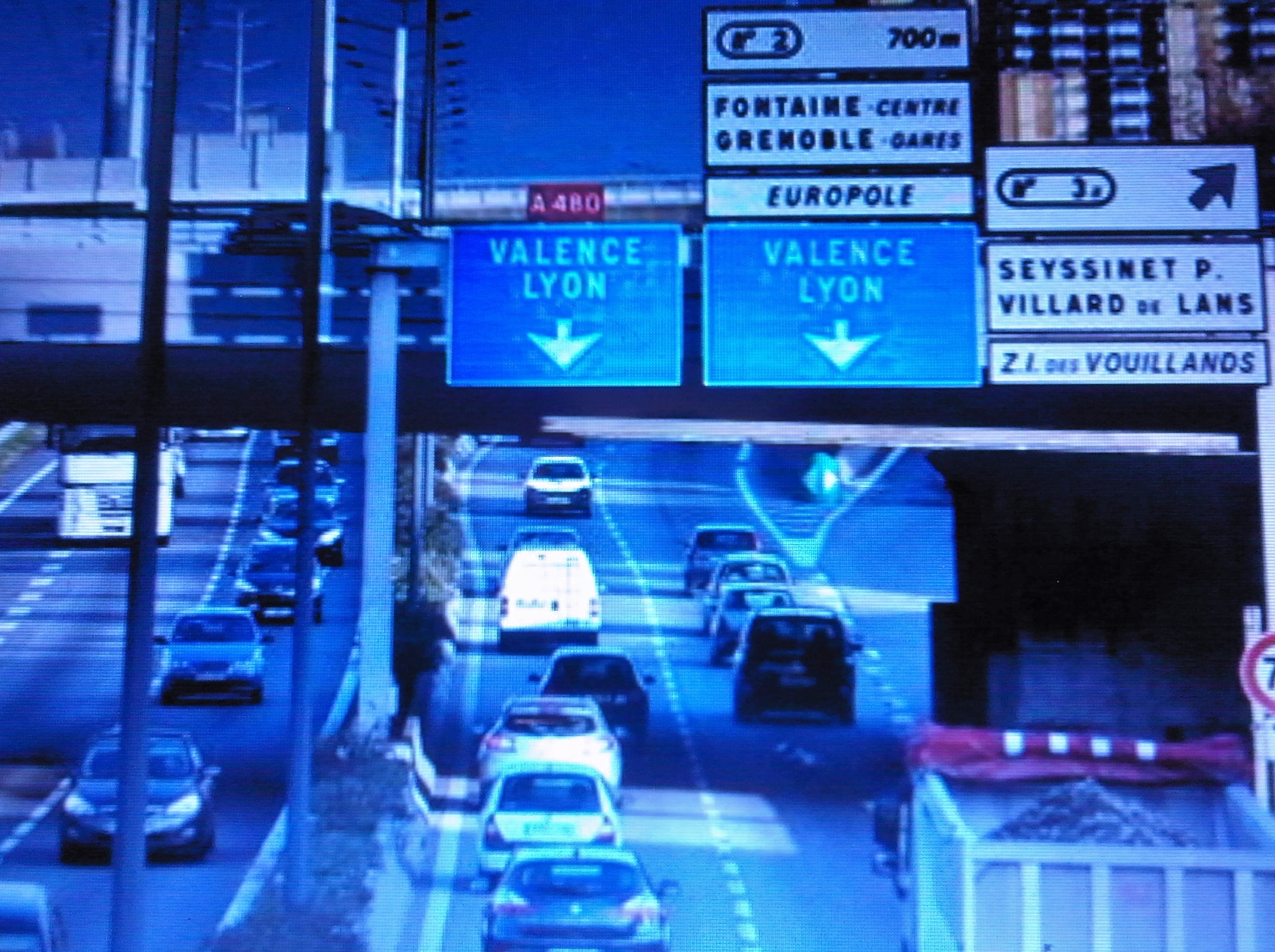
Autoroute A480, échangeur de Fontaine-centre.

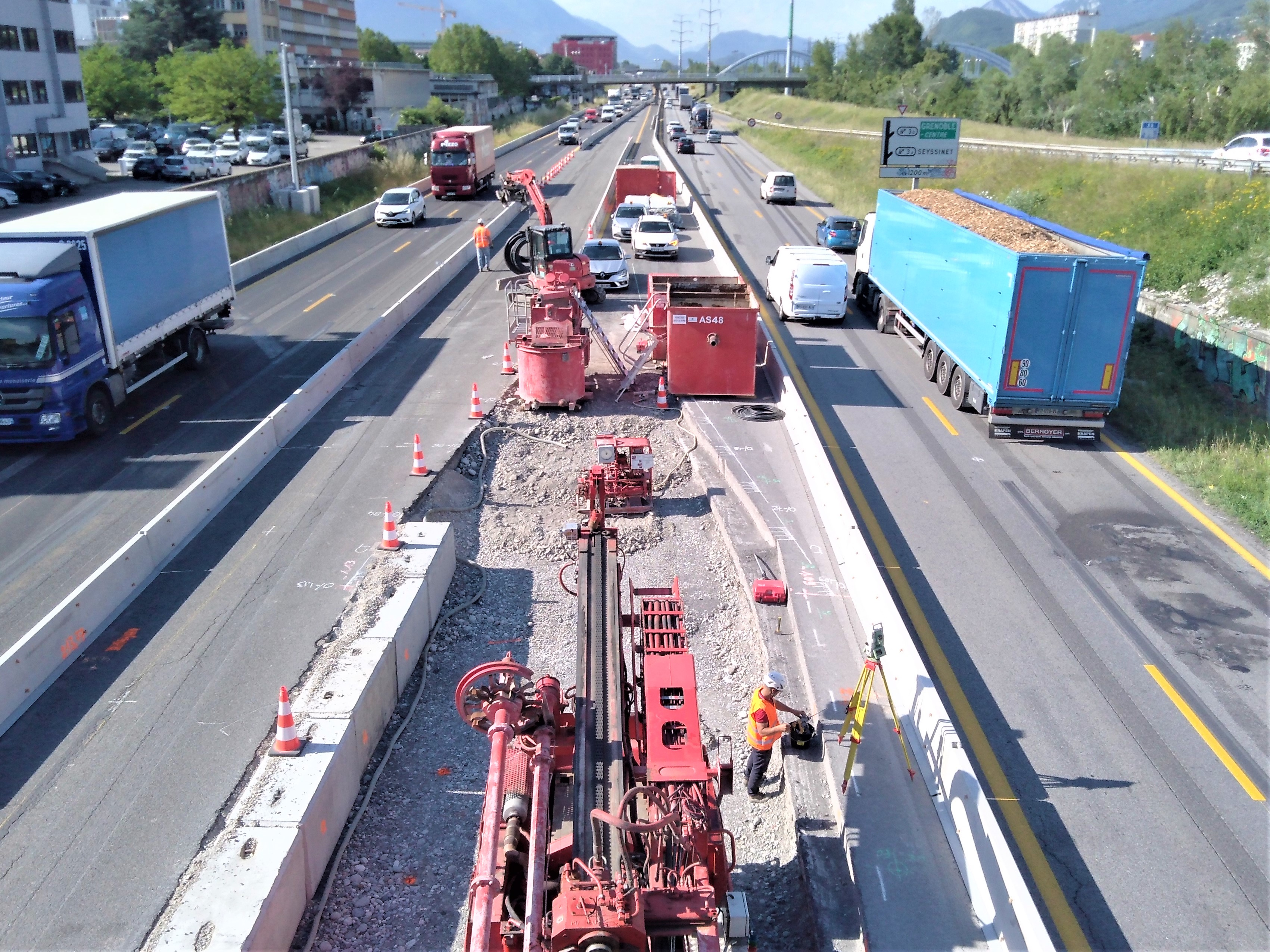
Travaux d'élargissement de l'A480 en juin 2019 au niveau du pont du Vercors.

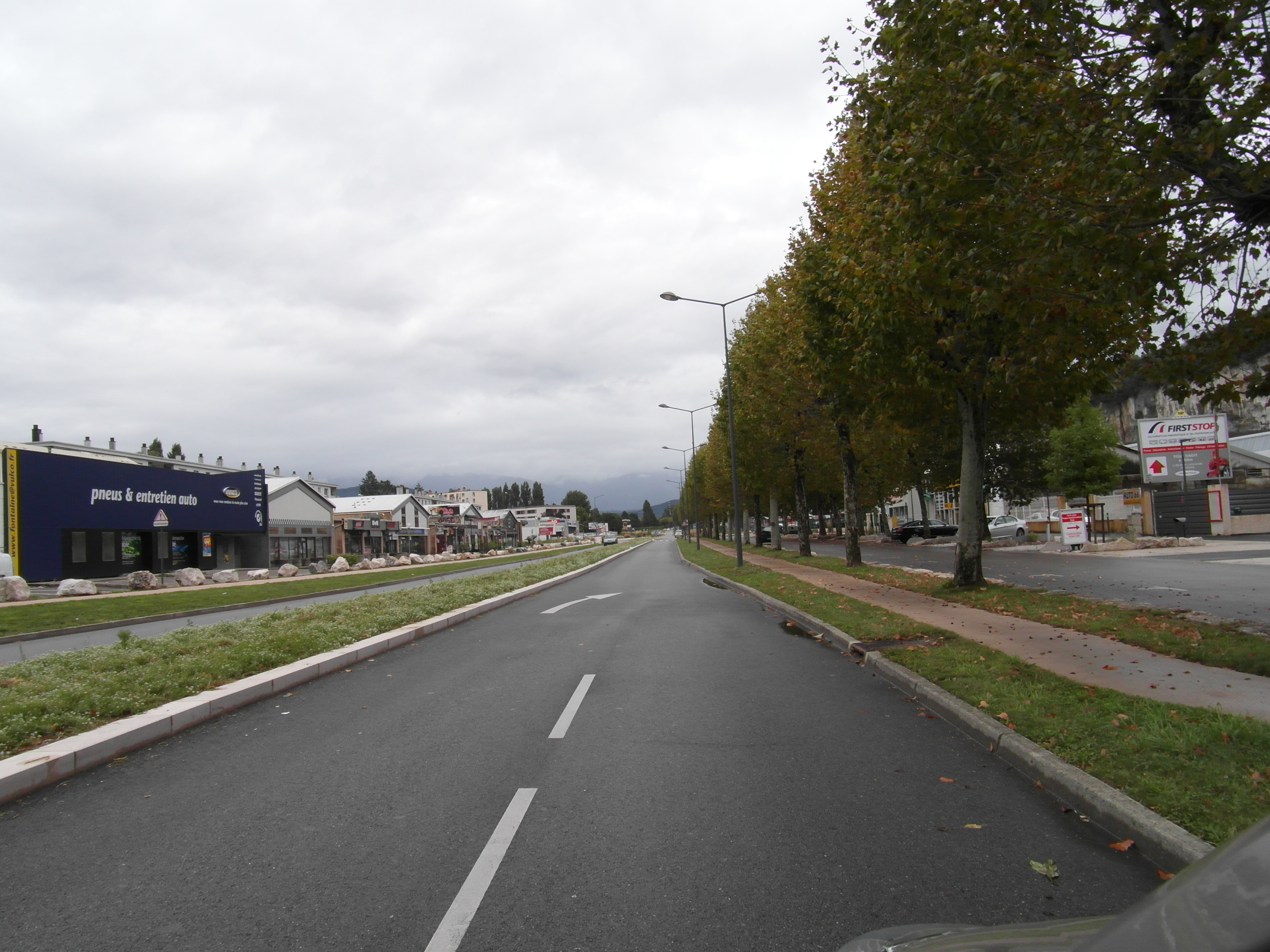
Route départementale 532 Grenoble - Valence, alias boulevard Paul-Langevin.

Située au cœur de l’agglomération grenobloise, le territoire de Fontaine se situe à un point de convergence de plusieurs lignes routières et autoroutières.

##### L'autoroute A480 (rocade ouest de Grenoble)
L'autoroute A480 est une autoroute urbaine totalement gratuite desservant l'ouest de l'agglomération de Grenoble sur une distance de 12,5 km. Cette autoroute a tout d'abord porté le numéro B48 jusqu'en 1982.
Un premier échangeur autoroutier relie cette autoroute avec la zone industrielle des Plans, entièrement située à Fontaine et la zone industrielle de l'Argentière située sur les territoires de Sassenage et de Fontaine :
- 1 : Sassenage, ZI Fontaine, Polygone Scientifique,

Un échangeur autoroutier relie cette autoroute à la commune de Fontaine au niveau du Pont du Vercors :
- 2 : Fontaine-centre, Grenoble Gares, Europole

Depuis son ouverture, la vitesse sur cette rocade sous forme autoroutière, à 2×2 voies, est limitée à 90 km/h. La construction d'une troisième voie sur les deux côtés de cette rocade a été acté par la Métropole de Grenoble. À la suite d'un communiqué paru dans le Dauphiné libéré le 17 janvier 2019, les maires de deux communes riveraines de l'A480, Jean-Paul Trovero (PCF), maire de Fontaine à cette époque et Christian Coigné (UDI) maire de Sassenage, ont fait connaître leur opposition à toute remise en question du projet de 2018.
Les travaux de transformation en 2x3 voies se sont achevés en 2022 mais avec une limitation de la circulation des véhicules à 70 km/h au niveau de la commune. De part et d’autre de ce secteur, la vitesse reste fixée à 90 km/h.

##### L'autorouteA48(autoroute Lyon - Grenoble)
L’autoroute A48 est une autoroute permettant la liaison de Lyon à Grenoble. Elle est connectée avec l'A480 juste avant l'échangeur de Sassenage - ZI Fontaine. Elle est surnommée l'Autoroute du Dauphiné. Elle est gérée par les Autoroutes Paris-Rhin-Rhône (SAPRR) et AREA.

##### L’autorouteA49(autoroute Valence - Grenoble)
L'autoroute A49 est une autoroute qui relie Romans-sur-Isère et Valence à Grenoble. Elle se raccorde à l'A48 à l'entrée de l'agglomération grenobloise juste avant le péage de Voreppe

##### Les anciennesRN 532etRN 531
- L'ancienne route nationale 532 est une route nationale française reliant Saint-Péray (Ardèche) à Grenoble (Isère).
En 2006, la RN 532 a été déclassée dans le département de l’Isère en RD 1532. Cette route traverse le territoire de Fontaine depuis le nord-ouest (commune de Sassenage) vers le sud-est (commune de Seyssinet-Pariset) sous la dénomination d'avenue Paul-Langevin.
- L'ancienne route nationale 531 est une route nationale française reliant Bourg-de-Péage par Villard-de-Lans à Grenoble. Elle rejoint la RD532 au niveau du rond-point Jean-Prévost et s'en sépare au niveau du carrefour de l'Argentière. À Fontaine, cette route (devenue la RD531) correspond à la rue de l'Argentière et permet de rejoindre l'A480 et la Presqu'Île de Grenoble.

Les principales autoroutes menant à et/ou contournant Fontaine et l'agglomération grenobloise
A48
A49
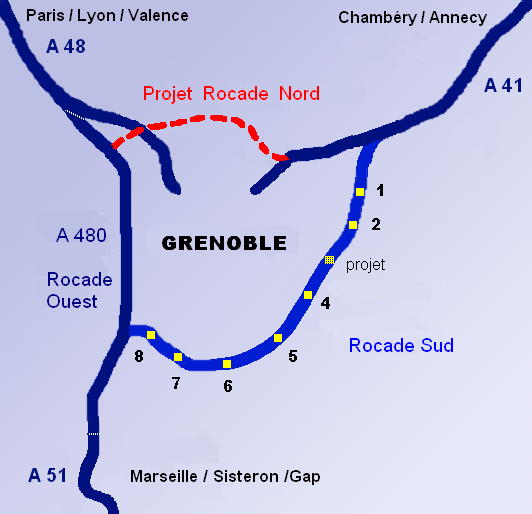
Rocade de Grenoble
A480
A5.

#### Les ponts de Fontaine
Durant des siècles, isolée de Grenoble par la fureur d'un torrent enfin endigué, la commune de Fontaine a fini par bénéficier de la construction de trois ponts, ceux-ci se dénomment (d'amont en aval) : le pont du Drac, le pont Esclangon et le pont du Vercors.

##### Le pont du Drac
Ce premier pont, qui remplace un vieux bac à traille, est ouvert au public le 7 février 1826. Son but initial était de desservir les communes du canton de Sassenage d'où son nom de pont de Sassenage ou pont à chaines en raison de sa suspension aérienne constituée de chaines. Le pont a été réalisé d'une seule travée de 133 mètres. Sa présence permit la création du cours Berriat en 1841. Il sera ensuite remplacé par un pont à arches en 1938 qui subira un sabotage de la part des troupes allemandes d'occupation, lors de leur fuite en août 1944. Ce pont subira également un écroulement partiel lors d'une crue en 1954 et nécessitera une reconstruction partielle.

##### Le pont Esclangon
L'existence du pont Esclangon est liée à la construction de la ligne A du tramway de Grenoble. Le maître d’ouvrage, le Syndicat mixte des transports en commun de l'agglomération grenobloise (SMTC), décide alors de construire un nouveau pont routier en parallèle de façon que la ligne A du tramway de Grenoble puisse circuler sur le pont du Drac sur un trajet plus rectiligne. C’est un pont à caisson, à deux voies, construit et inauguré en 1986. Sa longueur totale est de 140,7 m (138 m entre appuis de rive) et de largeur 11,60 m.

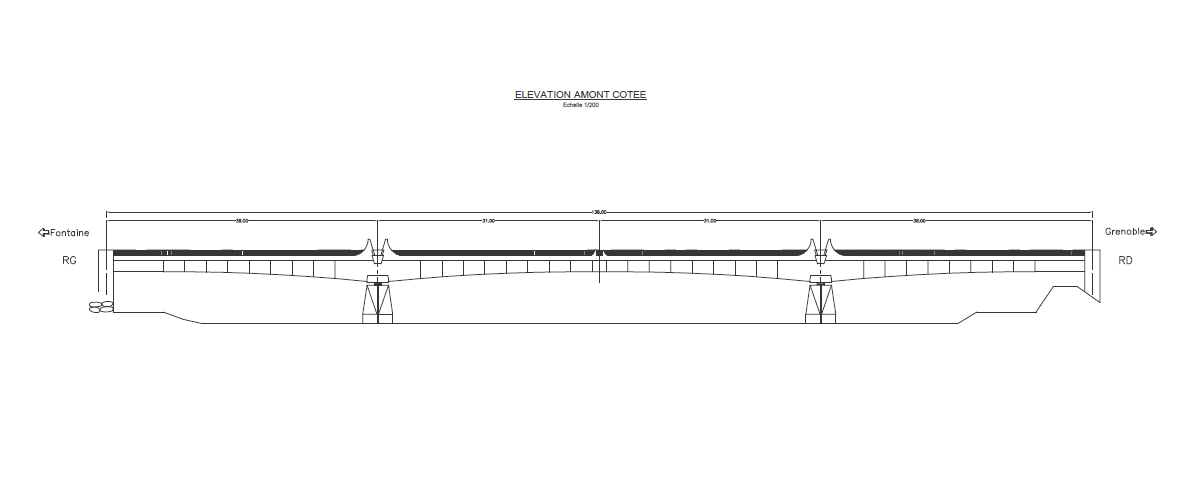
Vue en élévation du pont Esclangon

##### Le pont du Vercors
Le pont du Vercors, historiquement le deuxième pont pour rallier Grenoble à Fontaine, fut autrefois dénommé Pont de fer en raison du matériau choisi pour sa construction. Il est raccordé au cours Berriat par la rue Diderot et permet de rejoindre la presqu'île de Grenoble, MINATEC et le CEA. Il est livré à la circulation en 1889 et dès janvier 1895, il permet le passage d'une ligne de tramway en direction de Veurey-Voroize, puis en 1920 d'une seconde ligne en direction de Seyssins. Il sera remplacé par un nouveau pont en 1950.
La mauvaise qualité du béton utilisé entraîne la décision pour les autorités départementales d'y interdire la circulation des camions de plus de 5 tonnes dès le début des années 1980. Ce pont, très dégradé, sera définitivement démoli au début de l'année 1994, et il sera remplacé par le pont actuel à trois voies. Un feu de circulation tricolore a été installé à son entrée dans le territoire fontainois pour gérer le flux de circulation automobile de plus en plus dense dans ce secteur.

Quelques vues des différents ponts de Fontaine sur le Drac
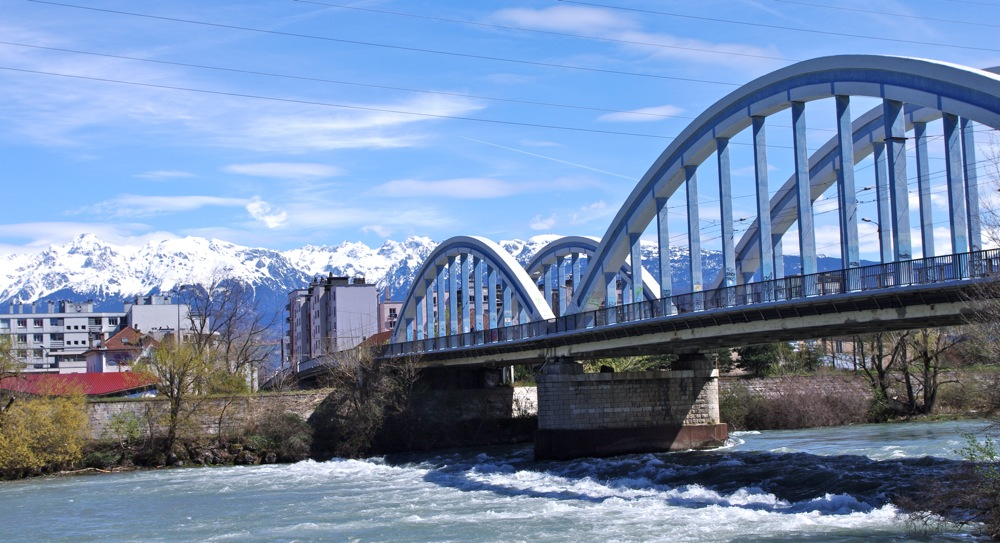
Le Drac passant sous le pont portant son nom.
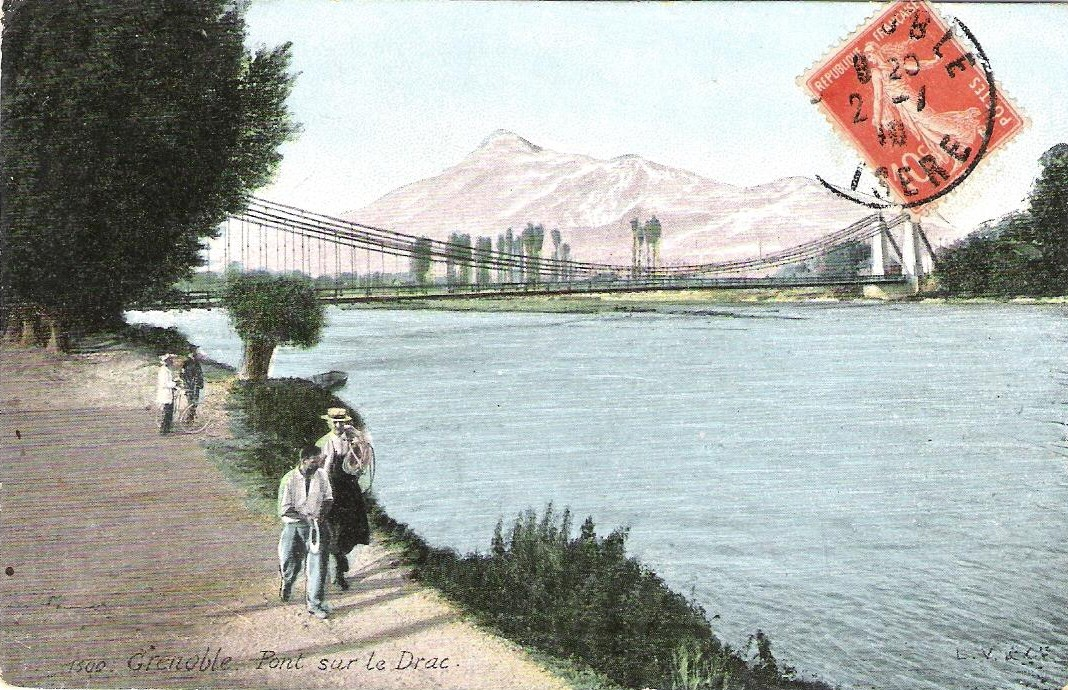
Le premier pont sur le Drac, construit en 1828.
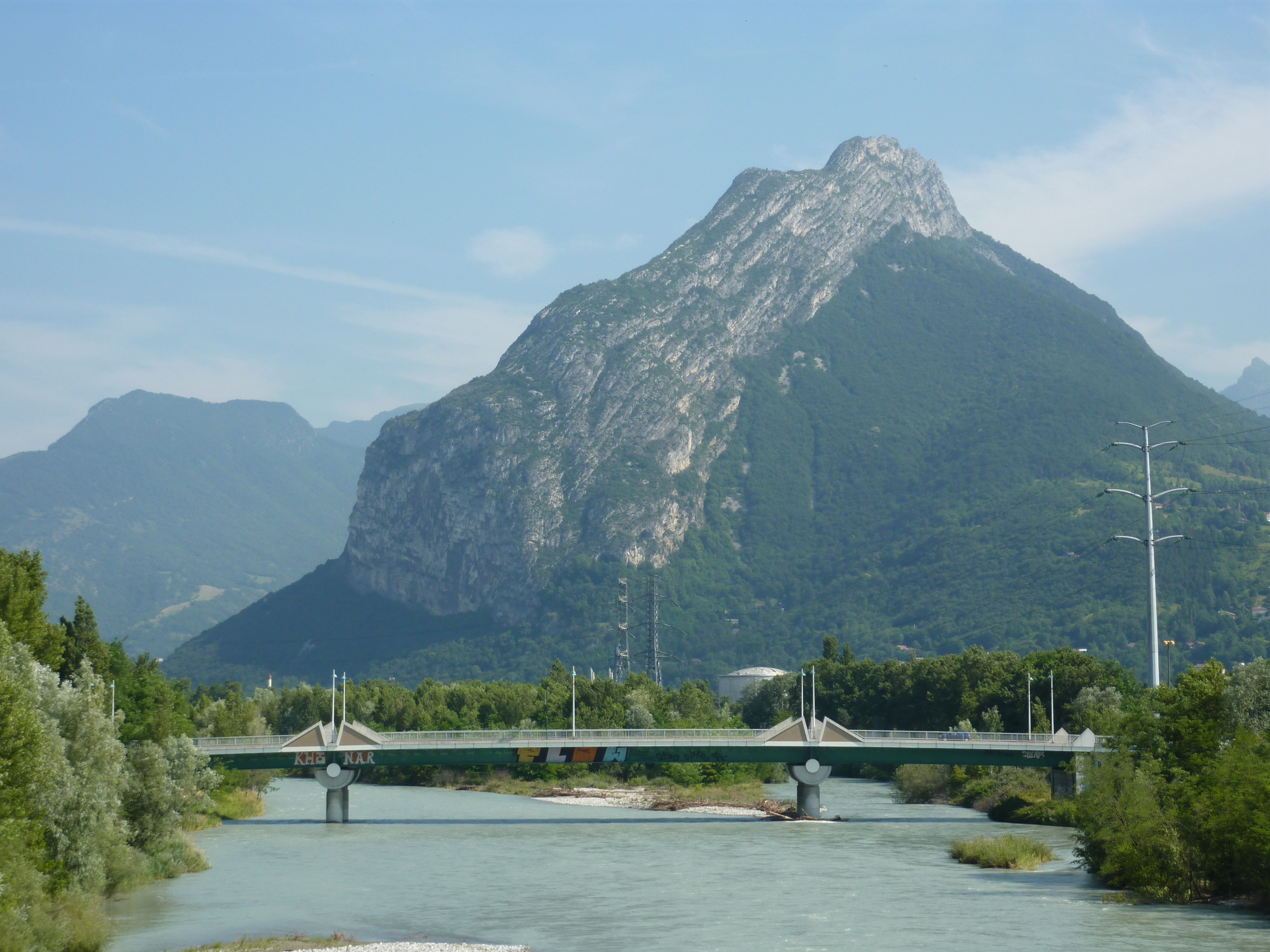
Le pont du Vercors et le Néron
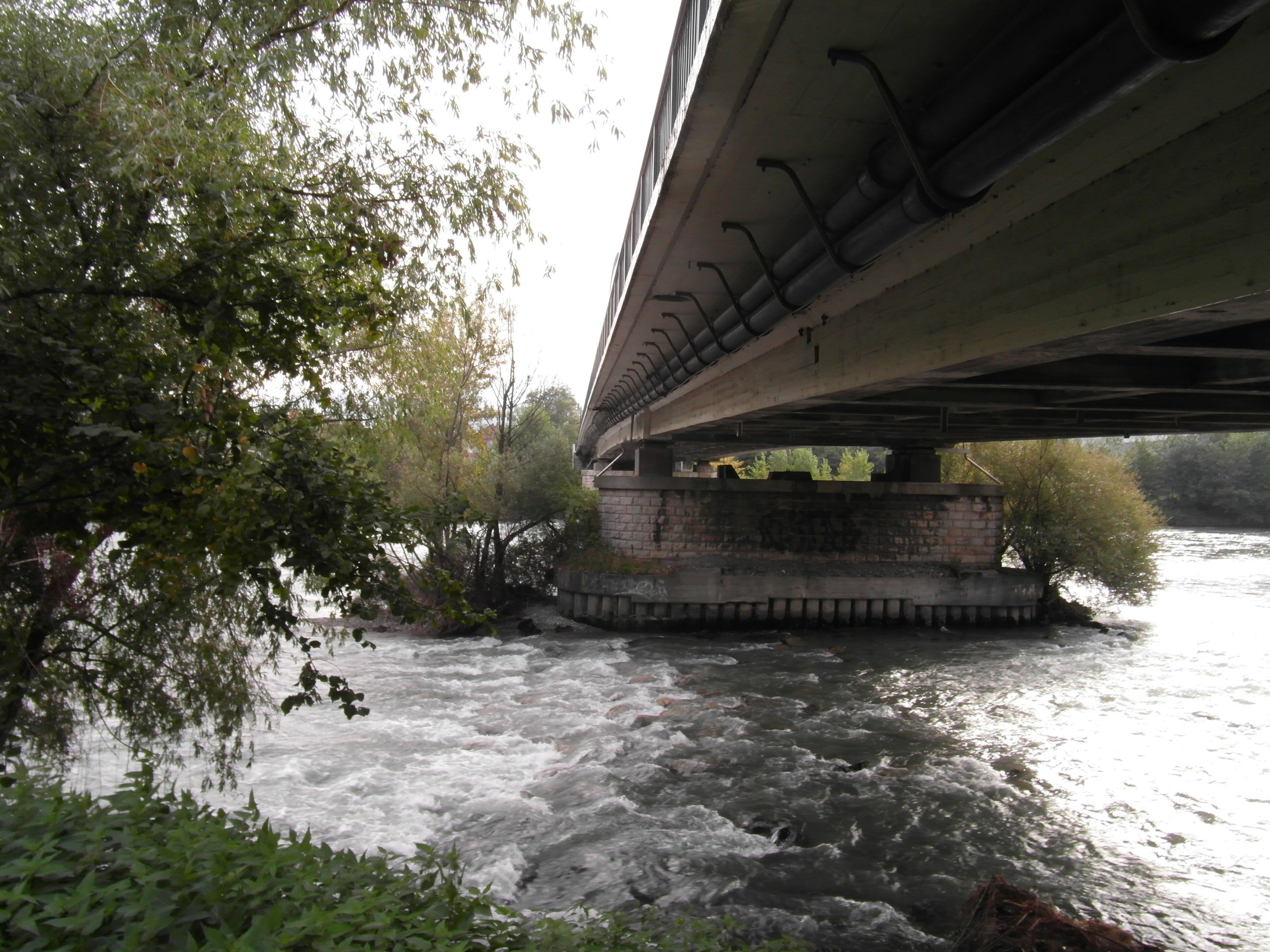
Le pont du Vercors vu de dessous.
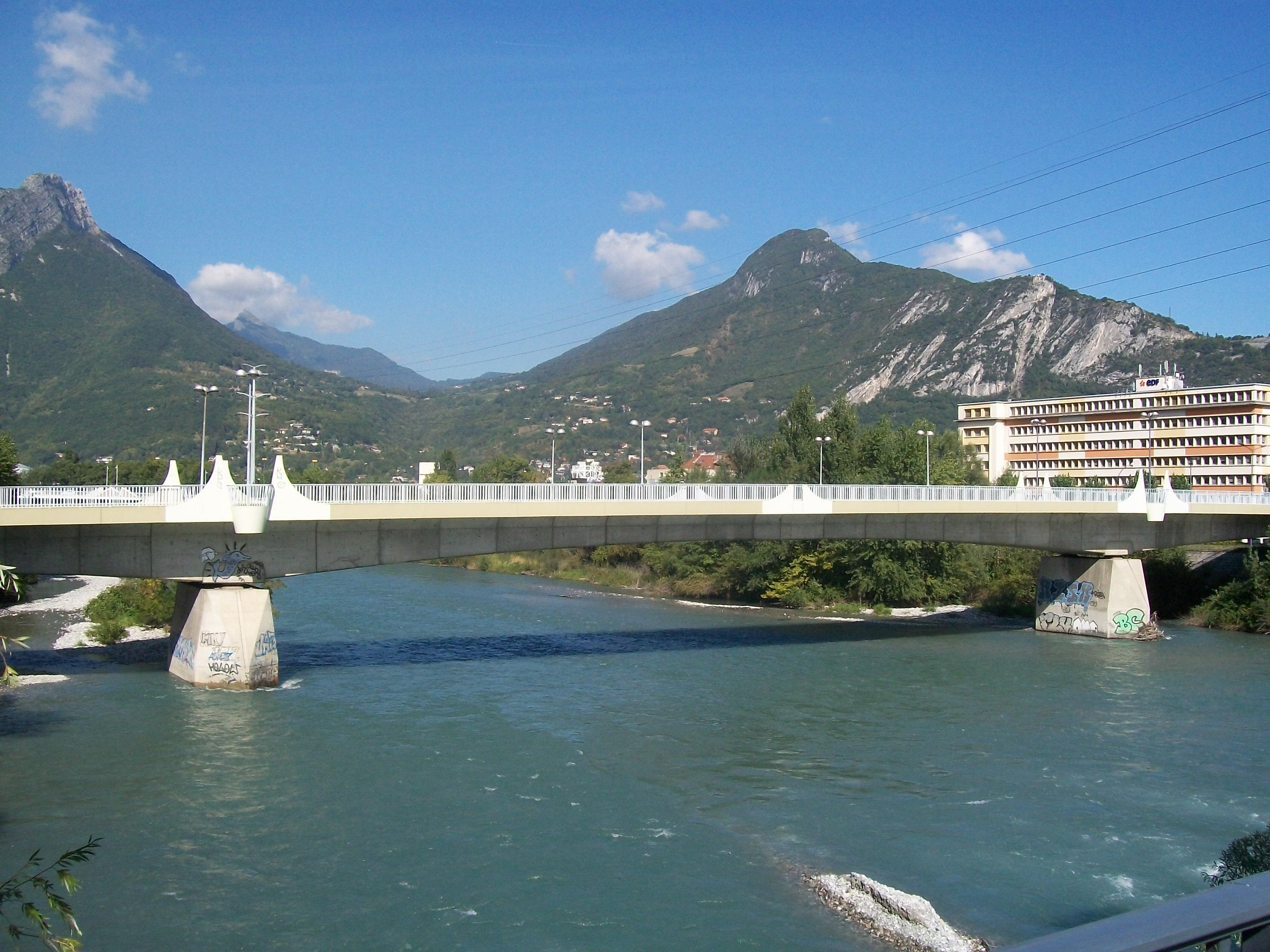
Le Drac sous le pont Félix-Esclangon.

### Transports

#### Transports en commun locaux

Plan du réseau de tramway de l'agglomération grenobloise.

Fontaine qui fut, autrefois, traversée par les lignes du premier réseau de tramway de Grenoble, est toujours reliée au réseau de transports en commun de l'agglomération de Grenoble (réseau TAG), notamment par une ligne de tramway et cinq lignes de bus.

##### Lignes actuelles
Pour un article plus général, voir Tramway de Grenoble.
La ligne A de tramway, qui traverse Fontaine d'est en ouest, est la plus ancienne ligne du réseau actuel de l'agglomération grenobloise. Cette ligne, inaugurée en 1987, présente sur le territoire de Fontaine un total de cinq stations. Cette ligne relie ensuite la commune avec la gare SNCF de Grenoble, la gare routière, le centre-ville de Grenoble, la Préfecture de l'Isère, le centre commercial de Grand'Place, le quartier de La Villeneuve de Grenoble et la commune d'Échirolles.
Des correspondances existent avec la ligne B, la ligne C, et la nouvelle ligne E, au niveau du territoire de la ville de Grenoble grâce à la ligne de bus chrono C6  qui relie Fontaine avec le Polygone scientifique de Grenoble et la commune de Saint-Martin-d'Hères (Henri Wallon) ;
Les autres lignes sont la ligne de bus 19 qui relie Fontaine avec la commune de Sassenage (l'Ovalie) et la commune de Seyssinet-Pariset (Village) ; la ligne de bus 20 qui relie Fontaine avec la commune de Veurey-Voroize (Mairie) et la commune de Seyssinet-Pariset (Hôtel de Ville) ; la ligne de bus 50 qui relie Fontaine La Poya avec la commune de Sassenage (Les Côtes) et enfin, la ligne de bus 53 qui relie Fontaine La Poya avec la commune de Noyarey (Mairie et Chatelard).

##### Anciennes lignes notables
La ligne de bus 26 est une ancienne ligne qui a été supprimée le 1er septembre 2014 et dont le tracé n'a pas été remplacé sur l'ensemble du territoire communal. À la suite de la création d'un comité de soutien pour un retour de cette ligne, la municipalité a, dès lors, contesté cette décision auprès du SMTC, instance intercommunale chargée de la politique de transport de l'agglomération grenobloise.

#### Transports routiers départementaux
Les lignes d'autocars Cars Régions T64 et T65 relient Grenoble à Engins, Lans-en-Vercors et Villard-de-Lans traverse la commune de Fontaine (arrêt au quartier «Louis Maisonnat» et au quartier «La Poya», terminus du tramway, ligne A)

Les Principaux moyens de transport public à Fontaine
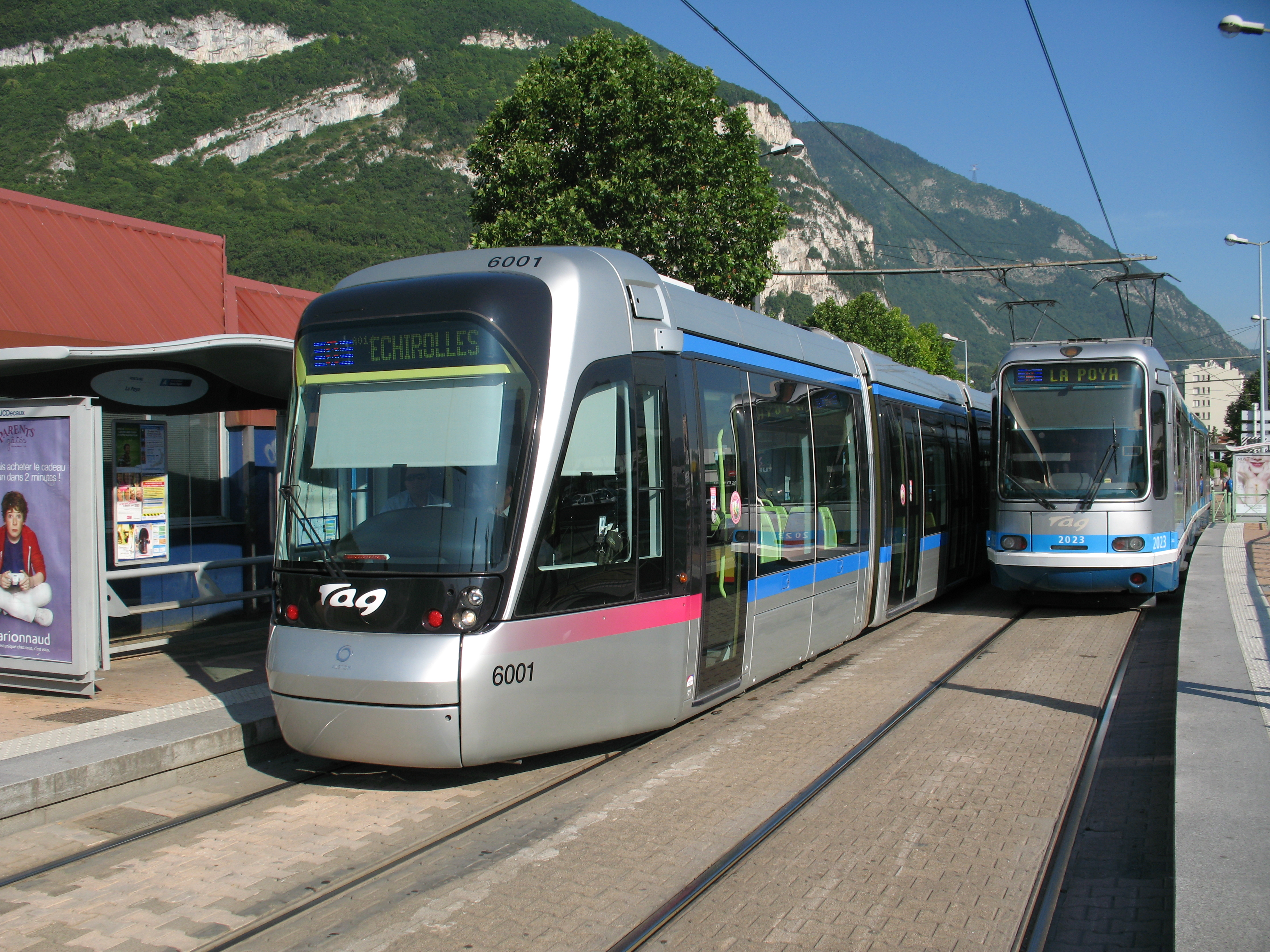
Tramway Citadis au terminus de Fontaine-La Poya (ligne A).
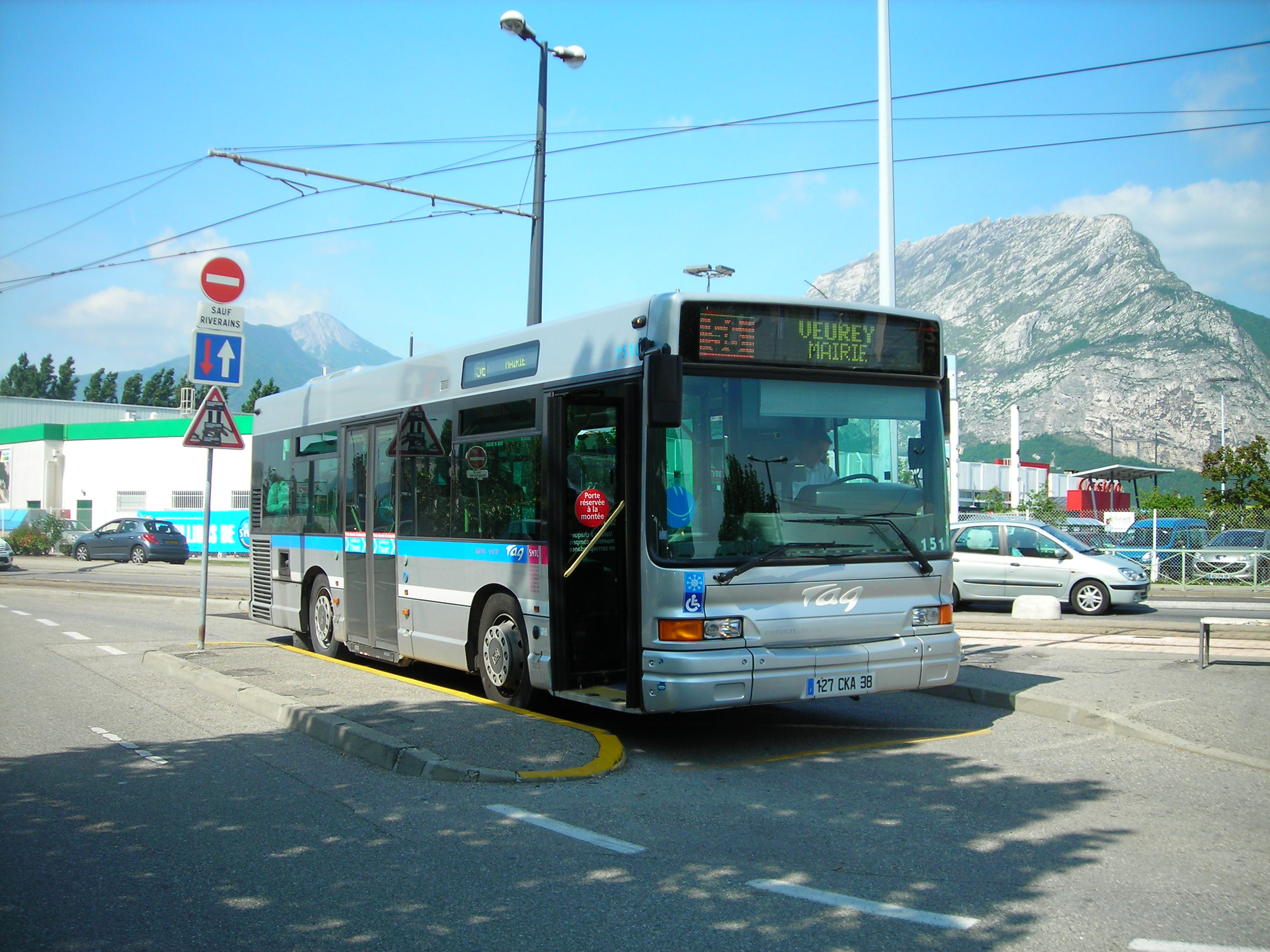
Un bus de la Semitag, ligne 56, terminus de Fontaine-La Poya.
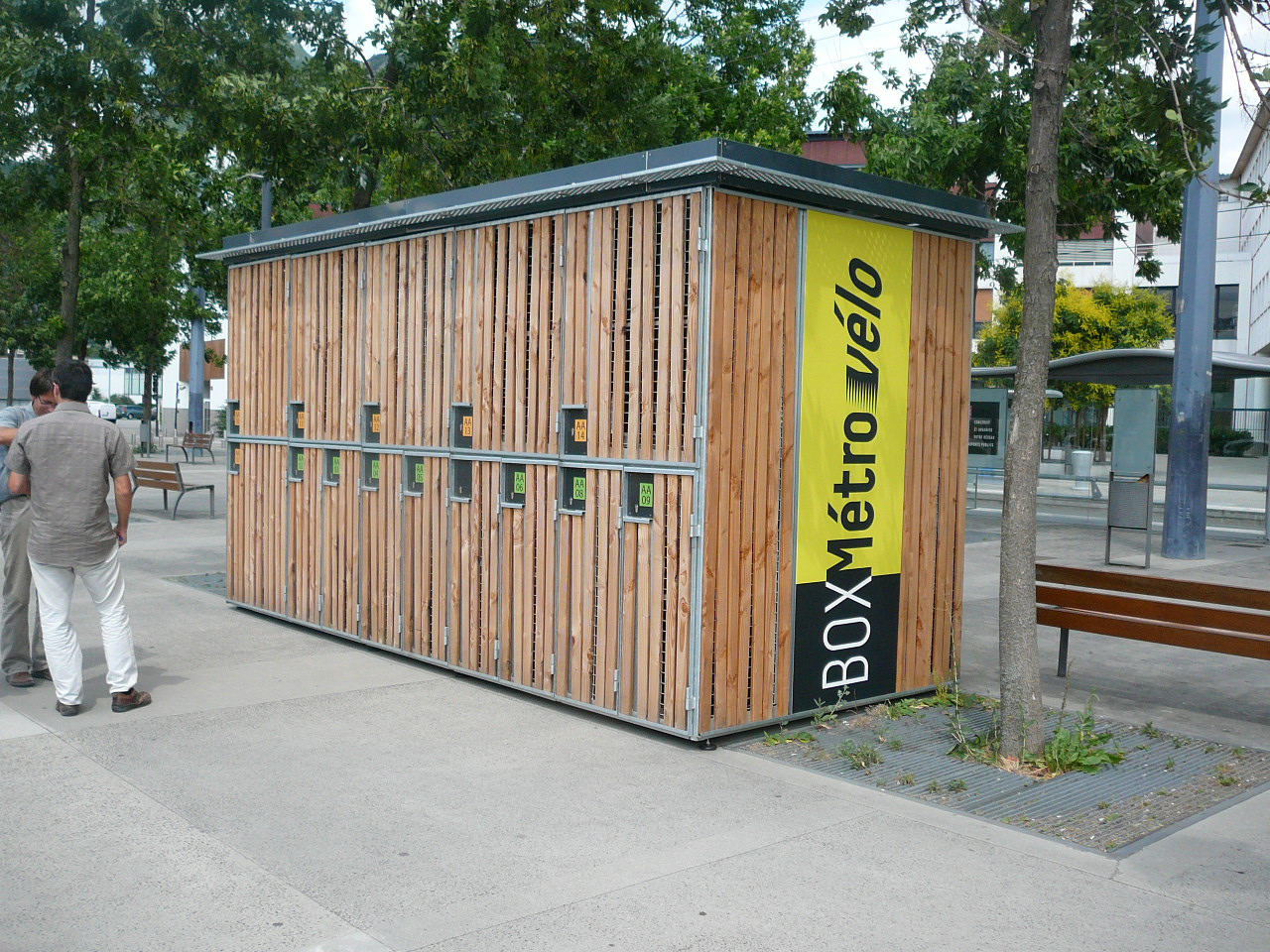
local de stationnement de métrovélo mis à disposition par la Métro
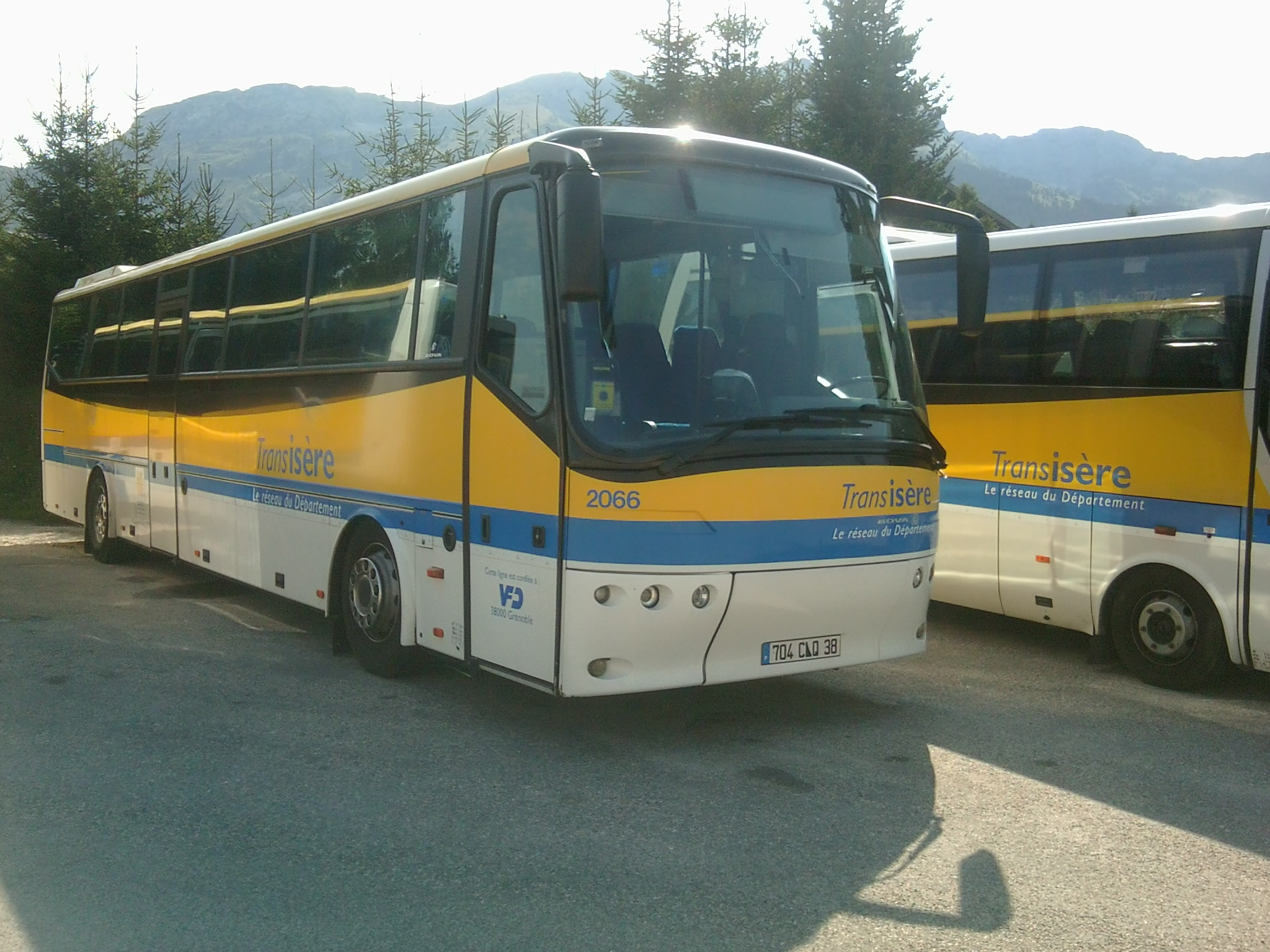
Autocar de ligne régulière Transisère (identique à celui de Villard-de-Lans).
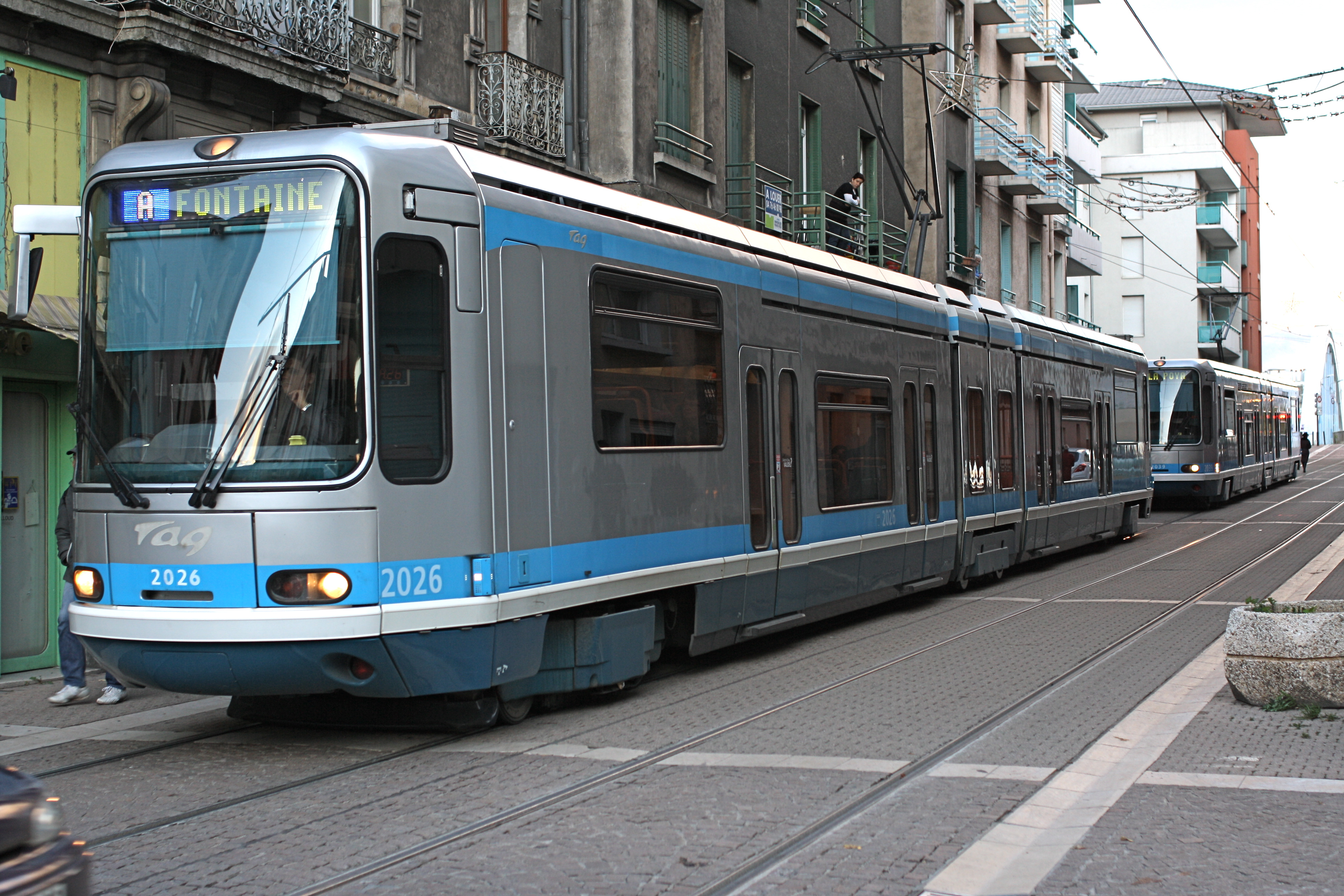
Deux tramways TFS à l'arrêt, avenue Aristide-Briand à l'entrée de Fontaine.

#### Transports individuels

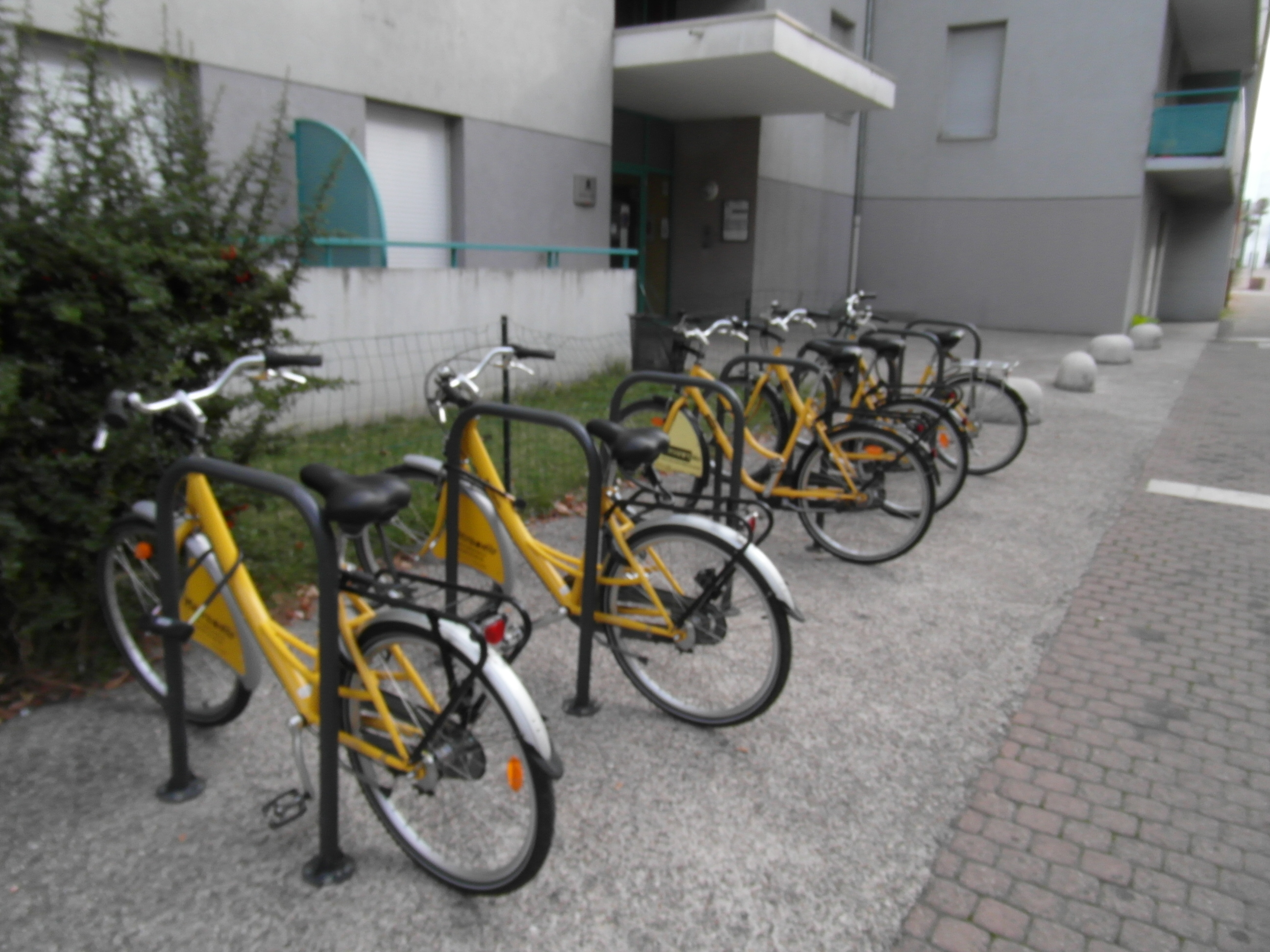
Vélos de la métro en stationnement dans un parking de Fontaine.

Depuis 2013, la commune présente un système de stationnement par disque horodateur à utiliser dans la plupart des quartiers, notamment dans les zones commerçantes.
De nombreuses pistes cyclables sillonnent le territoire communal, notamment le long de la digue du Drac et sur l'avenue Paul-Langevin récemment réaménagée. La commune ne possède pas de secteur piétonnier notable, pour des raisons de commodités au niveau de la mairie et sur l'avenue Aristide-Briand dans le secteur des Fontainades où seul le tramway peut circuler.
La ville de Fontaine propose, en partenariat avec la métropole Grenoble-Alpes Métropole, deux nouveaux services afin d'élargir l'offre de transport des habitants de la commune dont la mise à disposition de vélos en libre service et la création de consignes individuelles sécurisées (box fermé pour stocker son vélo) dont un bloc est visible près de l'hôtel de ville de Fontaine.

#### Transport ferroviaire

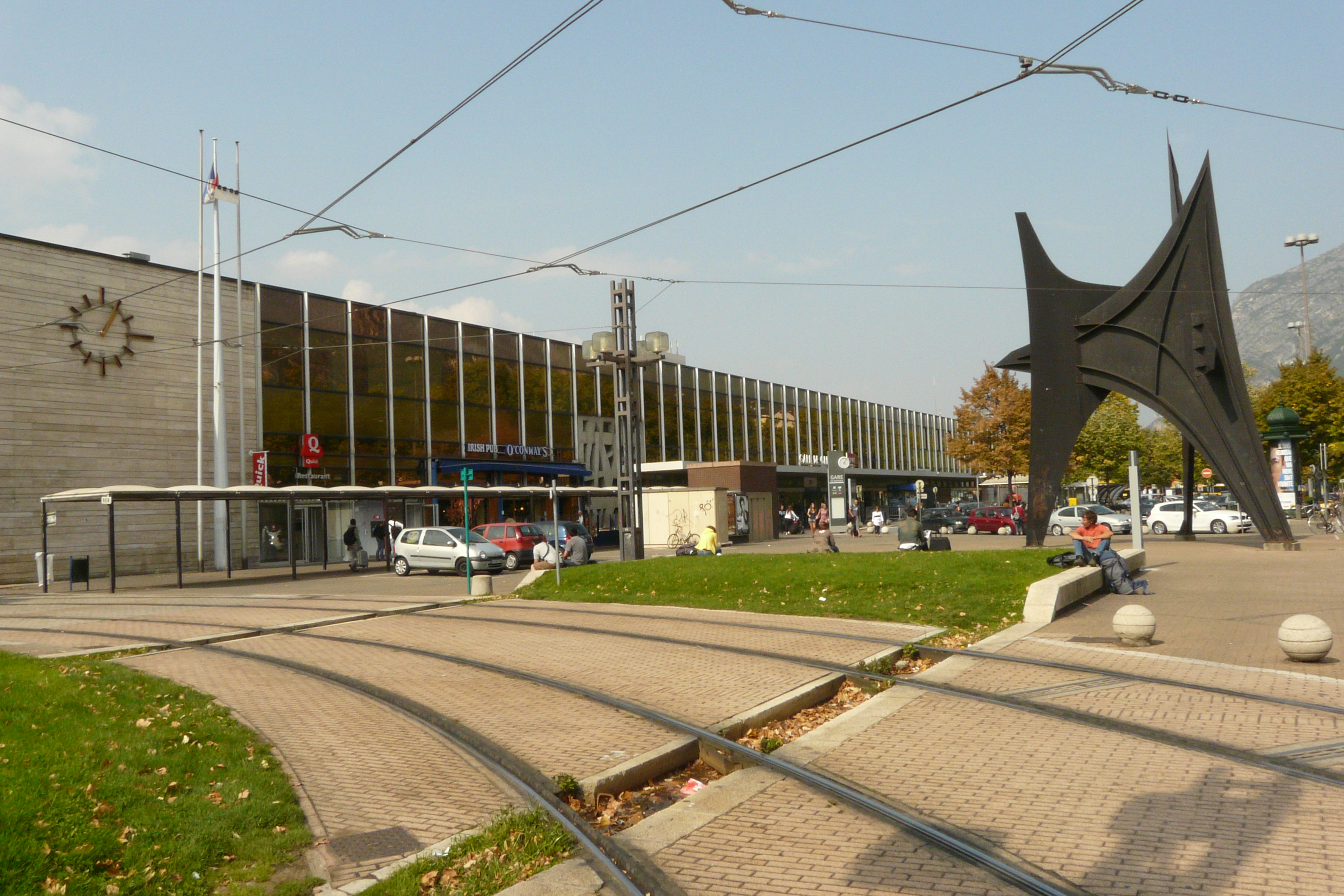
Gare de Grenoble à moins d'un kilomètre de Fontaine (Pont du Vercors).

La gare ferroviaire la plus proche est la Gare ferroviaire SNCF de Grenoble, située à environ 2,5 km du centre de la commune. La gare routière est située à proximité de la gare ferroviaire. Les deux services sont reliés à la ville de Fontaine par le Tramway de Grenoble, ligne A.
Pour répondre à la demande actuelle et à la croissance prévue du trafic dans les années à venir, la gare doit faire l'objet d'un programme de restructuration important, en liaison avec le réaménagement du polygone scientifique situé entre les territoires de Fontaine et de Grenoble. L'itinéraire ferroviaire du sillon alpin (Gières-Montmélian et Valence TGV-Moirans), est en cours d'électrification.

#### Transport aérien
L'aéroport le plus proche est l'aéroport de Grenoble-Alpes-Isère situé à environ 35 km. On peut rejoindre cet aéroport par la gare routière de Grenoble. L'aéroport de Lyon-Saint-Exupéry et son hub régional, quatrième aéroport français est, lui aussi, relié par une ligne de car (mise en place avec le concours du conseil régional de Rhône-Alpes), avec la gare routière de Grenoble, est situé à 85 km.

#### Cyclisme urbain

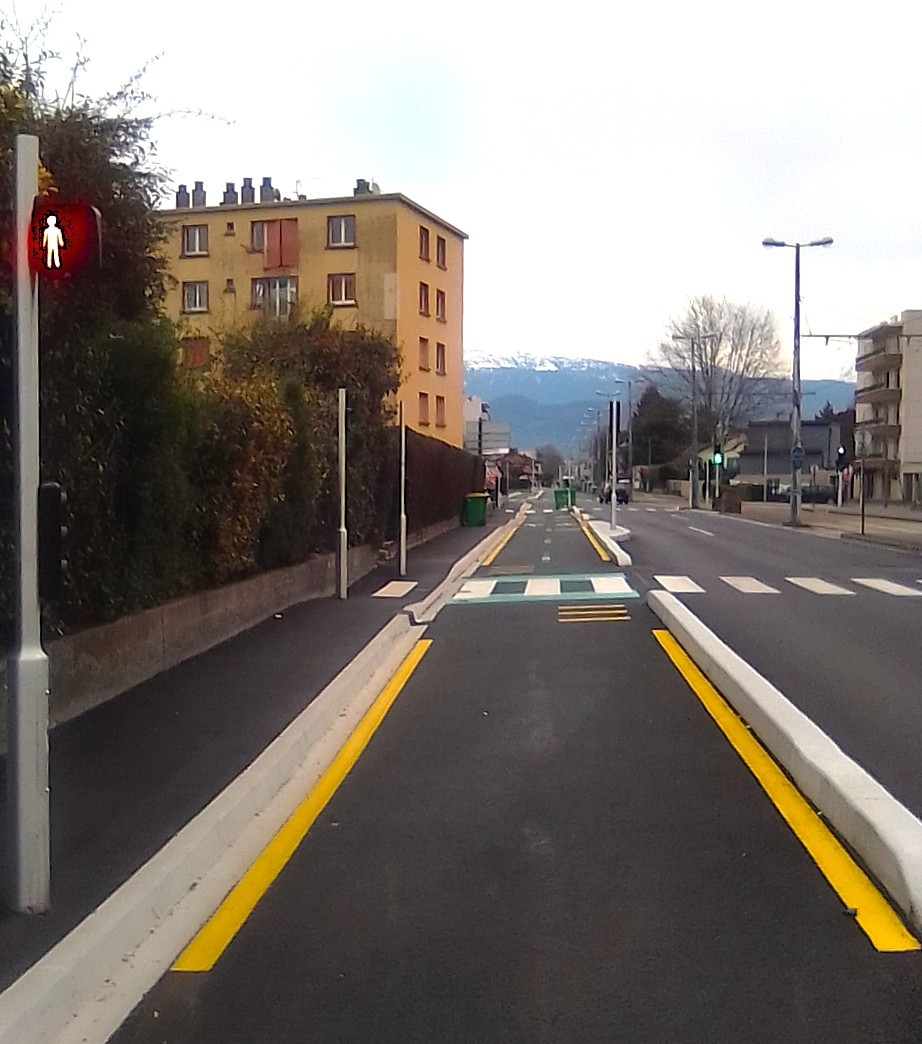
Début de l'axe Chronovélo 1 à Fontaine

En 2019, Fontaine reçoit 138 contributions d'usagers au Baromètre des villes cyclables de la Fédération française des usagers de la bicyclette (FUB) et reçoit l'appréciation “F” (défavorable), avec une note globale de 2,61.
En 2021, Fontaine reçoit 233 contributions d'usagers au Baromètre des villes cyclables de la Fédération française des usagers de la bicyclette (FUB) et reçoit l'appréciation “D” (moyennement favorable), avec une note globale de 3,17.
En 2025, le réseau express vélo dénommé « Chronovélo » traverse le territoire fontainois depuis le quartier de la Poya

#### Projets de transport par câble
L'ancienne communauté d'agglomération avait proposé en 2012 le lancement d'une éventuelle étude pour la réalisation d'un nouveau moyen transport pour le plateau du Vercors depuis Fontaine. Un téléphérique qui aurait pu relier Lans-en-Vercors avec l'agglomération grenobloise au niveau du territoire de la ville de Fontaine.
Ce projet a été présenté à la presse par le président de la communauté d'agglomération en 2011, mais ce projet ayant fait l'objet d'une controverse au niveau politique, il a fini par être officiellement abandonné par la Métro, selon la une du quotidien Le Dauphiné libéré en date du 16 septembre 2014 (édition de Grenoble).

Ce projet est par la suite remplacé par un nouveau projet devant relier Fontaine à Saint-Martin-le-Vinoux

## Urbanisme

### Typologie
Au 1er janvier 2024, Fontaine est catégorisée grand centre urbain, selon la nouvelle grille communale de densité à sept niveaux définie par l'Insee en 2022.
Elle appartient à l'unité urbaine de Grenoble, une agglomération intra-départementale regroupant 38  communes, dont elle est une commune de la banlieue,,. Par ailleurs la commune fait partie de l'aire d'attraction de Grenoble, dont elle est une commune du pôle principal,. Cette aire, qui regroupe 204 communes, est catégorisée dans les aires de 700 000 habitants ou plus (hors Paris),.

### Occupation des sols
L'occupation des sols de la commune, telle qu'elle ressort de la base de données européenne d’occupation biophysique des sols Corine Land Cover (CLC), est marquée par l'importance des territoires artificialisés (58 % en 2018), en augmentation par rapport à 1990 (54,2 %). La répartition détaillée en 2018 est la suivante : 
zones urbanisées (40,5 %), forêts (39,1 %), zones industrielles ou commerciales et réseaux de communication (17,5 %), eaux continentales (2,6 %), zones agricoles hétérogènes (0,2 %), prairies (0,1 %). L'évolution de l’occupation des sols de la commune et de ses infrastructures peut être observée sur les différentes représentations cartographiques du territoire : la carte de Cassini (XVIIIe siècle), la carte d'état-major (1820-1866) et les cartes ou photos aériennes de l'IGN pour la période actuelle (1950 à aujourd'hui).

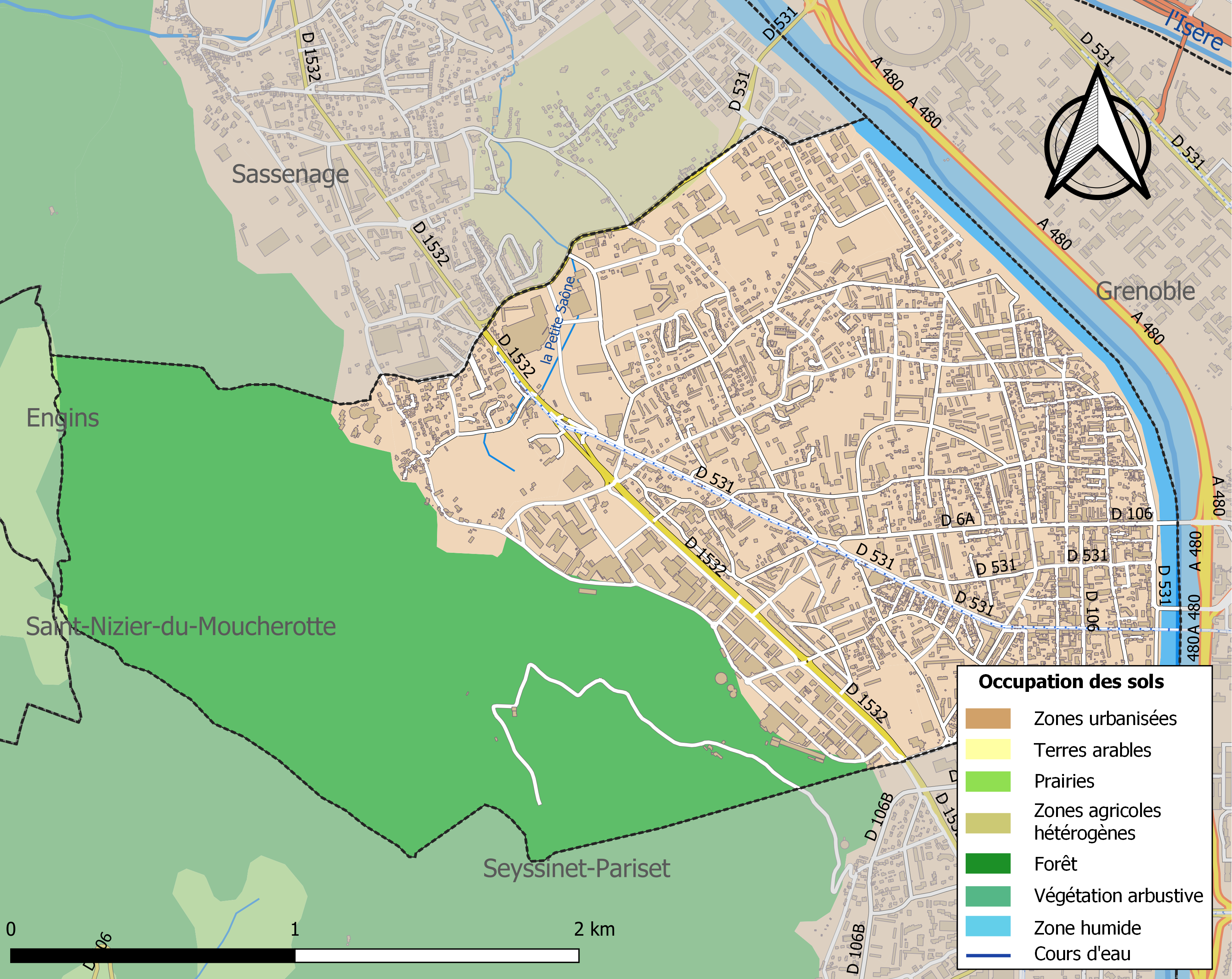
Carte des infrastructures et de l'occupation des sols de la commune en 2018 (CLC).

### Logement
Selon l'INSEE, la commune compte 11 272 logements en 2016, dont 10 284 résidences principales, réparties en 1 841 maisons et 9 236 appartements, ces derniers correspondant à 80,3% des logements de la commune.
La majorité de ces logements est constituée de trois et quatre pièces (63,9 % du total des logements), les appartements de deux pièces et moins constituant 19,4 % du total. Une importante proportion de ces logements (53,3 %) ont été construits avant les années 1970.

### Morphologie urbaine

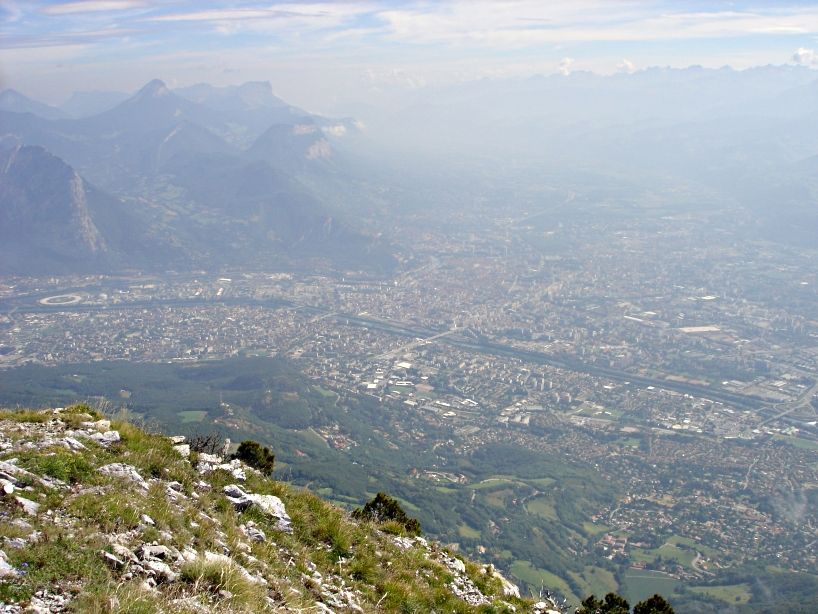
Fontaine, Seyssinet-Pariset et Grenoble vues du Moucherotte.

#### Du petit village à la grande ville de banlieue
À l'origine, le bourg de Fontaine ne fut qu'un petit village, dont le très modeste centre urbain se limitait alors à quelques fermes, plus ou moins isolées. Le bourg ancestral correspondait autrefois plus ou moins au secteur de La Poya - Vivier et se situait alors au pied de la falaise montagneuse du Vercors, légèrement en hauteur, pour ne pas avoir à subir les crues violentes du Drac, le grand torrent alpin voisin qui a longtemps ravagé avec l'Isère, la plaine de Grenoble et dont l'ancien bourg formait la partie la plus occidentale.
Petit à petit, à la suite de la construction de digues successives, puis durant la révolution industrielle, la commune s'est transformée en une ville ouvrière de banlieue partagée entre les secteurs d'activité industrielle (notamment la tannerie) et les secteurs d'habitat des ouvriers qui y travaillaient. Durant le XXe siècle, Fontaine a connu un certain dynamisme industriel qui reste encore concret aujourd'hui, par l'existence de trois zones industrielles accueillant chacune un parc d'entreprises de toutes tailles (voir le Chapitre Économie).
Le territoire communal présente aujourd'hui, dans sa zone habitable, une vocation urbaine très nette et très dense où se côtoient des grands ensembles urbains (tels que « Les Floralies » ou « Les Écrins ») et des petites villas souvent de tailles modestes construites sur des surfaces de terrains également assez réduites. Au fur et à mesure de l'augmentation de sa population, des quartiers plus ou moins disparates se sont créés pour finir par créer un ensemble urbain caractéristique de la rive gauche du Drac ou situent également les villes voisines de Sassenage et Seyssinet-Pariset. Une partie non négligeable du territoire communal se situe en zone de montagne (dite des Vouillants).

### Projets urbains

#### Le projet du secteur «Jean-Macé - Cœur de Ville»
Déjà bien avancé, ce projet concerne un espace libéré par la démolition d'anciennes habitations de fonction et d'une ancienne usine désaffectée, toutes situées entre le quartier « Saveuil-Pont du Vercors » et le quartier « Louis-Maisonnat - cœur de ville ».
Les travaux de cette importante rénovation ont commencé en 2013 : celui-ci comprendra un pôle d'attractivité qui rassemblera services, bureaux et logements. À la suite d'un premier chantier, le premier bâtiment baptisé Liberté, du nom de la rue adjacente, est sorti de terre en 2014 et accueille les nouveaux bureaux de Pôle emploi de Fontaine ainsi que des services sociaux gérés par le conseil général de l'Isère. Dans un second temps, le nouveau chantier de ce quartier permettra également, à l'occasion de la construction d'un second bâtiment, d'édifier la nouvelle MJC Nelson-Mandela de la commune, remplaçant ainsi l'ancienne structure devenue trop vétuste. La construction de cette structure associative sera achevée avant la fin du premier trimestre de l'année 2017.

#### Le projet des «Portes du Vercors»

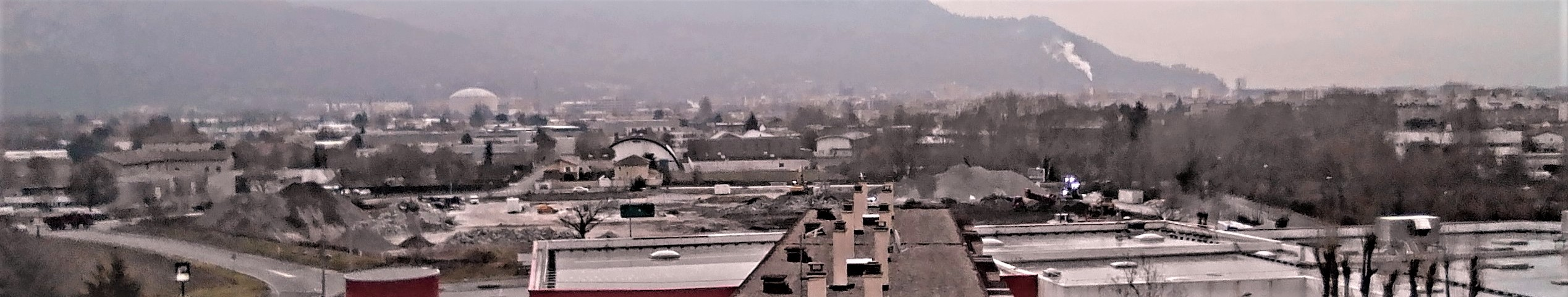
Chantier de l'écoquartier des Portes du Vercors à Fontaine

Lancé par la municipalité de gauche dirigé par Jean-Paul Trovero puis repris par le nouveau maire Franck Longo, élu en 2020 après un changement de majorité au niveau politique, « Les Portes du Vercors » est le nom attribué à un grand projet d’aménagement prévu par le plan local d'urbanisme et situé non loin des falaises du Vercors, au nord du territoire communal, et qui concerne donc les secteurs de « La Poya » - « Les Plans », pour la ville de Fontaine, et le secteur de « La Plaine de l’Argentière » pour la ville voisine de Sassenage.
La création de nouveaux logements, de nouveaux espaces commerciaux et industriels, ainsi que de nouveaux espaces de bureaux est l'ambition principale de cette vaste opération intercommunale de 85 hectares, qui, selon les différents partenaires concernés devrait normalement s’étaler entre 2017 (puis retarde par la pandémie de Covid-19) et 2040. Le but à long terme de cette opération principalement immobilière, présenté comme un  « écoterritoire » et principalement comme un nouveau quartier serait de réorganiser au niveau urbanistique ce territoire quelque peu délaissé et situé entre les deux communes et de revaloriser l'entrée de la ville de Fontaine.

### Secteurs de la commune
Le découpage INSEE de Fontaine (Ilots Regroupés pour l'Information Statistique, dit "IRIS") a divisé la commune en douze secteurs distincts :
| Secteur IRIS                     | Réf. INSEE |
| Aristide Briand                  | 0 101      |
| Drac - Vercors                   | 0 102      |
| Bastille                         | 0 103      |
| Mairie (Hôtel de Ville)          | 0 104      |
| Curie - Rolland                  | 0 105      |
| Les Buissonnées                  | 0 106      |
| Les Alpes                        | 0 107      |
| Les Floralies                    | 0 108      |
| Ambroise Croizat                 | 0 109      |
| Poya - Les Plans                 | 0 110      |
| Zone industrielle                | 0 111      |
| Les Vouillants (secteur falaise) | 0 112      |

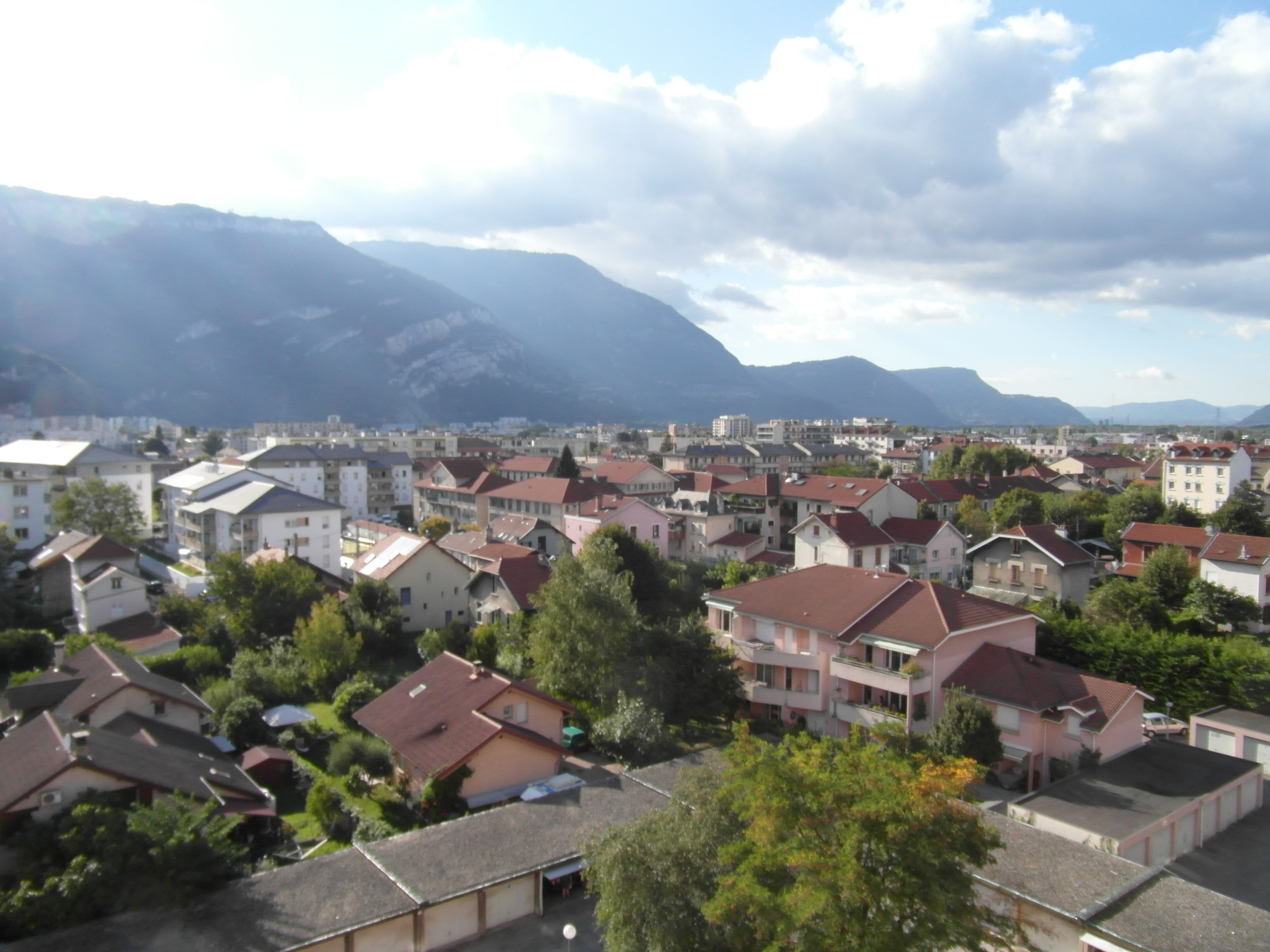
Fontaine : vue du sud-est en direction du nord-ouest (Quartier du Pont du Drac - Les Fontainades

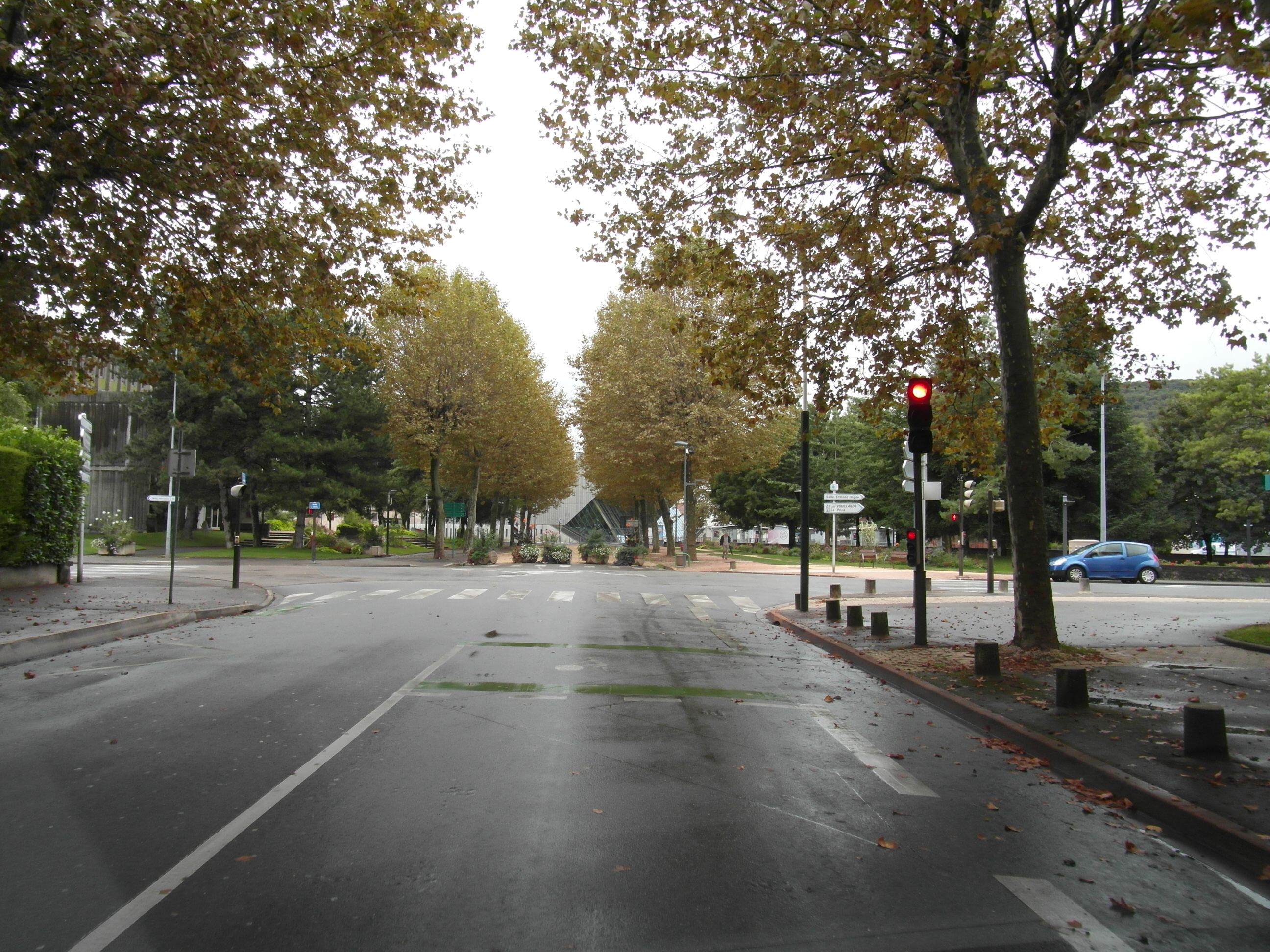
Mail Marcel-Cachin (Quartier Hôtel de Ville - Alpes - Mail Cachin)

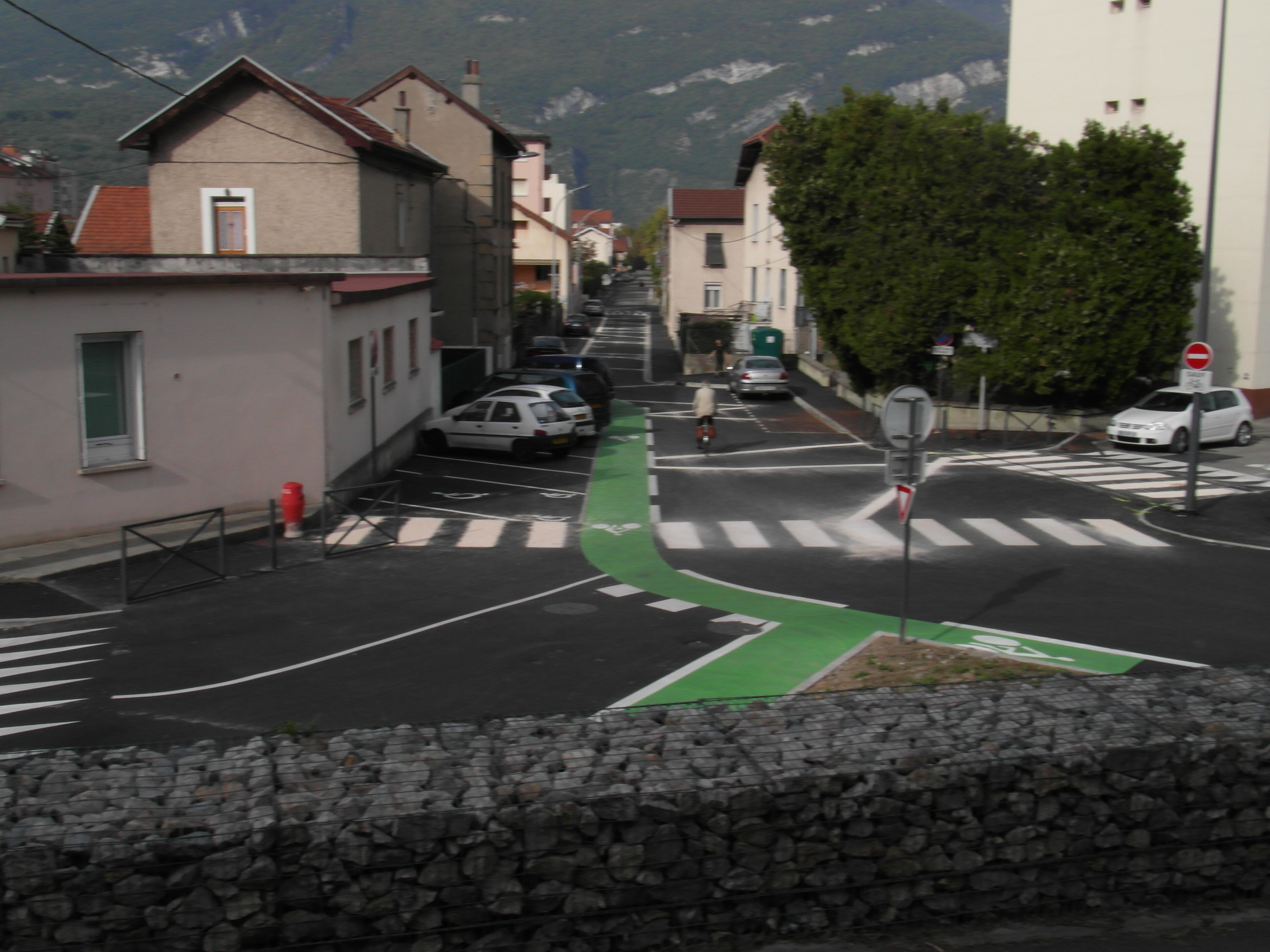
Carrefour Quai du Drac/rue Charles-Michels (Quartier Saveuil)

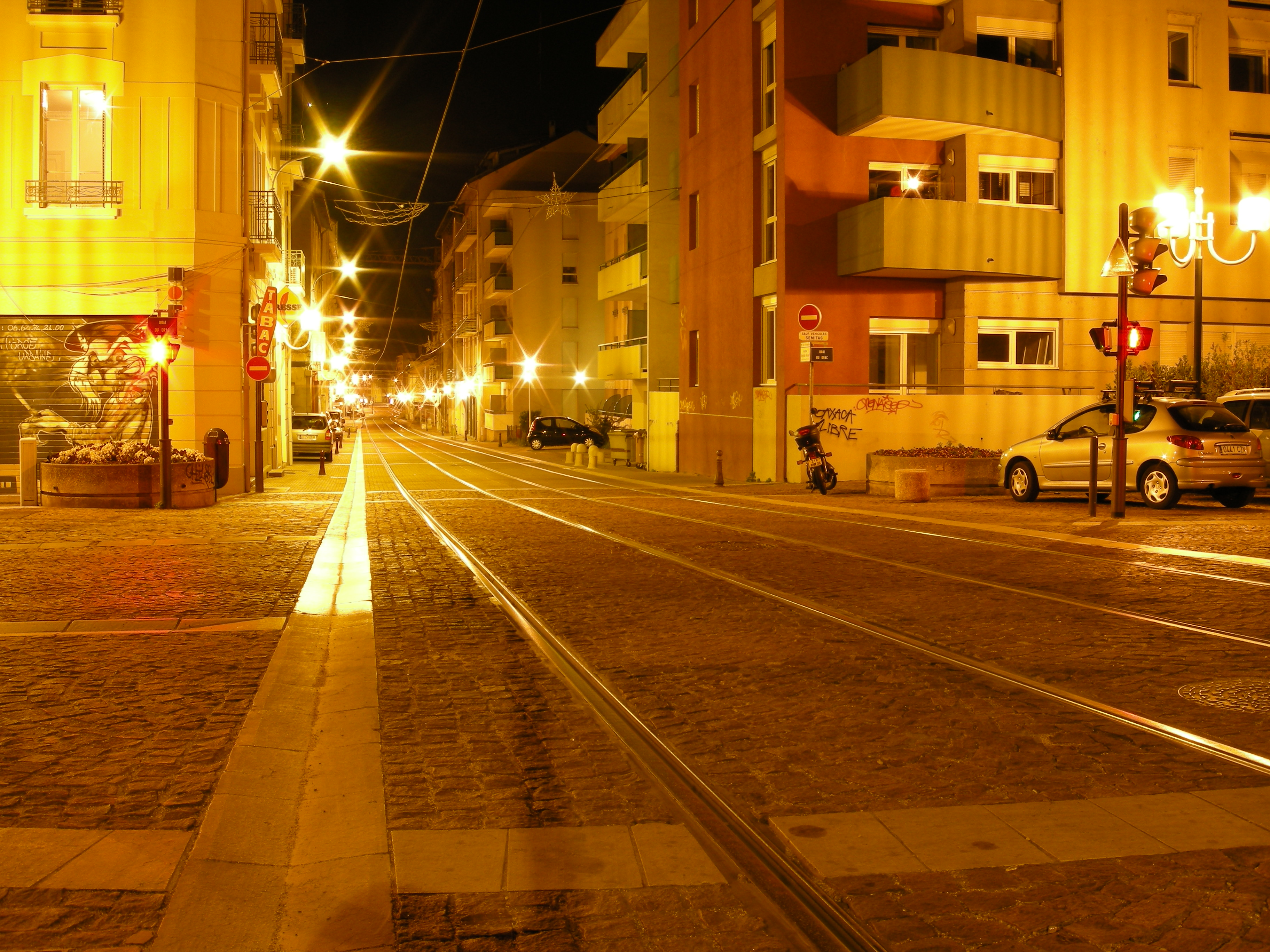
Avenue Aristide-Briand, la nuit (Quartier Pont du Drac - Les Fontainades)

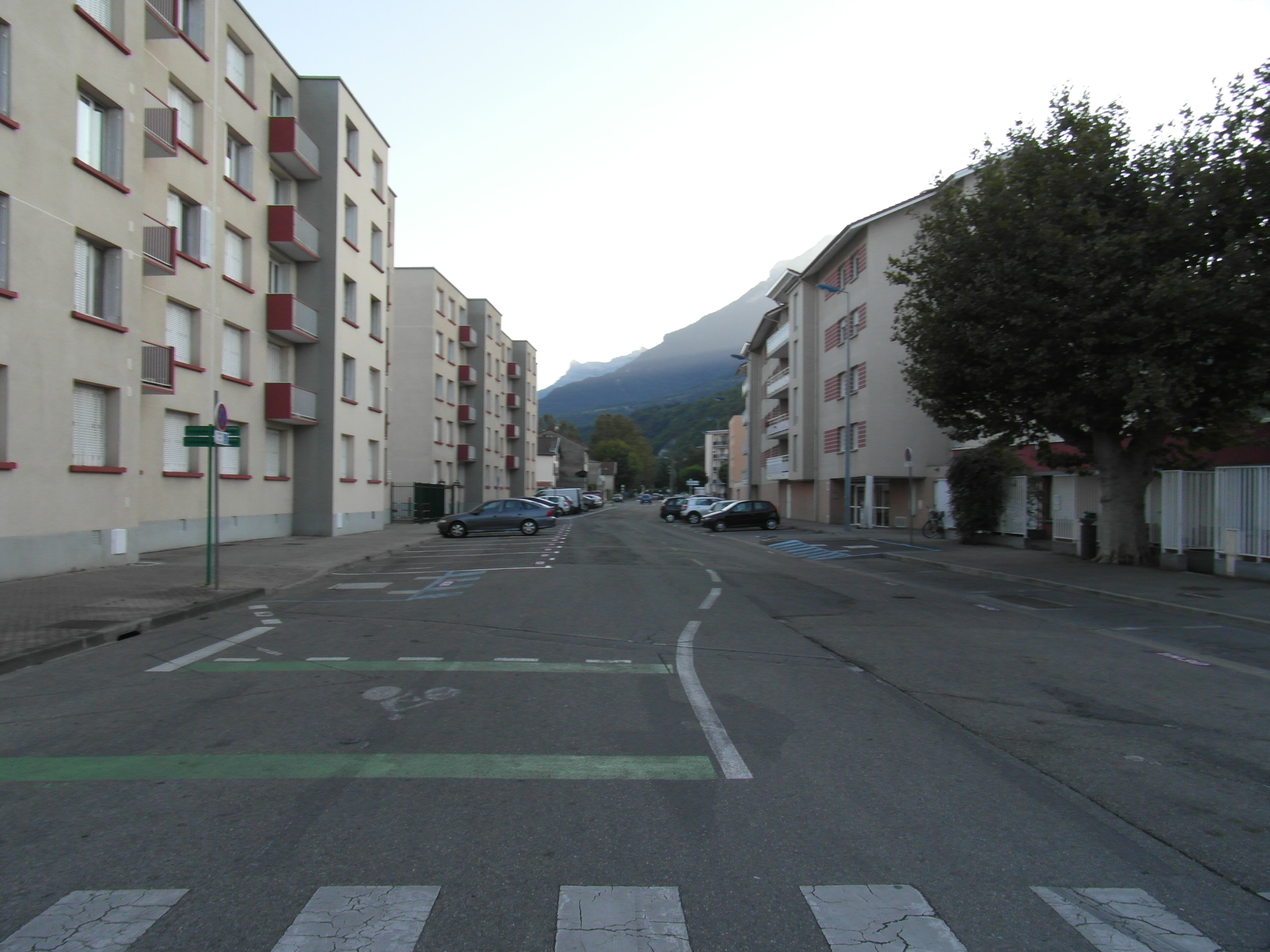
Avenue Joliot-Curie Fontaine (Quartier Louis Maisonnat)

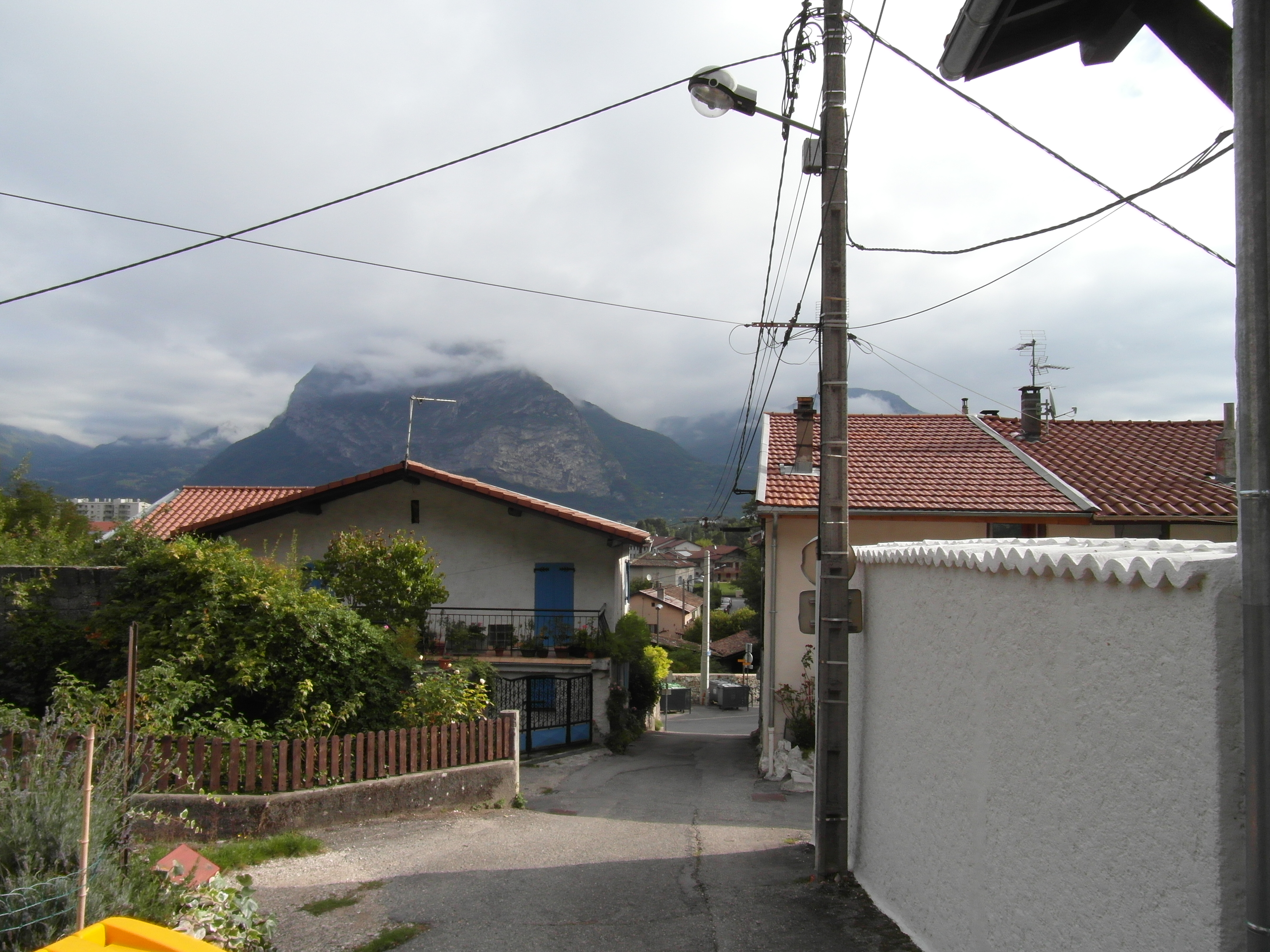
Rue de la Poya (Quartier de La Poya)

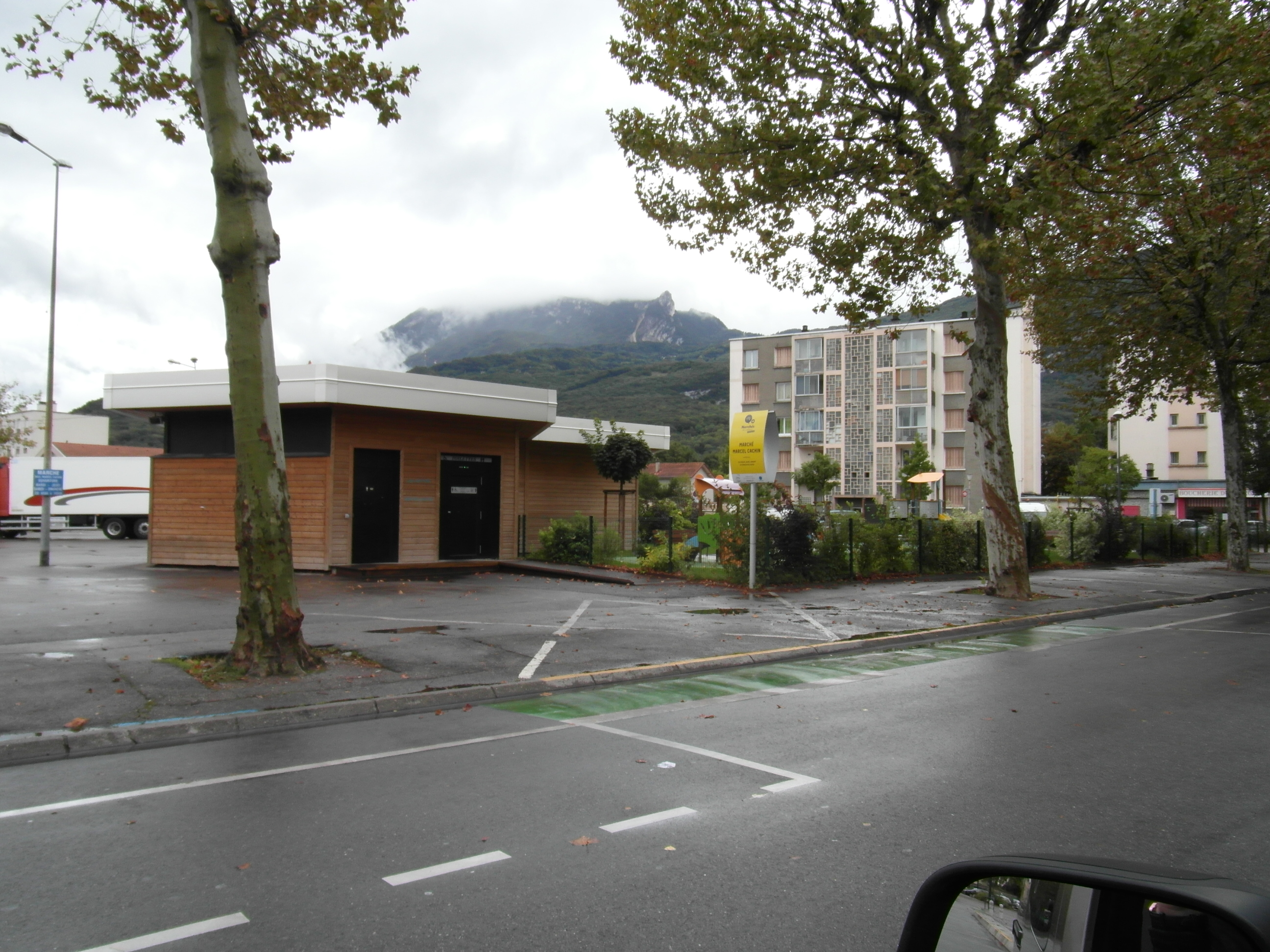
Place du Marché Marce- Cachin (Quartier Louis Maisonnat)

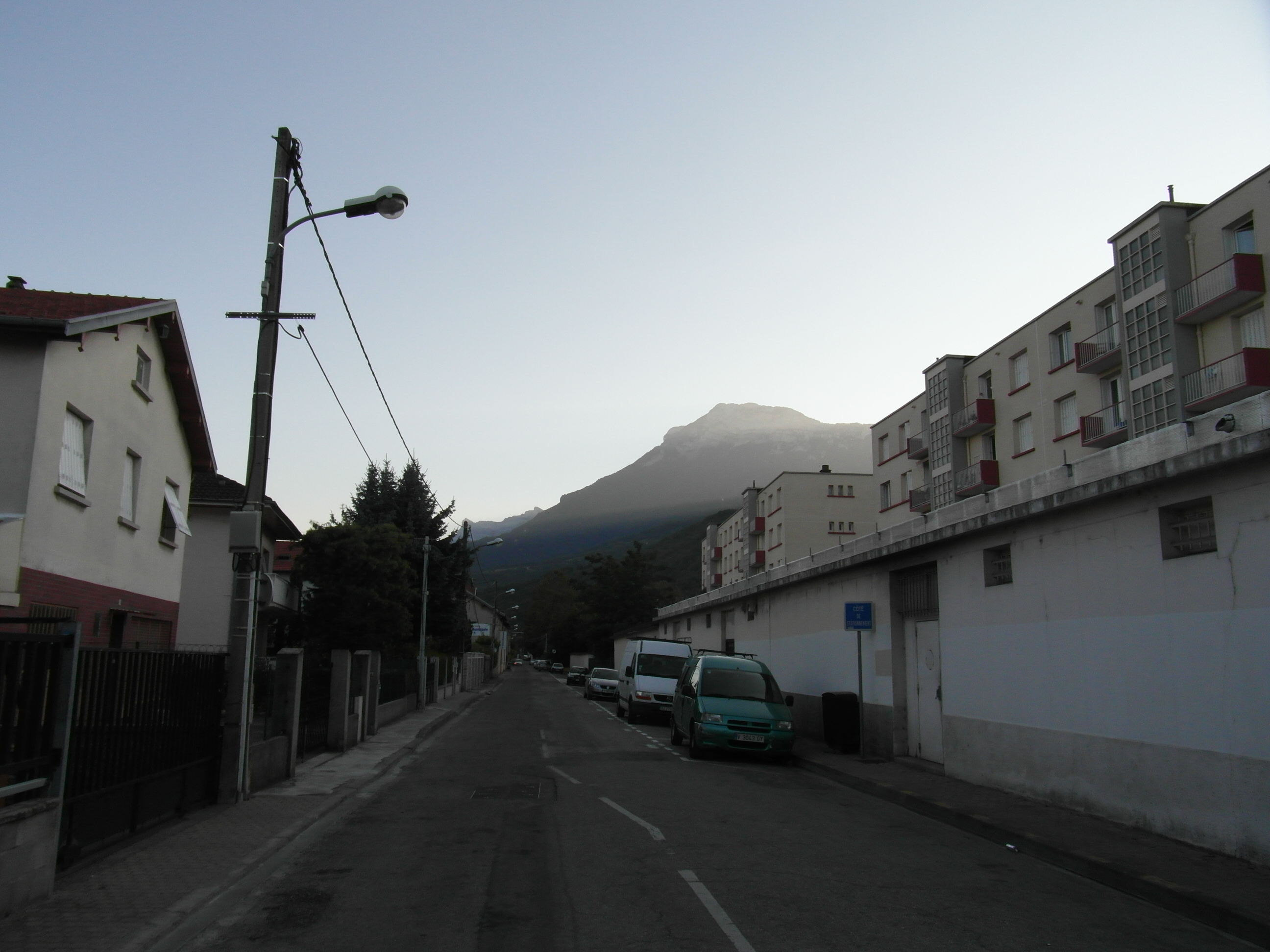
Rue Jean Bocq (Quartier Louis-Maisonnat - Les Balmes)

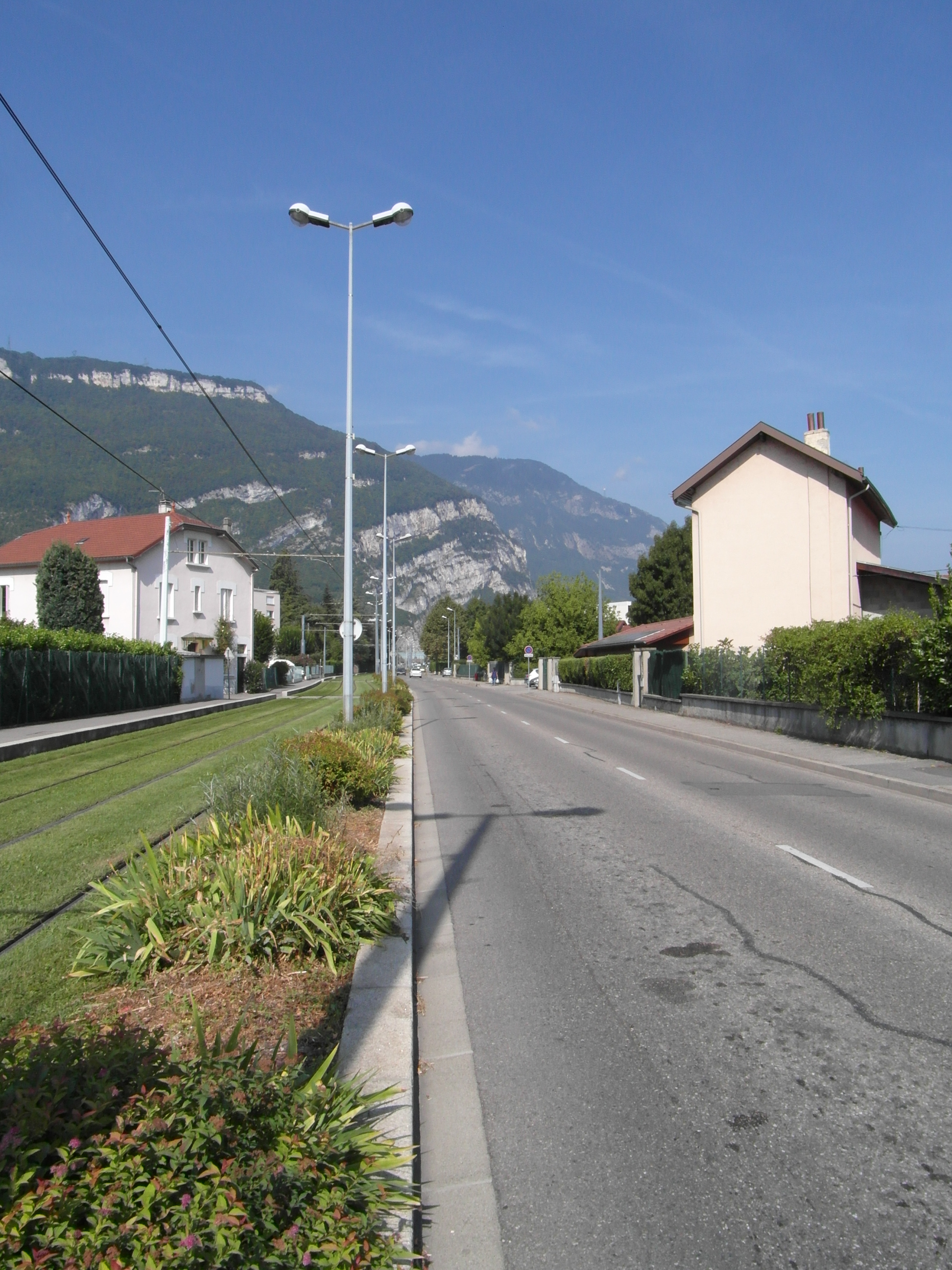
Avenue Aristid- Briand (Quartier Hôtel de Ville)

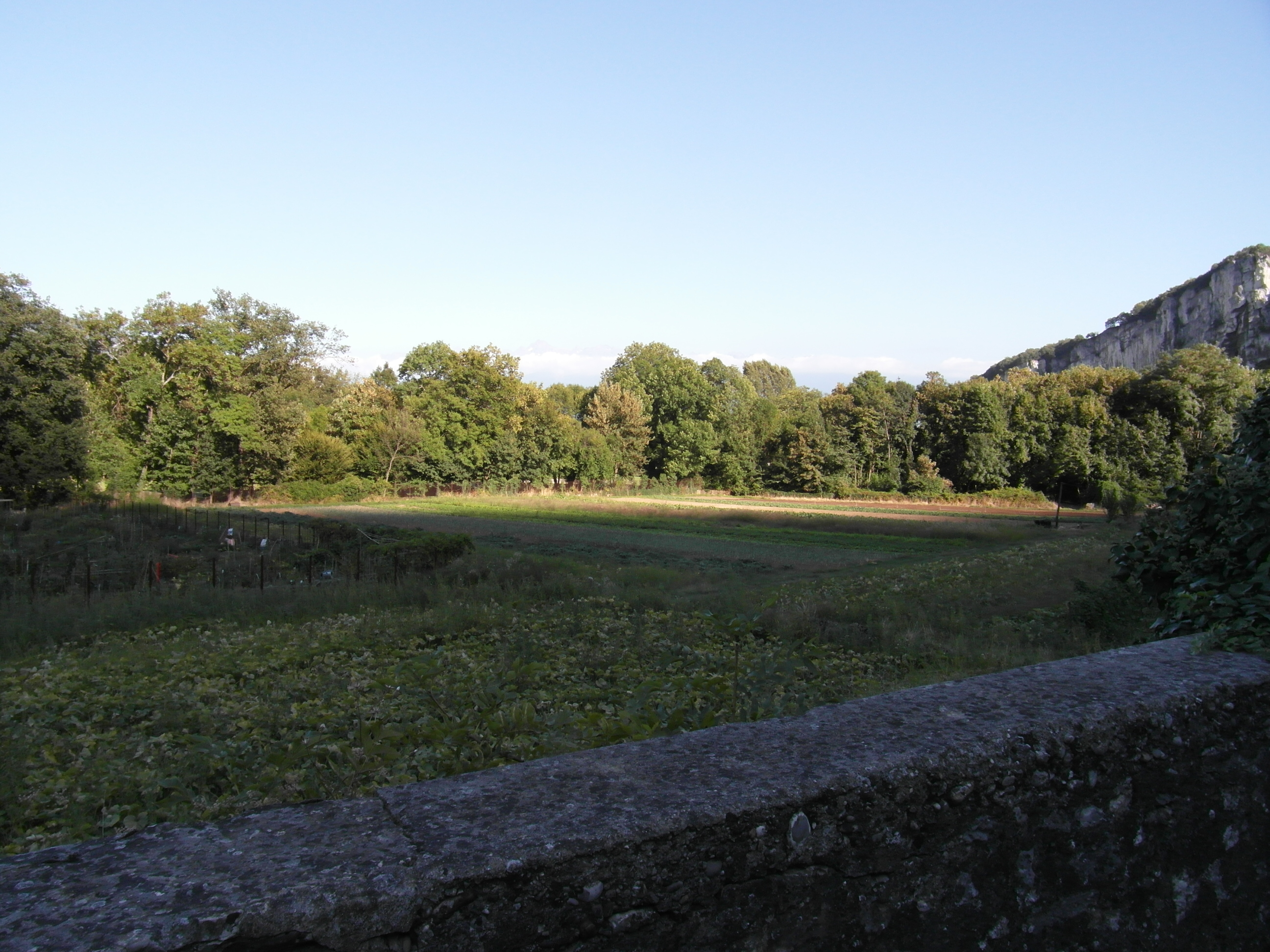
Champs cultivé près du Vivier (Quartier La Poya - Vivier)

Les différents secteurs ou quartiers de Fontaine sont présentés, ici, depuis l'est (rive orientale du Drac) vers l'ouest (bordure occidentale des falaises du Vercors), de façon non exhaustive et officieuse, mais cette présentation correspond, néanmoins à des secteurs urbains bien identifiés comme tels, d'une part par les habitants de la commune et les usagers des lieux, mais aussi par les différents services de la commune, de l'agglomération (Grenoble-Alpes Métropole) et du département. La référence IRIS, découpage officiel de l'INSEE étant indiquée entre parenthèses à titre informatif.

#### Pont du Drac - Les Fontainades (IRIS 0101)
Le quartier du « Pont du Drac » est situé au sud de quartier de « Saveuil-Pont du Vercors », dont il est séparé par la rue de la Liberté. Il jouxte la rive du grand torrent dauphinois, dont il a pris le nom. Ce quartier s'est formé au débouché du plus ancien pont routier de Fontaine, fermé à la circulation routière et emprunté aujourd'hui par le tramway de l'agglomération grenobloise, les piétons et les cyclistes.
Le secteur des Fontainades correspond, quant à lui, à un groupe d'immeubles situés le long de la voie du tramway qui emprunte la principale artère de ce quartier, l'avenue Aristide-Briand. Cette avenue, aujourd'hui aménagée en grande partie en zone piétonne ou semi-piétonne, reliait autrefois le quartier Berriat et le centre de Grenoble au quartier de l'hôtel de ville de Fontaine. Ce quartier hébergeait, il y a encore quelques années, un marché secondaire qui a été déplacé vers la place Louis-Maisonnat.

#### Saveuil - Pont du Vercors (IRIS 0102)
Le quartier de Saveuil, essentiellement construit autour du XIXe siècle et du début du XXe siècle, doit essentiellement son existence à l'endiguement du Drac. Cette partie du territoire communal se présentait autrefois sous la forme d'une partie du grand bassin alluvionnaire servant de déversoir à ce torrent, au point de confluence avec l’Isère (voir sous chapitre sur le Drac). Ce quartier est contigu à la ville de Grenoble et de ses deux quartiers occidentaux : Europole, Minatec (centre de nanotechnologies) et la cité internationale de Grenoble) et Chorier-Berriat. Le quartier de Saveuil est également limitrophe avec l'échangeur de l'autoroute A480 (voir le chapitre "Transport et Voies de communications").
Ce quartier qui fut le premier à accueillir le tramway, dans son premier tracé, héberge aujourd'hui la bibliothèque de la ville. L'avenue du Vercors, artère centrale de ce quartier est un des principaux axes de la commune : elle permet de relier notamment la commune de Fontaine grâce à un pont du Vercors homonyme avec Grenoble, la rocade autoroutière de Grenoble et l'autoroute A480 en direction de Valence et de Lyon. L'intégralité des arbres bordant la digue contigüe au pont ont été coupés et un projet d'aménagement est en cours sous l'égide de la métropole Grenoble-Alpes Métropole (voir le sous chapitre sur "le Drac").
Un écoquartier (Jean-Macé) est actuellement en cours de réalisation et de construction à la limite du quartier Saveuil et du quartier Louis-Maisonnat - Cœur de ville (voir chapitre "Urbanisme").

#### Bastille - Néron - Romain-Rolland (IRIS 0103 & IRIS 0105)
Ce quartier présente un aspect urbain à vocation sociale très marquée : on y dénombre de plus de six cents logements répartis dans dix ensembles de résidences et HLM.
La « Bastille », située à l'est du boulevard Joliot-Curie est un quartier de Fontaine en cours d'aménagement et de rénovation. Cet aménagement a été planifié selon le principe de la recherche d'une meilleure qualité de vie et la recherche d'une plus grande économie d'énergie et donc d'une vision plus écologique d'une vie de quartier.
Le secteur « Romain-Rolland », situé de l'autre côté du boulevard Joliot-Curie, bénéficie également d'un des deux centres sociaux de la commune et d'une halte-garderie en pleine réhabilitation, profitant de la dynamique de rénovation de ce secteur.

#### Louis-Maisonnat - Cœur de ville (IRIS 0104)
Ce quartier formé autour d'une des principales places de la commune et qui porte le nom d'un ancien député-maire de la commune, est traversé par la ligne A de tramway. L'environnement urbain de cette place a entièrement été repensé en 2013 et présente un ensemble de commerces dont deux moyennes surfaces (l'une étant en construction) consacrées à la grande distribution. Le secteur abrite également un bureau de poste annexe et le bureau de police municipale.
L'ancien marché du secteur des « Fontainades » a été déplacé sur la place Louis-Maisonnat qui accueille 3 à 10 commerçants les mercredis et vendredis matin.

#### Hôtel de Ville - Alpes - Mail Cachin (IRIS 0104 & IRIS 0107)
Ce quartier, le plus central du territoire urbain de Fontaine, s'est formé autour de la mairie. On y trouve le marché principal de la ville, sur la mail Marcel Cachin, de nombreuses écoles, la Maison pour tous, le bureau de poste et le commissariat de police dans un environnement d'immeubles essentiellement composés de logements sociaux avec quelques villas éparses, notamment rue Charles-Michels et la rue Yves Farge. C'est ce quartier qui accueillait traditionnellement la foire d'automne jusqu'à son transfert dans le parc de la Poya en 2018. Une partie du quartier est classé prioritaire, avec 1 892 habitants en 2018.
Faisant face au bâtiment de l'hôtel de ville, le long de l'avenue Aristide-Briand, le visiteur peut découvrir le bâtiment du nouvel espace de spectacle fontainois construit par la municipalité, et dénommé « La Source », en référence aux origines toponymiques de la commune. Ce lieu de spectacles et d'animations accueille de nombreux artistes.

#### Les Buissonnées - l'Argentière et La ZI des Plans (IRIS 0106 & IRIS 0110)
Ces deux quartiers sont situés au nord et au nord-ouest du territoire communal, au-delà des rues des Buissonnées et Joseph-Bertoin. Ce sont les deux derniers secteurs urbains de la commune où l'on peut encore découvrir des champs et des près (avec le quartier de la Poya - Vivier). Une nouvelle zone industrielle dite « des Plans » a été créée récemment à la limite du territoire communal de Sassenage et héberge de nouvelles activités commerciales et industrielles.
La zone économique dite de « L'Argentière », plus ancienne, est située dans le même secteur de la ville, mais plus proche de la berge du Drac et de l'échangeur autoroutier qui forme l'ensemble de la rocade de Grenoble (voir le chapitre "Économie").

#### Floralies - Marguerite Tavel (IRIS 0108)
Ce quartier, essentiellement composé de barres d'immeubles de plus de dix étages, situé entre le quartier des Balmes et celui de l'hôtel de ville, a été classé en ZUS (Zone urbaine sensible) jusqu'en 2014. C'est un quartier fortement marqué par la présence de grands immeubles tels que « Les Floralies » et représente un peu plus de 2 500 habitants et 913 logements, la plupart à caractère privé.
La commune de Fontaine en participation avec l'État, l'Agence nationale de l'habitat et l'agglomération (Grenoble-Alpes Métropole) a procédé à une réhabilitation de ce secteur, notamment en rénovant la voirie et l'espace public et en participant à la réhabilitation architecturale des immeubles relevant d'une copropriété de gestion privée

#### Les Balmes - George-Sand (IRIS 0109)
Ce quartier, facilement localisable grâce à l'école qui porte son nom, se situe dans un triangle formé par l'allée des Balmes, l'avenue Aristide-Briand et le boulevard Paul-Langevin. Son environnement est surtout constitué de nombreux immeubles datant des années 1960 et des années 1970, et de quelques modestes villas.
On peut y découvrir également un des deux centres sociaux de la commune et de nombreux équipements sportifs dont le centre nautique, un gymnase et deux stades.

#### La Poya - Vivier (IRIS 0110)
Ayant plutôt l'aspect d'un hameau à l'écart du tissu urbain, le quartier de La Poya est le secteur le plus ancien de la commune. Proche des grandes falaises du Vercors, il est le seul à être situé sur une hauteur à l'abri des crues dévastatrices du Drac, gros torrent alpin qui, au Moyen Âge, débordait régulièrement dans la cuvette grenobloise.
Ce quartier, donc très escarpé (alors que le reste du territoire communal est très plat), reste donc le secteur le plus rural de Fontaine, car il présente la particularité d'accueillir le plus grand parc de la ville (parc de la Poya), des ruisseaux et ses arbres centenaires, des parcelles cultivées et maraichères, des jardins ouvriers gérés par les habitants (voir le sous-chapitre "services publics") et le principal point de départ des sentiers en direction du massif du Vercors (voir le sous chapitre "Patrimoine rural et montagnard").
Le principal centre commercial de Fontaine comprenant un hypermarché Casino ainsi que d'autres structures de grande distribution, une cafétéria et quelques petites commerces et services de proximité est situé aux limites de ce quartier et celles de la commune de Sassenage.

#### Paul-Langevin et la Z.A des Vouillants (IRIS 0111)
Ce secteur de Fontaine, situé, lui aussi, au pied des falaises du Vercors, comprend de nombreux parcs (parc Karl-Marx et parc de La Poya et permet de nombreuses activités : VTT, jogging, escalade (site consacré à ce sport sur la falaise), pique-nique (voir le chapitre jardins publics). Il est longé par l'ancienne route nationale 532 qui a été déclassée dans le département de l’Isère en RD 1532 en 2006. Cette route, qui a été baptisée sous le nom de boulevard Paul-Langevin, est un axe de circulation important qui rejoint Grenoble par le pont de Catane.
Une importante zone industrielle comprenant de nombreux concessionnaires automobiles (Seat, Fiat, Peugeot, Volkswagen, Ford et Renault) et motocyclistes (Harley-Davidson, Moto Guzzi), ainsi qu'une petite zone commerciale (comprenant un restaurant, une boulangerie, un fleuriste et un supermarché) s'est développée le long du boulevard Paul-Langevin.

#### Le Bois des Vouillants (Vercors) (IRIS 0112)
La partie la plus occidentale du territoire communal, situé dans le secteur montagneux du Vercors, se dénomme Bois des Vouillants. Ce secteur, lui aussi très escarpé, est balisé par quelques sentiers qui mènent à la tour Sans-Venin, au hameau de Pariset (situé dans la commune de Seyssinet-Pariset) et vers le village de Saint-Nizier-du-Moucherotte, situé dans le parc naturel régional du Vercors.
Ce secteur, essentiellement boisé, est quasiment dépourvu d'habitations à l'exception de quelques fermes. Il est surplombé par des lignes à très haute tension et traversé par des sentiers. Ce lieu permet surtout de découvrir des spécimens de faune et de flore typique du massif du Vercors (voir le chapitre sur le "patrimoine rural et montagnard").
Le bois des Vouillants n'est accessible que par une seule route carrossable et ayant une forte déclivité, dont le point de départ est situé sur le territoire de la commune de Seyssinet-Pariset, entre le parc Karl-Marx et la gendarmerie de cette même commune. Le site est également accessible depuis Grenoble depuis le tram A du réseau Tag jusqu'à Fontaine La Poya.

Quelques vues des différents quartiers de Fontaine
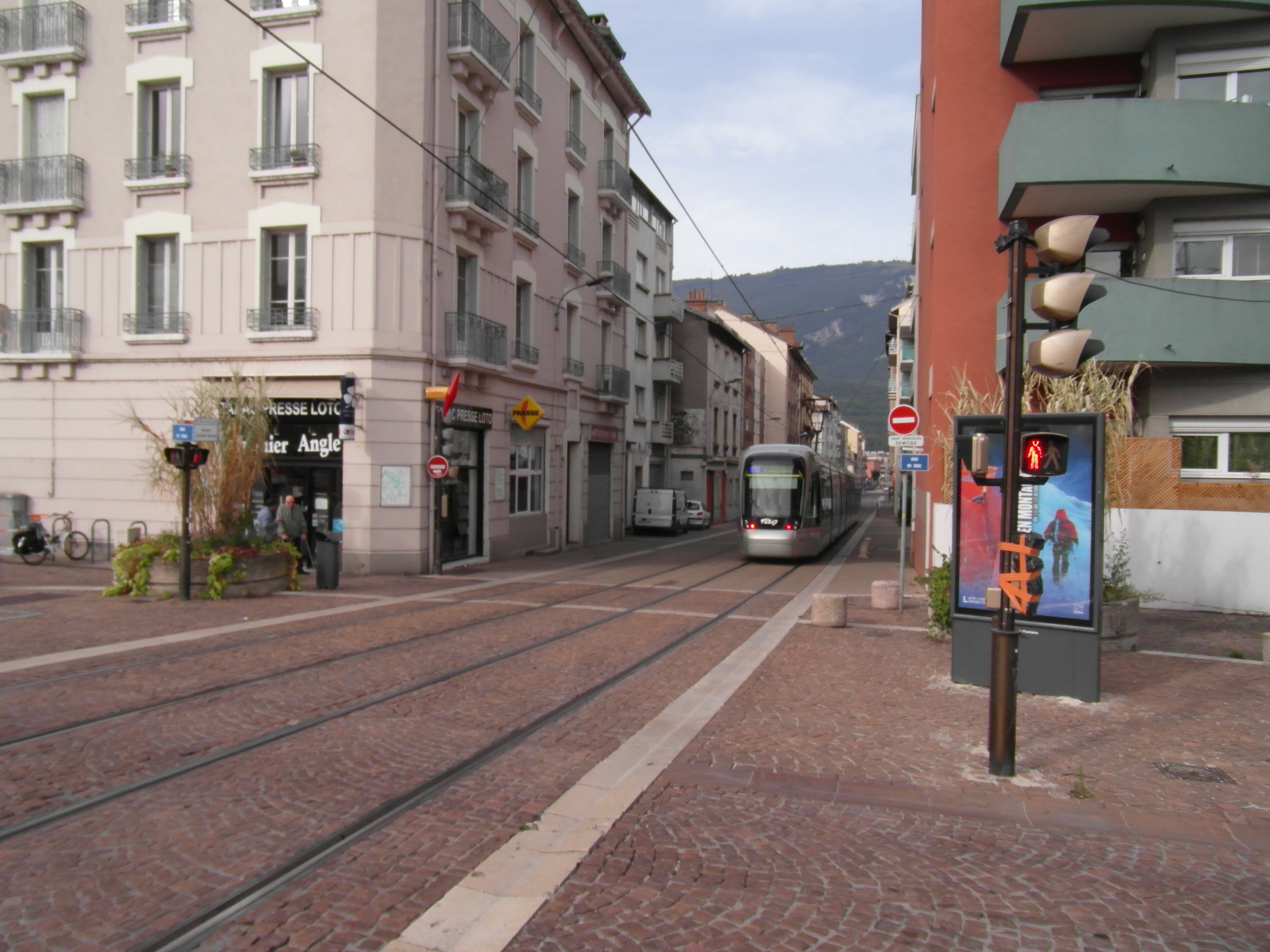
Entrée de Fontaine (Quartier Pont du Drac)
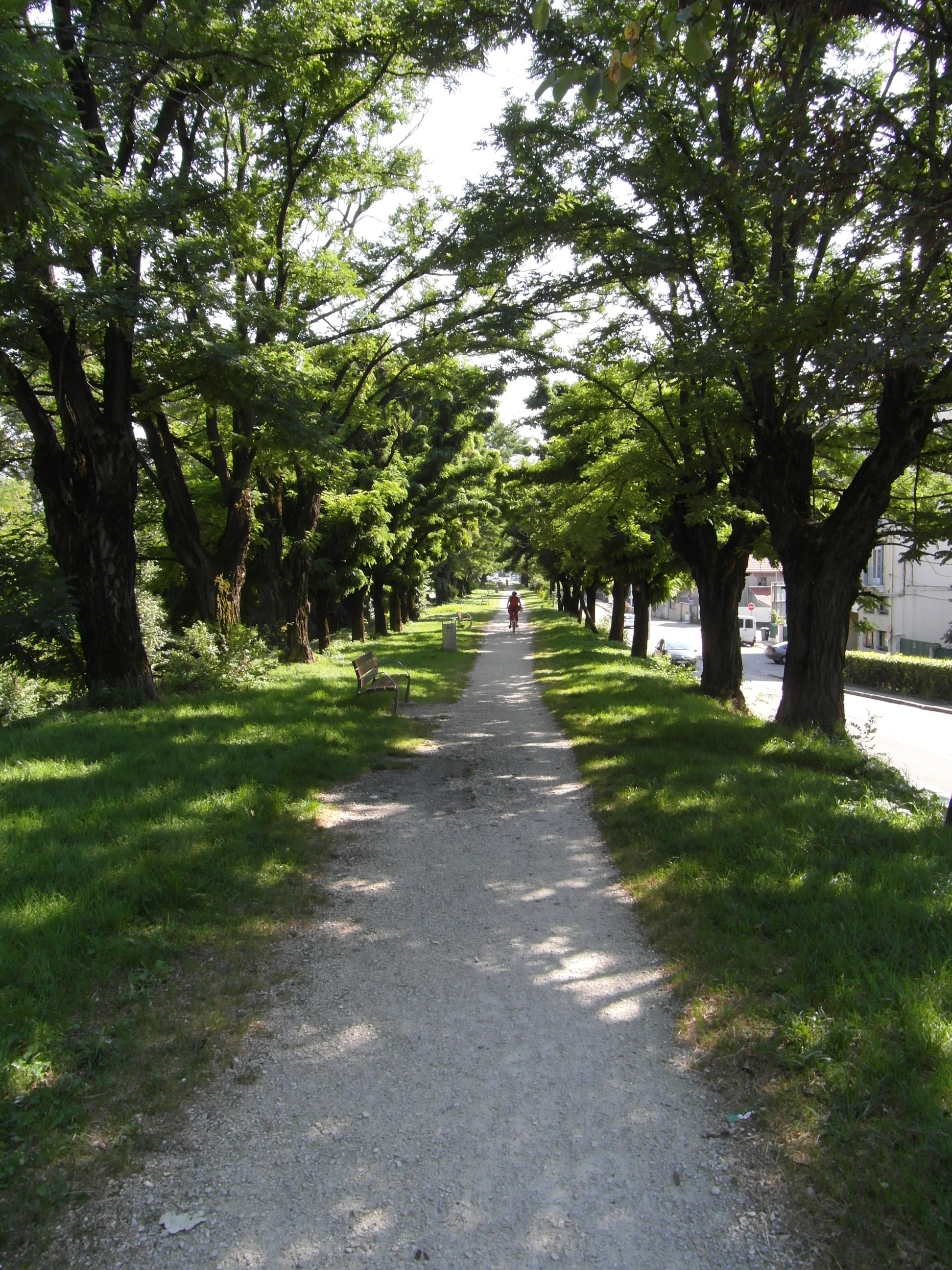
Quai du Drac (Quartier Pont du Vercors)
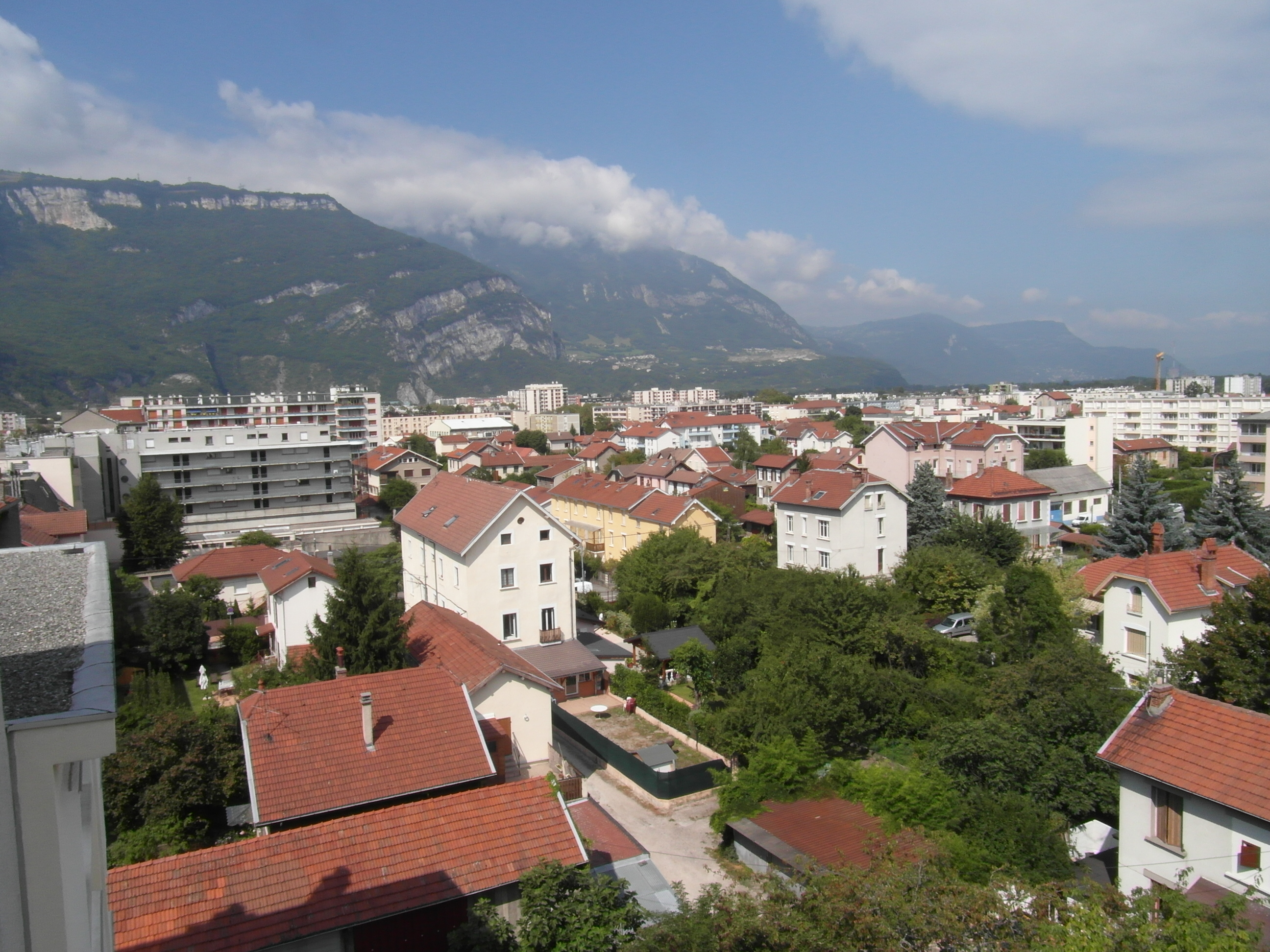
Vue sur Fontaine depuis Saveuil (Quartier Bastille-Néron)
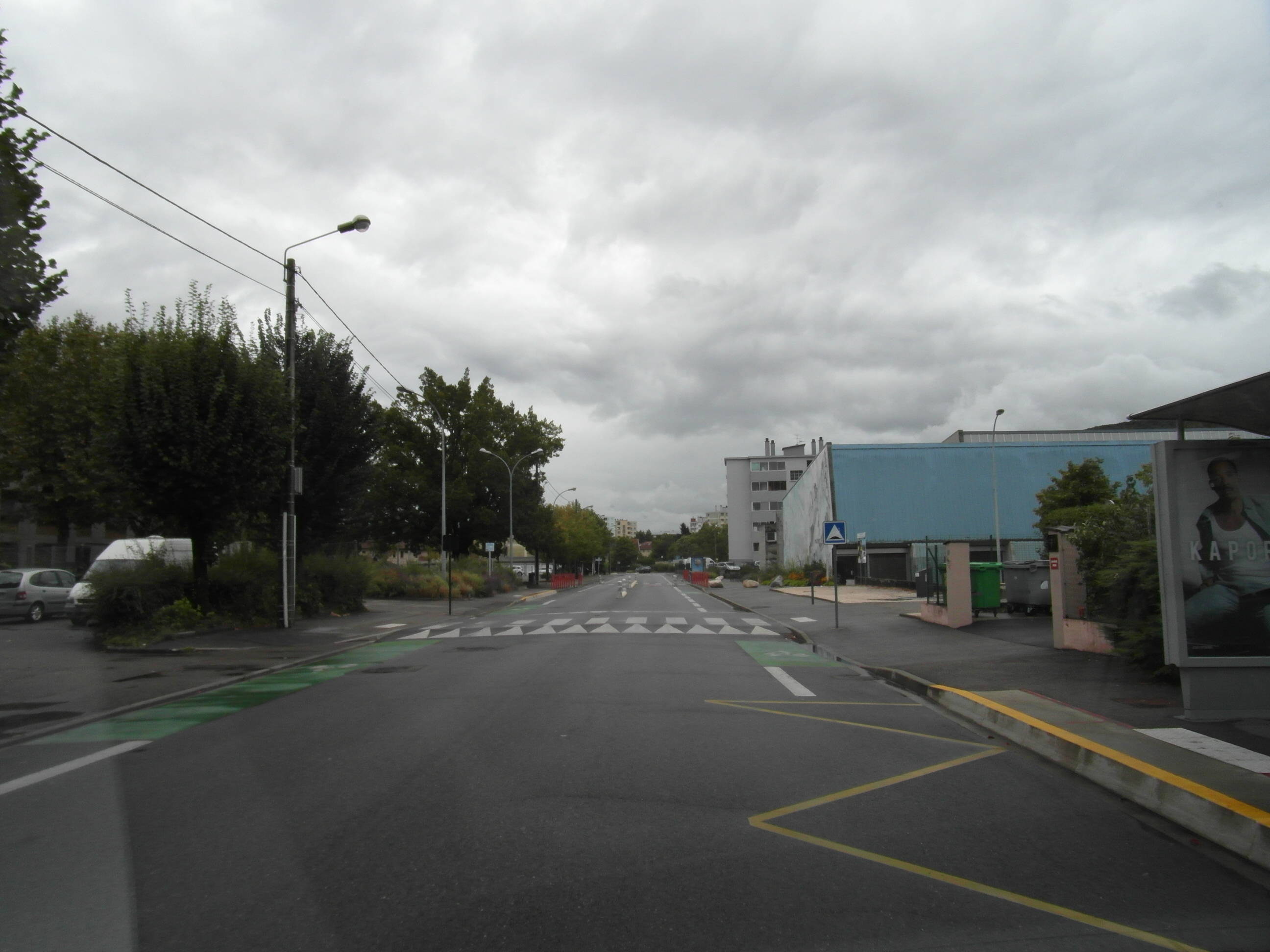
La rue des Alpes (Quartier Alpes)
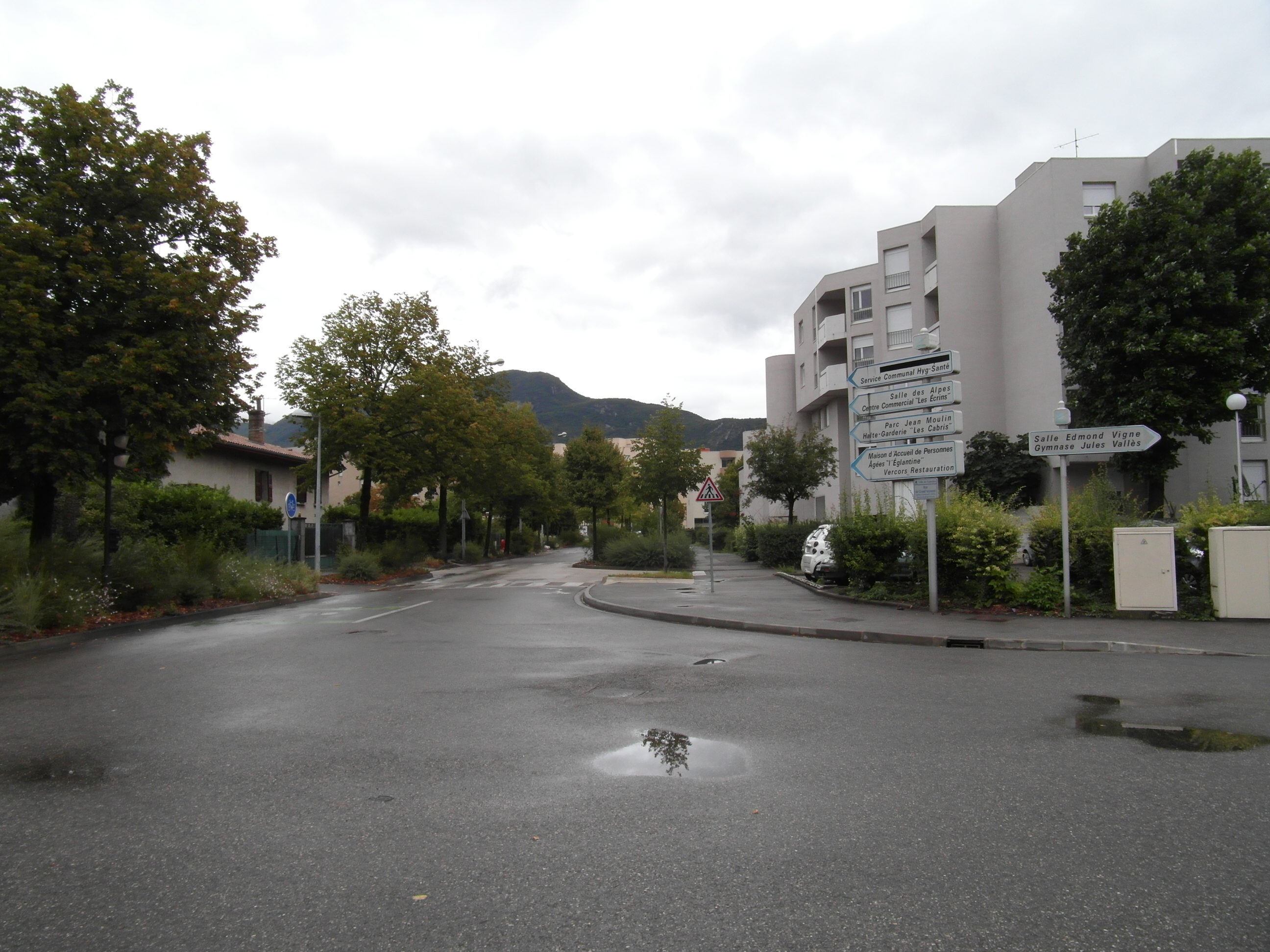
Rue du grand veymont (Quartier Alpes)
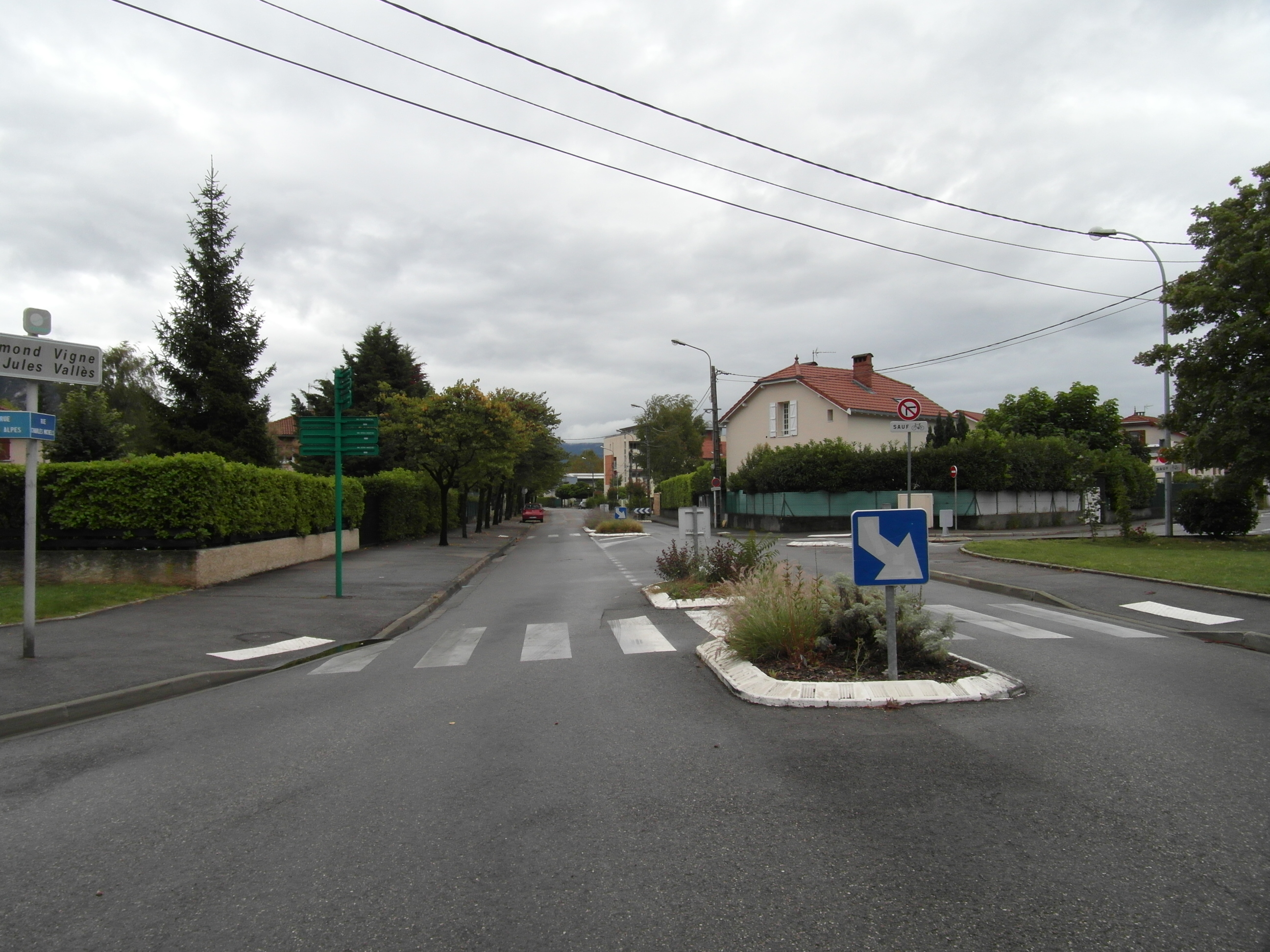
Rue Charles-Michels (Quartier Hôtel de Ville)
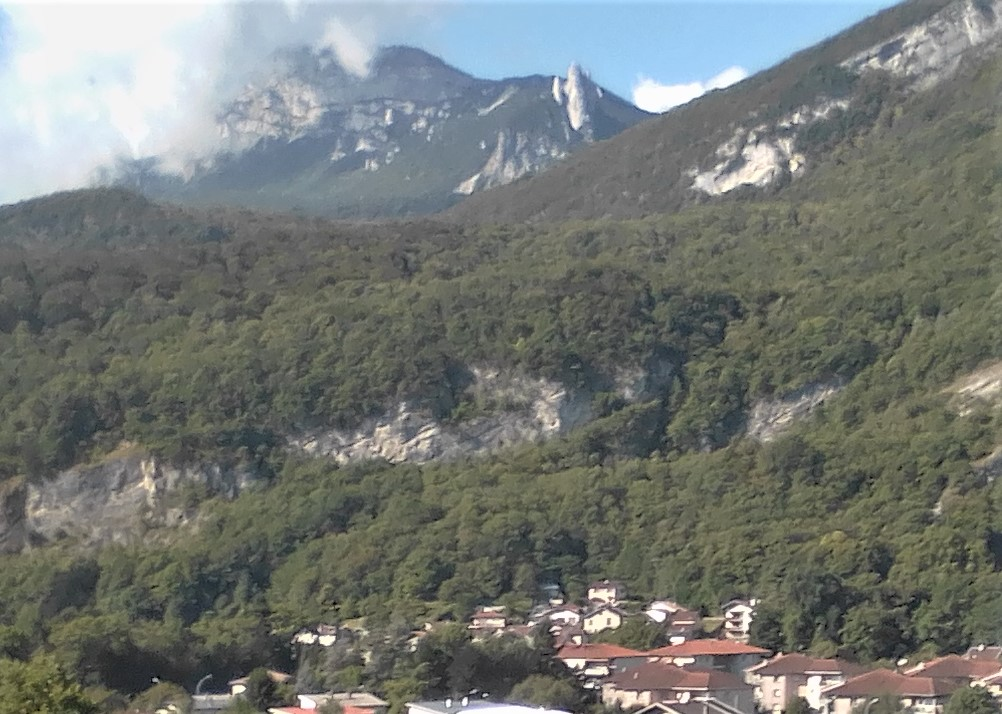
Quartier de la Poya et Plateau des Vouillants

### Eau et assainissement
La commune de Fontaine a rejoint Grenoble Alpes Métropole qui gère un syndicat intercommunal d'adduction d'eau qui dessert qui dessert trente deux communes et alimente en eau potable plus de 200 000 usagers en Isère (région Auvergne-Rhône-Alpes), le SIERG. la qualité de l'eau traitée est excellente et les Fontainois à l'instar des Grenoblois ont une excellente qualité d’eau directement au robinet.

### Risques naturels
Le plan de prévention des risques naturels prévisibles (PPRN) de la commune de Fontaine a été approuvé par arrêté préfectoral du 23 aout 2004 et révisé le 26 septembre 2006.

#### Risques sismiques
Pour un article plus général, voir Risque sismique dans l'Isère.
L'ensemble du territoire de Fontaine est situé en zone de sismicité no 4 (sur une échelle de 1 à 5), comme l'ensemble des communes du territoire de l'agglomération grenobloise.
| Type de zone | Niveau            | Définitions (bâtiment à risque normal) |
| ------------ | ----------------- | -------------------------------------- |
| Zone 4       | Sismicité moyenne | accélération = 1,6 m/s2                |

#### Autres risques naturels
Fontaine est une des trente-sept communes du département de l'Isère classée pour le risque incendie de forêt.

## Toponymie
Selon André Planck, auteur du livre L'origine du nom des communes du département de l'Isère, le nom de nom de la commune de Fontaine proviendrait du terme « Fontanis », apparu au cours du XIIe siècle. La paroisse, puis la commune tire son nom du latin « Fontana » (la fontaine ou la source) qui n'était autre que la « fontaine de cent francs (ou aux cents arpents) », un petit ruisseau qui alimentait autrefois l'ancien village et située aujourd'hui dans le parc du Lycée Jacques Prévert,.
Le nom est aussi Fontana en dauphinois, dialecte du francoprovençal.

## Histoire

### Préhistoire et Antiquité

Extension de la culture magdalénienne en France.

En raison de la présence de nombreux sites archéologiques, le territoire de Fontaine a une relative importance dans la préhistoire des Alpes, dont notamment trois sites ayant bénéficié de fouilles :
1. La balme de Glos, site qui, durant l'époque Magdalénienne (15 000 à 13 000 ans av. J.-C.), a abrité des chasseurs de bouquetins, de rennes et de castors : au-dessus des couches de silex a été découverte des couches et une sépulture datant du Néolithique, ornée d'une défense de sanglier, en dessous de niveaux de l'âge du Bronze final.
2. L'abri de Barne-Bigou, site se positionnant au pied des falaises et qui également été habité au Néolithique, à l'âge du Bronze et à l'âge du Fer possédant un très abondant matériel de céramiques et de silex[54].
3. Le scialet funéraire du bois des Vouillants, site datant du néolithique et qui se présente sous la forme d'unscialet (grotte ou gouffre en langage local) localisé sur le plateau des Vouillants. Un corps inhumé à 6 m de profondeur a été daté du VIe siècle av. J.-C. (début du 2e âge du fer) et d'autres à 22 m datent de la fin de âge du Bronze (XIIIe ou XIIe siècle av. J.-C., époque des champs d'urnes). Ils étaient accompagnés de splendides vases, conservés au Musée dauphinois depuis 1967. Enfin, à l'Échelette, une sépulture de femme datait du VIe ou Ve siècle av. J.-C.[55],[56],[57].

### Du Moyen Âge auXIXesiècle

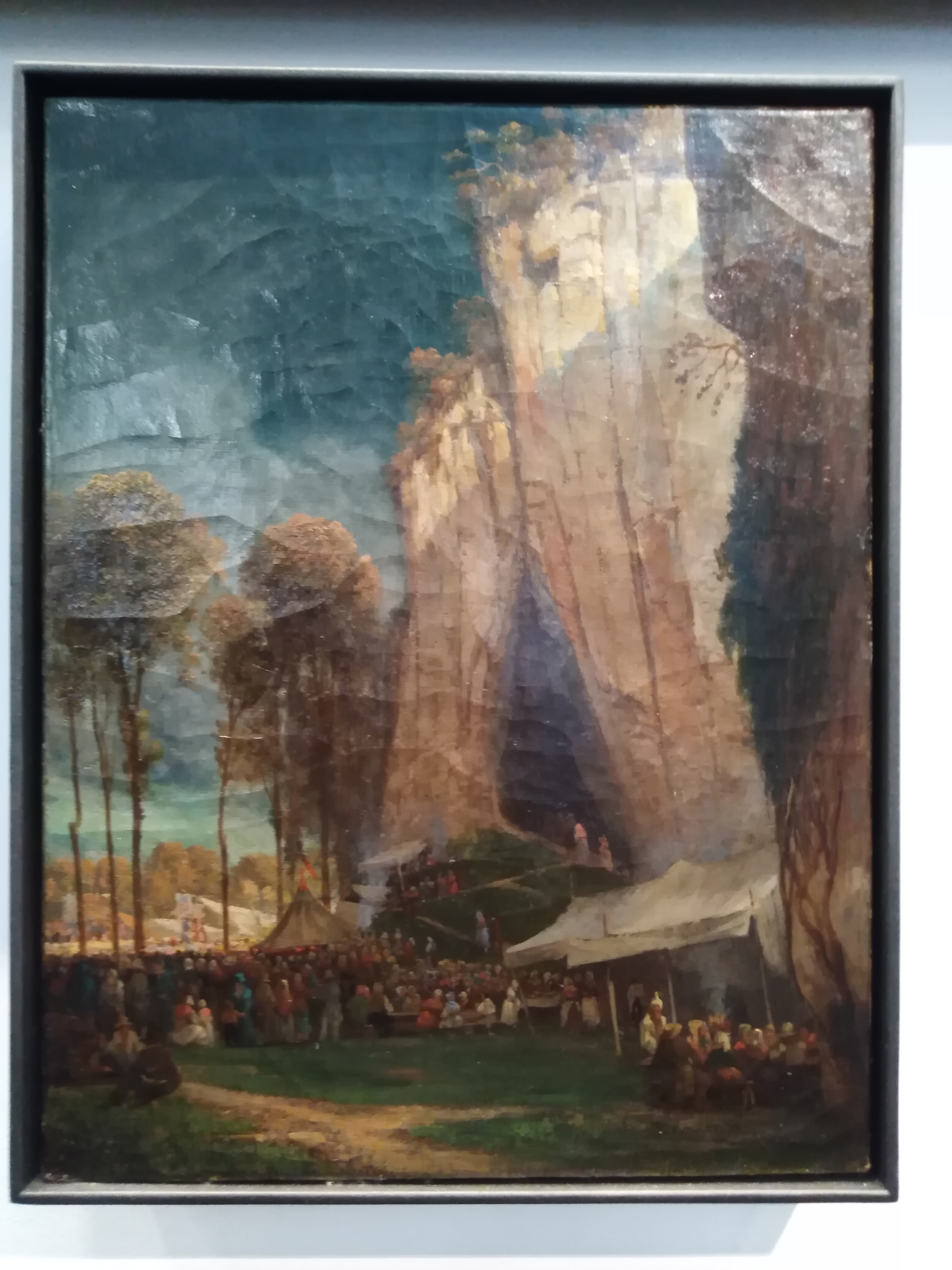
Foire de la Balme à Fontaine par Théodore Ravanat - 1845.

Fontaine est longtemps demeuré un petit village adossé aux derniers contreforts du massif du Vercors à l'abri des crues dévastatrices du Drac, affluent de l'Isère qui rejoignait celle-ci plus à l'est. Le village n'a connu son essor qu'après l'endiguement de cet important torrent alpin et la construction d'une digue.
En 1753, le village et la région de Grenoble connaissent le premier tremblement de terre dont l'Histoire ait gardé trace.
En 1827, un premier pont (projet établi en 1808) situé au bout de l'actuelle avenue Aristide Briand relie la commune de Fontaine à Grenoble. De nouvelles constructions font alors leur apparition dans la plaine alluvionnaire.
Le 16 février 1863, la commune de Fontaine est amputée d'une partie de son territoire situé sur la rive droite du Drac, au bénéfice de la ville de Grenoble, qui s'attribue toute cette rive du torrent, appliquant ainsi une loi impériale promulguée 6 mois auparavant.
En 1889, un nouveau pont entièrement ferré, situé au niveau de l'actuelle avenue du Vercors est ouvert à la circulation. Celui-ci permettra quelques années plus tard le passage du tramway qui relie Grenoble à Veurey-Voroize puis à Villard-de-Lans. Un bureau de poste, situé à proximité de la ligne de tramway est ouvert en 1895.

### LeXXesiècle

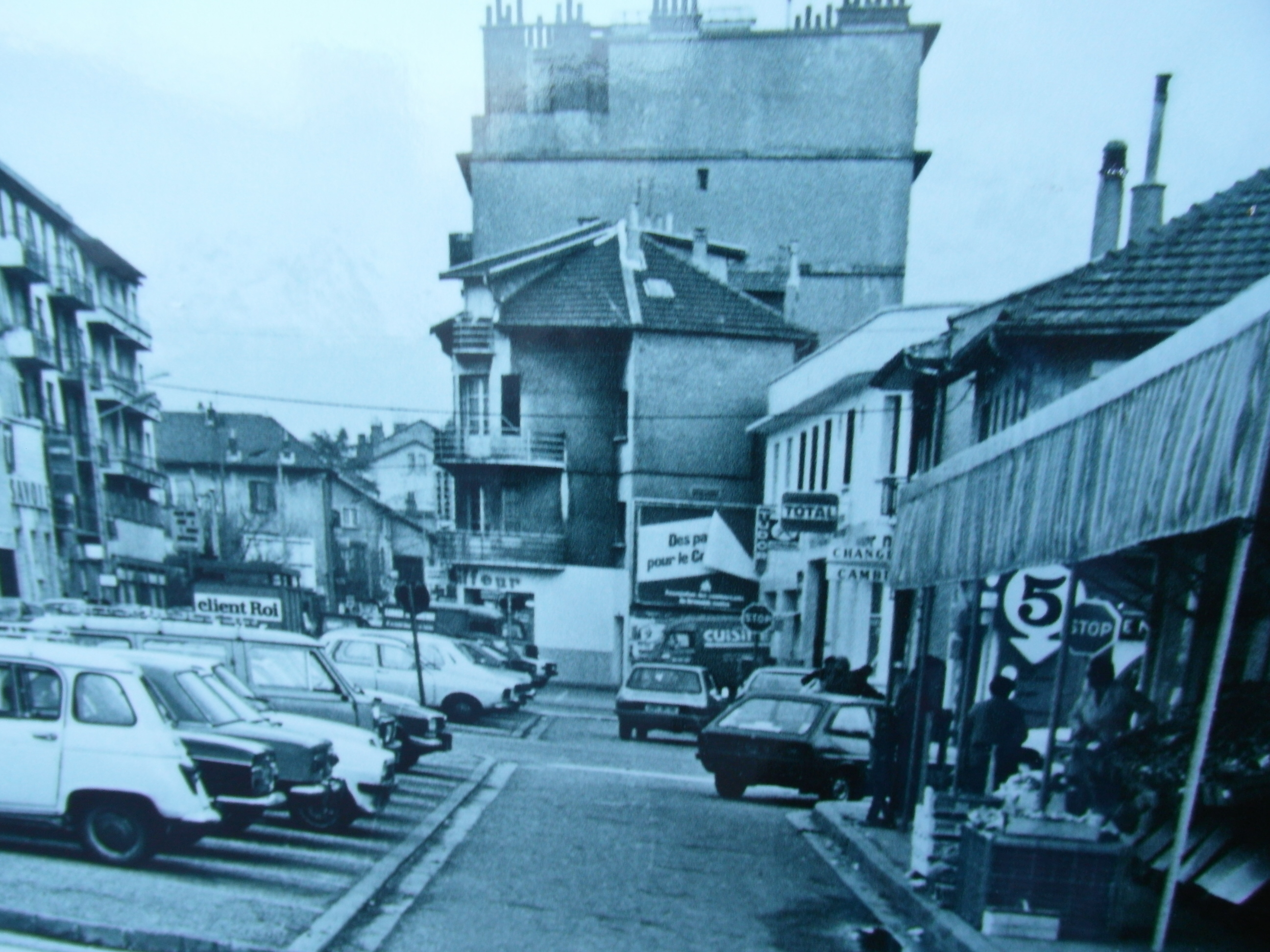
Place Louis-Maisonnat en 1973.

Dès la fin du XIXe siècle, la petite commune de Fontaine devient une banlieue industrielle (tannerie, ganterie) et voit sa population croître très rapidement. Coincée entre le Drac et le Vercors, la ville ne s'étend quasiment plus et le chiffre de sa population reste constant depuis la fin des années 1960.
L'année 1933 connait les premiers travaux d'adduction et de distribution d'eau potable. La première colonie de vacances est créée au Le Percy-en-Trièves. L'année 1951 connait les premiers feux tricolores de circulation. L'année suivante, la ligne de tramway qui traversait le Vercors est supprimée. En 1954 Fontaine ouvre sa première école maternelle, Danièle-Casanova et sa bibliothèque en 1957. La première piscine municipale est inaugurée la première année. La MJC est créée au Château Borel en 1960.
En 1986, les maires de Grenoble et de Fontaine inaugurent le pont Esclangon, troisième pont de la commune la reliant avec le centre-ville et la Presqu'île de Grenoble qui héberge de nombreux sites scientifiques.

### LeXXIesiècle
La résidence Les Floralies, située dans le quartier Hôtel de Ville - Alpes - Mail Cachin est le plus grand ensemble de Fontaine et elle compte environ 2 600 habitants. La cité est classée en zone urbaine sensible par le ministère du logement en 2006.
En 2008, la commune de Fontaine devient une ville porte du Parc naturel régional du Vercors. En février 2012, le conseil municipal de Fontaine inaugure la salle de spectacle de La Source.

#### Projet de téléphérique
Durant les années 2010/2012, le lancement d'une éventuelle étude sur un nouveau moyen transport pour relier Fontaine avec le massif du Vercors, un téléphérique qui aurait pu relier Lans-en-Vercors avec l'agglomération grenobloise. Une étude a été proposée par la Métro, mais celui-ci ayant fait l'objet d'une certaine controverse, ce projet a été mis de côté à la suite des élections municipales de 2014.
Cependant, un nouveau projet de ce même type de transport, mais reliant Fontaine et Saint-Martin-le-Vinoux, a été lancé dans la foulée et porte le nom de « métrocable ». Entièrement intégré aux services de transports en commun local, son accès se ferait au moyen du même ticket que les moyens de transports publics de l'agglomération grenobloise. Une mise en service éventuelle est prévue pour les années 2021-2022, conjointement avec le projet immobilier, dit des « Portes du Vercors », nouvelle zone d'aménagement concertée, située entre les communes de Fontaine et Sassenage.

#### Affaire de favoritisme
À la suite d'une enquête préliminaire ouverte en mars 2018, le maire de Fontaine durant cette période, Jean-Paul Trovero et son ancienne directrice des services municipaux, comparaissent devant le tribunal correctionnel de Grenoble le 10 septembre 2019. Lors de l’attribution d’un marché public en 2015 à un cabinet de conseil, ces personnes auraient, selon l'accusation, favorisé un des candidats à l'appel d'offre. Le dirigeant du cabinet concerné par cette affaire doit également être jugé le même jour.
À la suite de la délibération du tribunal, le maire a été condamné le 15 octobre 2019 (en première instance) à un mois de prison avec sursis et 5 000 €  d’amende pour favoritisme. Il briguera un second mandat en présentant une liste lors des élections municipales de 2020, mais celle-ci sera devancée par une liste d'opposition lors des deux tours de scrutin.

#### Occupation des points de deal
Entre mai et juillet 2025, une opération très médiatique d’occupation des points de deal du secteur de la place Louis-Maisonnat est lancé par le maire et ses principaux élus avec les différents services de la Ville, en collaboration avec les forces de l’ordre et les bailleurs locaux afin d'empêcher le trafic de drogue et réinvestir l’espace public,.

## Politique et administration

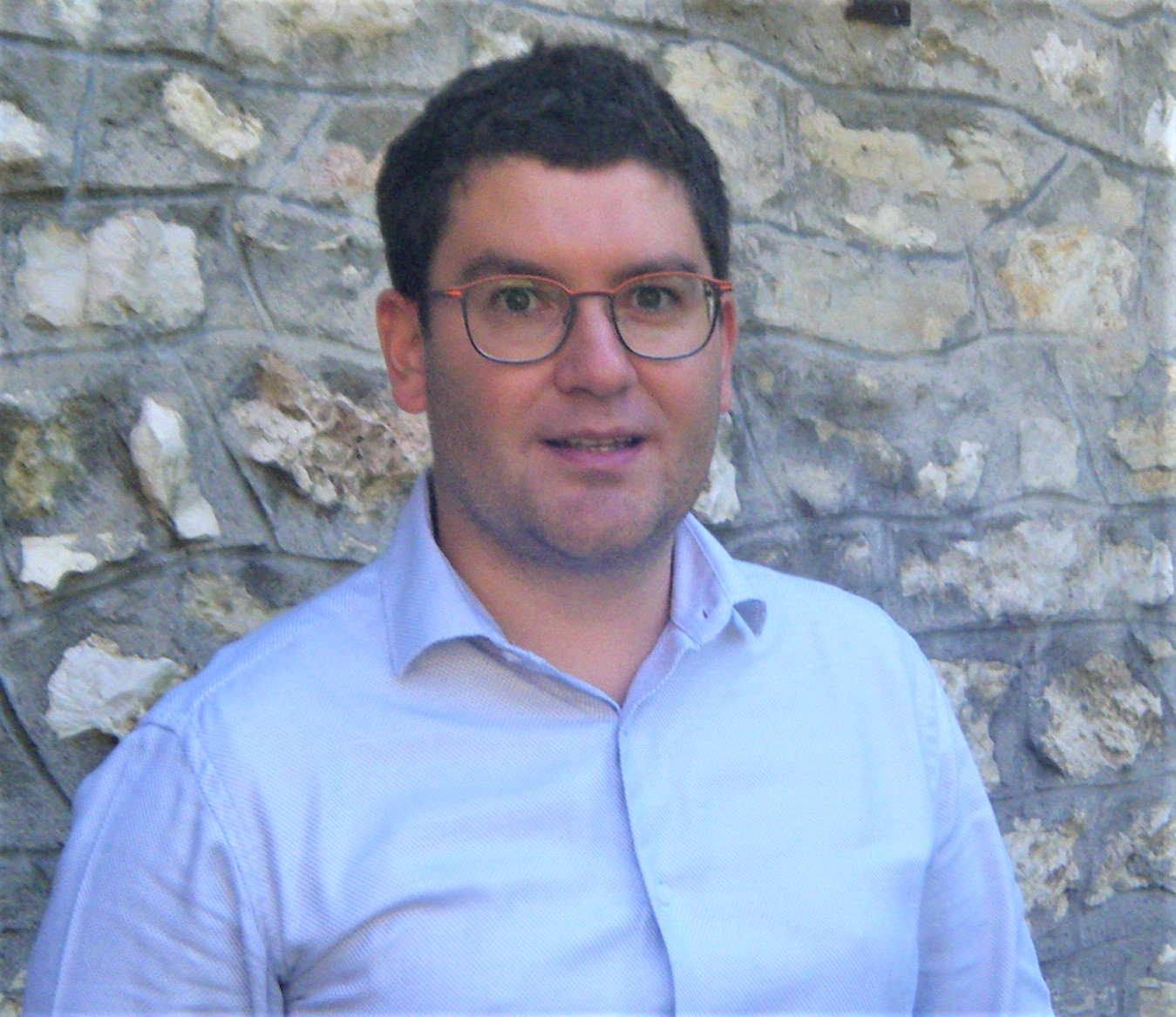
Franck Longo, maire de Fontaine (élu en juin 2020)

Le maire de la commune élu en juin 2020 est Franck Longo du MoDem. Lors des élections municipales de 2020, sa liste arrive en tête, au second tour, devançant la liste menée par Jean-Paul Trovero du PCF, à la suite d'une fusion avec la liste dirigée par Laurent Thoviste (Divers Gauche), soutenu par LREM, qui était arrivé troisième au premier tour (lequel sera nommé troisième adjoint au maire). Pour la première fois depuis la fin de la Seconde Guerre mondiale, la commune n'est plus dirigée par un maire communiste.
Le conseil municipal de Fontaine est constitué de trente-cinq membres dont un maire et de dix adjoints au maire et vingt quatre conseillers municipaux (vingt neuf membres dans la majorité municipale et six dans l'opposition, constitué en deux groupes).
Quatre membres du conseil municipal (dont un siégeant dans l'opposition) sont également des conseillers métropolitains appartenant à l'assemblée locale du conseil communautaire, à la suite de la nouvelle organisation électorale.

### Liste des maires
La liste entière des maires de la commune depuis 1789 est visible sur un panneau installé dans le hall de la mairie de Fontaine.
| Période                                  | Période       | Identité           | Étiquette | Qualité |
| ---------------------------------------- | ------------- | ------------------ | --------- | --- |
| 1892                                     | 1904          | Joseph Bertoin     |           | |
| 1908                                     | 1908          | Eugène Charbonnier |           | |
| 1908                                     | 1910          | Henri Roudet       |           | |
| 1910                                     | 1912          | Eugène Charbonnier |           | |
| 1912                                     | 1920          | François Janolin   |           | |
| 1920                                     | 1924          | Jules Arthaud      |           | |
| 1924                                     | 1944          | Auguste Ponson     | Radical   | |
| 1944                                     | 1945          | Jules Vallier      |           | |
| 1945                                     | 1947          | Julien Touche      | PCF       | Conseiller général du Canton de Sassenage (1945-1947)                                                              |
| octobre 1947                             | mars 1959     | Léon Pinel         | PCF       | Conseiller général du Canton de Sassenage (1949-1967)                                                              |
| mars 1959                                | novembre 1984 | Louis Maisonnat    | PCF       | Conseiller général du Canton de Sassenage (1967-1985) Député 3e circonscription 1967/1968 et 3 mandats 1973 à 1986 |
| novembre 1984                            | mars 2014     | Yannick Boulard    | PCF       | Conseiller général du Canton de Fontaine-Sassenage (1985-1992)                                                     |
| mars 2014                                | juin 2020     | Jean-Paul Trovero  | PCF       | Retraité |
| juin 2020                                | En cours      | Franck Longo       | MoDem     | Cadre A de la fonction publique territoriale Conseiller départemental depuis juin 2021                             |
| Les données manquantes sont à compléter. |               |                    |           | |

### Politique de développement durable
La ville a engagé une politique de développement durable en lançant une démarche d'Agenda 21 en 2002. Le service « aménagement et prospective » géré par la municipalité vient en appui aux autres services municipaux et aux habitants pour une meilleure prise en compte des critères développement durable dans leurs projets.

### Scrutins

#### Élections municipales

##### Élections de 2008
Lors de l'élection municipale de 2008, Yannick Boulard, le maire sortant de la commune (PCF), élu sans discontinuer depuis 1984, est mis en ballottage et le second tour se présente sous la forme d'une élection triangulaire, à la suite d'une opposition au sein même de la majorité municipale de gauche. Le maire sortant est réélu avec seulement 85 voix d'avance.
|                                                        | Nombre de voix | Pourcentage |
| Yannick Boulard (Fontaine Unie)                        | 3 010          | 42,16 %     |
| Laurent Thoviste (Fontaine innovante)                  | 2 925          | 40,97 %     |
| Evelyne De Caro (Les nouvelles énergies pour Fontaine) | 1 204          | 16,87 %     |

##### Élections de 2014
Lors de l'élection municipale de 2014, Yannick Boulard, le maire sortant de la commune, ne se représentant pas, c'est son premier adjoint, Jean-Paul Trovero qui figure comme tête de liste et qui représente, dès lors, la majorité municipale sortante (PCF). Celui-ci est mis en ballottage au premier tour, et le second tour se présente sous la forme d'une élection quadrangulaire. À l'issue de cette première, pour un scrutin fontainois, la liste menée par Jean-Paul Trovero est élue.
|                                                     | Nombre de voix | Pourcentage |
| Jean-Paul Trovero (Fontaine au cœur nous rassemble) | 2 700          | 33,41 %     |
| Laurent Thoviste (Ambitions pour Fontaine)          | 2 445          | 30,25 %     |
| Franck Longo (Vivons Fontaine autrement)            | 1 548          | 19,15 %     |
| Antonin Sabatier (Fontaine bleu marine)             | 1 387          | 17,16 %     |

##### Élections de 2020
Lors de l'élection de 2020, trois listes se déclarant relever de la majorité présidentielle (Modem et LREM) s'opposent à deux listes de gauche relevant de partis d'opposition parlementaire.
Au second tour (organisé fin juin en raison de la pandémie de Covid-19), il y a eu 40,6 % de votants et 38,08% de votes non nuls/blancs (sur 12 958 inscrits) et 59,4 % d’abstention. Au second tour, c'est la liste d'union menée par Franck Longo qui est élue.
| Tête de liste            | Tête de liste       | Liste       | Premier tour | Premier tour | Second tour | Second tour | Sièges | Sièges |
| Tête de liste            | Tête de liste       | Liste       | Voix         | %            | Voix        | %           | CM     | CC     |
| ------------------------ | ------------------- | ----------- | ------------ | ------------ | ----------- | ----------- | ------ | ------ |
|                          | Franck Longo        | Modem / DVC | 1 529        | 32,13        | 3 124       | 61,34       |        |        |
|                          | Sophie Romera       | LFI-EELV-Gs | 978          | 20,55        |             |             |        |        |
|                          | Laurent Thoviste    | LREM        | 1 006        | 21,14        |             |             |        |        |
|                          | Marilyn Mastromauro | DVC         | 95           | 1,99         |             |             |        |        |
|                          | Jean-Paul Trovero * | PCF-PS      | 1 150        | 24,16        | 1 969       | 38,66       |        |        |
| * Liste du maire sortant |                     |             |              |              |             |             |        |        |

#### Élections présidentielles

##### Élection de 2012
Lors de l'élection présidentielle de 2012, François Hollande, candidat socialiste, a obtenu près de 3 000 voix d'avance sur son adversaire de droite, Nicolas Sarkozy confirmant encore une fois le fort ancrage de l'électorat de Fontaine à gauche. L'abstention reste assez limitée autour de 20 %.
|                                                     | Nombre de voix | Pourcentage |
| François Hollande (Parti socialiste)                | 6 449          | 64,85 %     |
| Nicolas Sarkozy (Union pour un Mouvement Populaire) | 3 495          | 35,15 %     |

##### Élection de 2017
|                                | Nombre de voix | Pourcentage |
| Emmanuel Macron (En marche !)  | 6 427          | 68,62 %     |
| Marine Le Pen (Front National) | 2 939          | 31,38 %     |

### Les deux circonscriptions de Fontaine
Le territoire de la commune est divisé en deux circonscriptions électorales différentes : deux circonscriptions au niveau départemental, et deux circonscriptions au niveau législatif.

#### Les élus départementaux
Chaque circonscription départementale est représentée par un binôme mixte composé de deux conseillers départementaux : Anne-Sophie Chardon (DVC) et Christophe Revil (DVC), pour le canton de Fontaine-Seyssinet, ainsi que Nathalie Faure (MoDem) et Franck Longo (MoDem), maire de la commune, pour le canton de Fontaine-Vercors.

#### Les élus nationaux
Chaque circonscription législative est représentée par un seul député, Émilie Chalas (La République en Marche) pour la (Troisième circonscription de l'Isère), et Marie-Noëlle Battistel, maire de La Salle-en-Beaumont, membre du Parti Socialiste.

Les cantons de Fontaine, avant et après 2015
Canton de Fontaine-Sassenage avant 2015
Canton de Fontaine Seyssinet avant 2015
À la suite du redécoupage de 2015

### Jumelages

Armoiries de la province de Turin.

Blason de Schmalkalden.

La commune de Fontaine est jumelée avec trois villes de l'Union européenne, deux villes italiennes : Sommatino et Alpignano et une ville allemande, à l'origine est-allemande, Schmalkalden.

#### Contexte historique du jumelage historique avec les villes italiennes
Il faut savoir que dans le début des années 1920, déjà 15 % de la population était composée d'immigrés italiens et 38 % en 1931. La Grande Dépression des années 1930, puis l'arrivée de Benito Mussolini au pouvoir en Italie ne pouvaient qu'entrainer la continuation de ce mouvement de population. En 1999, sur 23 000 Fontainois, 30 % d'entre eux étaient encore d'origine italienne.
- Sommatino (Italie) depuis 1991[81]

Sommatino est une commune de la province de Caltanissetta dans la région Sicile en Italie.
Sous l'impulsion de l'Union Sommatinese de Fontaine, association de personnes d'origine sicilienne immigrée à Fontaine, une première délégation est accueillie en 1986 à Sommatino. À cette occasion, un pacte de l’Amitié est signé. C'est en 1991, lors de l'accueil d'une délégation de Sommatino à Fontaine, que l'acte officiel de jumelage a lieu, signé par M. Boulard, maire de Fontaine.
- Alpignano (Italie) depuis 1971[81]

Alpignano est une commune italienne de la Ville métropolitaine de Turin, dans la région Piémont en Italie.
L'accord de jumelage entre Alpignano et Fontaine a été signé à Fontaine en 1972 par les maires de l'époque : M. Culino (maire d'Alpignano) et M. Maisonnat (maire de Fontaine).

#### Contexte historique du jumelage avec la ville allemande
Historiquement, le jumelage avec une ville de la République démocratique allemande se fit dans le contexte politique lié au contexte de la guerre froide propre aux années 1960, la ville de Fontaine ayant à l'époque un conseil municipal quasi exclusivement issu du PCF.
- Schmalkalden (Allemagne) depuis 1963[81]

Schmalkalden, quelquefois en français Smalkalde, est une ville allemande du sud-ouest de la  Thuringe  se situant sur la rivière Schmalkalde.
L'accord de jumelage entre Fontaine et la ville est-allemande (à l'époque) a été signé en 1963 par les maires de l'époque : Messieurs Louis Maisonnat (maire de Fontaine) et Karl-Heinz Hesse (maire de Schmalkalden).

## Population et Société

### Démographie
L'évolution du nombre d'habitants est connue à travers les recensements de la population effectués dans la commune depuis 1793. Pour les communes de plus de 10 000 habitants les recensements ont lieu chaque année à la suite d'une enquête par sondage auprès d'un échantillon d'adresses représentant 8 % de leurs logements, contrairement aux autres communes qui ont un recensement réel tous les cinq ans,.

En 2022, la commune comptait 22 471 habitants, en évolution de +0,27 % par rapport à 2016 (Isère : +3,07 %, France hors Mayotte : +2,11 %).
| 1793 | 1800 | 1806 | 1821 | 1831 | 1836 | 1841 | 1846 | 1851 |
| ---- | ---- | ---- | ---- | ---- | ---- | ---- | ---- | ---- |
| 500  | 395  | 546  | 641  | 673  | 733  | 857  | 895  | 885  |

| 1856 | 1861  | 1866 | 1872  | 1876  | 1881  | 1886  | 1891  | 1896  |
| ---- | ----- | ---- | ----- | ----- | ----- | ----- | ----- | ----- |
| 839  | 1 016 | 889  | 1 068 | 1 082 | 1 226 | 1 252 | 1 349 | 1 530 |

| 1901  | 1906  | 1911  | 1921  | 1926  | 1931  | 1936  | 1946  | 1954  |
| ----- | ----- | ----- | ----- | ----- | ----- | ----- | ----- | ----- |
| 1 785 | 1 952 | 2 211 | 2 930 | 4 808 | 6 722 | 7 073 | 7 594 | 8 817 |

| 1962   | 1968   | 1975   | 1982   | 1990   | 1999   | 2006   | 2011   | 2016   |
| ------ | ------ | ------ | ------ | ------ | ------ | ------ | ------ | ------ |
| 15 102 | 22 236 | 25 036 | 22 827 | 22 853 | 23 323 | 22 936 | 22 175 | 22 411 |

| 2021   | 2022   | - | - | - | - | - | - | - |
| ------ | ------ | - | - | - | - | - | - | - |
| 22 891 | 22 471 | - | - | - | - | - | - | - |

### Enseignement
Rattachée à l'académie de Grenoble (zone A), la commune de Fontaine héberge et gère sur son territoire neuf écoles maternelles, neuf écoles primaires et compte deux collèges et un lycée professionnel.

#### Enseignement primaire

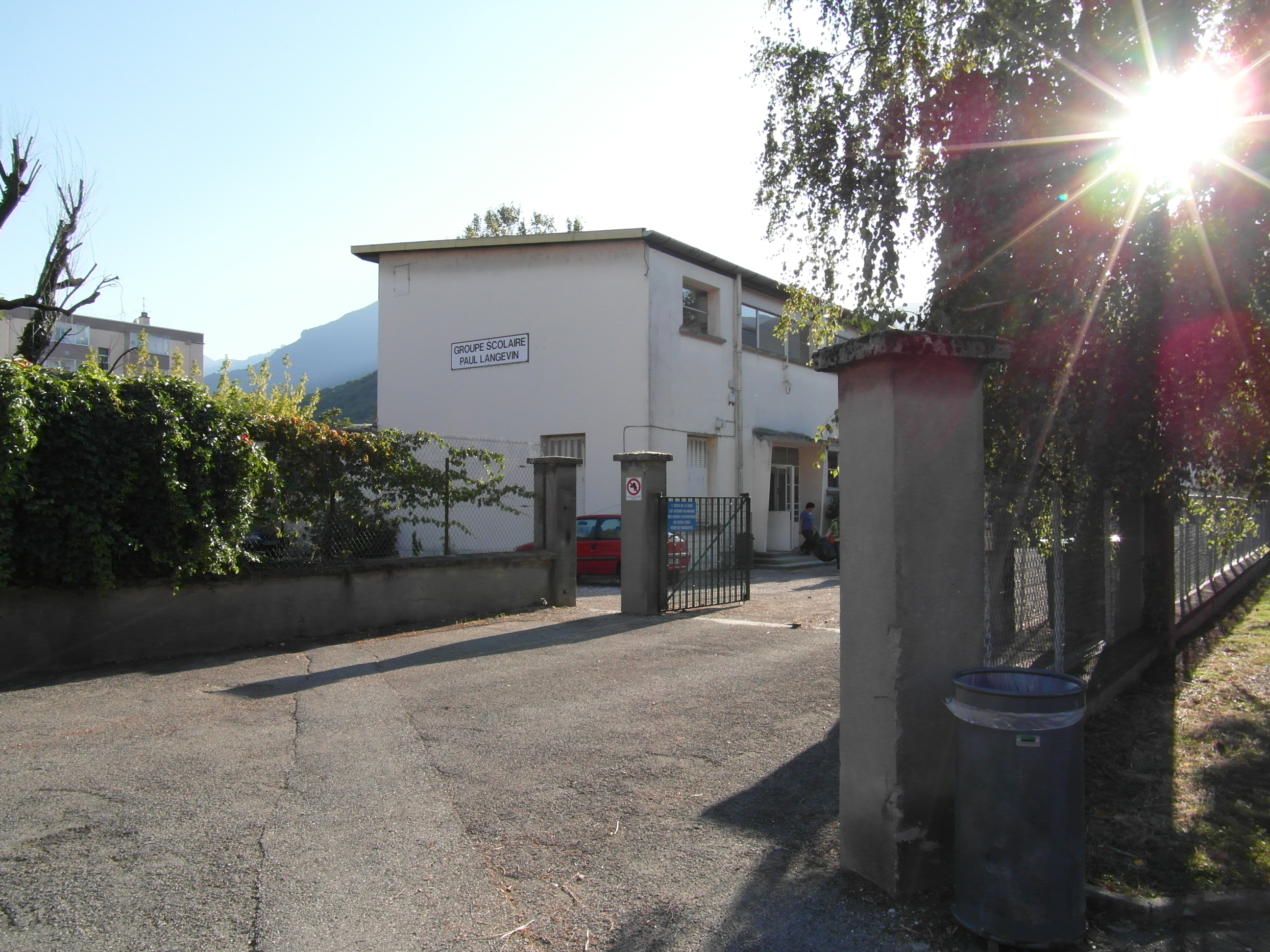
École Paul Langevin

En 2020, plus de 2 000 enfants sont scolarisés dans les dix-sept écoles maternelles et élémentaires de Fontaine.
Le service municipal chargé de l'éducation (situé à l'hôtel de ville) gère et assure les inscriptions dans les écoles publiques et en garderie périscolaire. Ce service gère l'ensemble des ATSEM, agents d'entretien et de restauration intervenant dans les écoles.
La mairie propose sur son site un projet éducatif local mis en place en 2001 pour donner les mêmes chances de réussite scolaire à tous les élèves de la commune, quel que soit leur milieu social ou leur origine.
La mairie assure un service de restauration scolaire pour l'ensemble des écoles dont elle a la charge. Voici, ci-dessous la liste exhaustive des écoles publiques implantées sur le territoire de la commune en 2019 :
- Neuf écoles maternelles : l'école Anatole France, l'école Danielle-Casanova, l'école Jeanne-Labourbe, l'école Marguerite-Tavel, l'école Marcel-Cachin, l'école Maurice-Audin, l'école Paul-Langevin, l'école du Pont du Drac et l'école Robespierre.
- Neuf écoles primaires : l'école Anatole-France, l'école de l'ancienne mairie, l'école des Balmes, l'école Jeanne-Labourbre, l'école Jules Ferry, l'école Marcel-Cachin, l'école Paul-Langevin, l'école du Pont du Drac et l'école Robespierre.

#### Enseignement secondaire

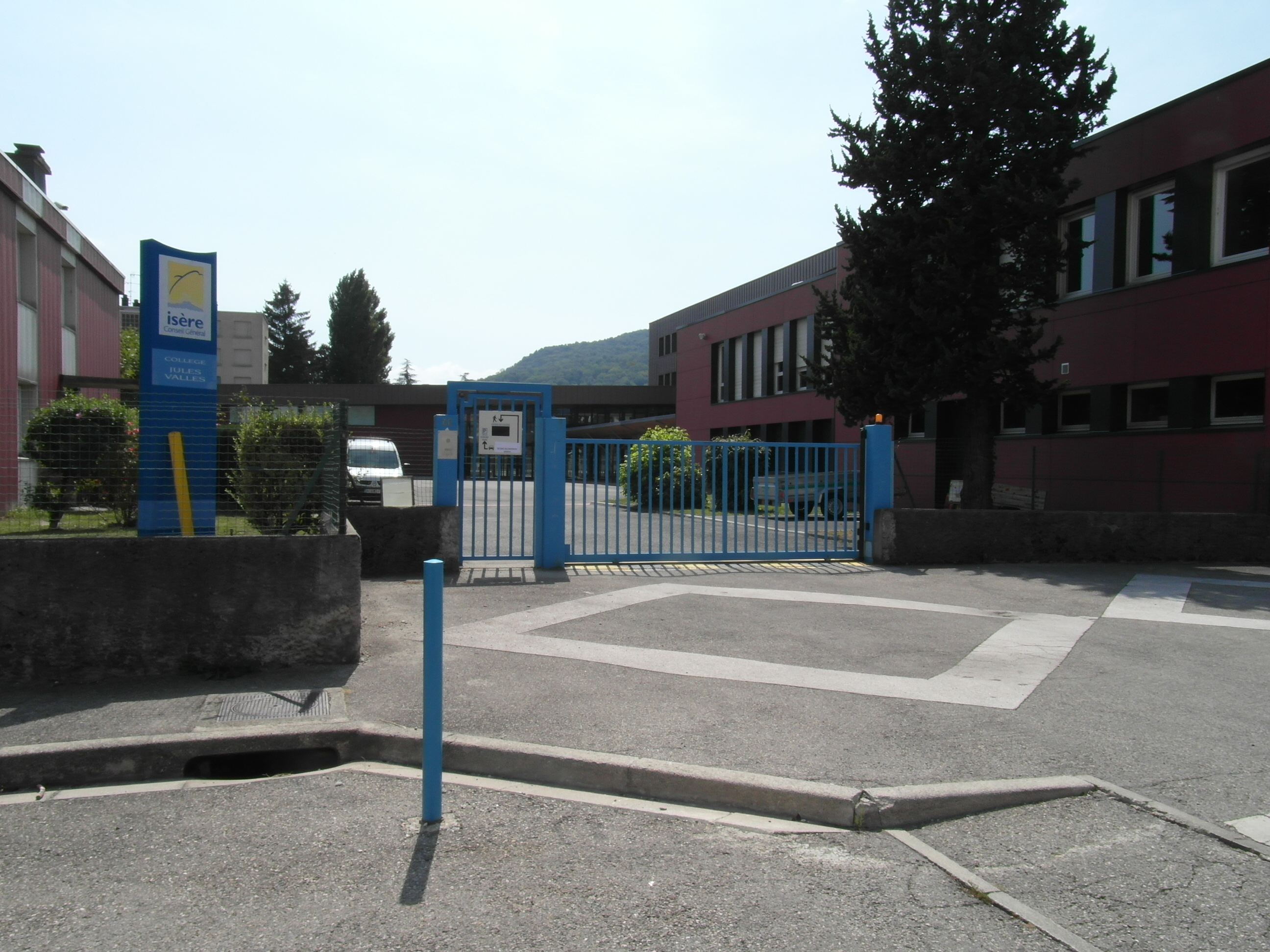
Collège Jules Vallès

La commune abrite sur son territoire deux collèges et un lycée professionnel. Un lycée d'enseignement général et technologique est situé dans la commune voisine.

##### Les collèges
Le collège Gérard-Philipe est situé allée des Plans, dans le quartier Les Buissonnées - l'Argentière et le collège Jules-Vallès est situé rue Léon Pinel, dans le quartier Hôtel de Ville - Alpes - Mail Cachin

##### Le lycée
Le lycée professionnel Jacques-Prévert est un établissement public de l'Éducation nationale situé rue de la République, dans le quartier La Poya - Vivier.
Ce lycée propose des cycles de formations professionnelles sur les thèmes suivants : le service polyvalent de restauration (C.A.P), la maintenance et d'hygiène des locaux (C.A.P), la pratique de l'hygiène et environnement (Bac Pro); les métiers du pressing et de la blanchisserie (C.A.P), les métiers des Soins à la personne; les métiers de la coiffure (C.A.P), les métiers de l'esthétique (C.A.P) et de l'esthétique, cosmétique et parfumerie (Bac Pro) et enfin la pratique de la gestion et de l'administration (B.E.P et Bac Pro)
Le lycée d'enseignement général Aristide-Bergès est, quant à lui, situé sur le territoire de Seyssinet-Pariset, non loin de Fontaine et reçoit notamment les élèves de la commune ayant opté pour la filière d'étude générale et technologique.

### Santé et social
La ville de Fontaine héberge et gère sur son territoire un service communal d'hygiène et de santé comprenant un centre de vaccination, un centre de planification et d'éducation familiale et un service d'accompagnement santé. La commune comprend également : un centre médico-psychologique enfants et adolescents, un centre de consultation psychothérapique pour adultes, un centre de jour pour adultes, un centre médico-sportif, un centre médico-scolaire, un hôpital de jour pour enfants ainsi qu'un service de santé au travail (la METRAZIF).

#### Services sociaux et médico-sociaux
Deux centres sociaux sont implantes dans la commune : le centre social Romain-Rolland est situé dans le quartier « Bastille - Néron - Romain-Rolland » et gère les secteurs situés au nord de l'avenue du Vercors, tandis que le centre social George-Sand, situé dans le quartier « Les Balmes - George-Sand », gère les secteurs situés au sud de l'avenue du Vercors.
Un service communal d'hygiène et de santé (SCHS), service situé place des Écrins, comprend un centre de vaccination et un centre de planification et d'éducation familiale.
Trois maisons de retraite dont la résidence de la Roseraie qui est un foyer-logement de 70 appartements, non médicalisé, la Résidence la Cerisaie, elle aussi, foyer-logement de 74 appartements non médicalisé et la Résidence l'Eglantine qui est un établissement d'hébergement pour personnes âgées dépendantes public (E.H.P.A.D) de 40 lits, accueillant notamment des personnes atteintes de la maladie d'Alzheimer, celle-ci étant habilité à l’aide sociale.

### Autres équipements publics
De nombreux services administratifs sont proposés par la mairie, d'autres administrations locales et nationales et des associations au niveau du territoire de la commune de Fontaine

#### Les services administratifs et techniques

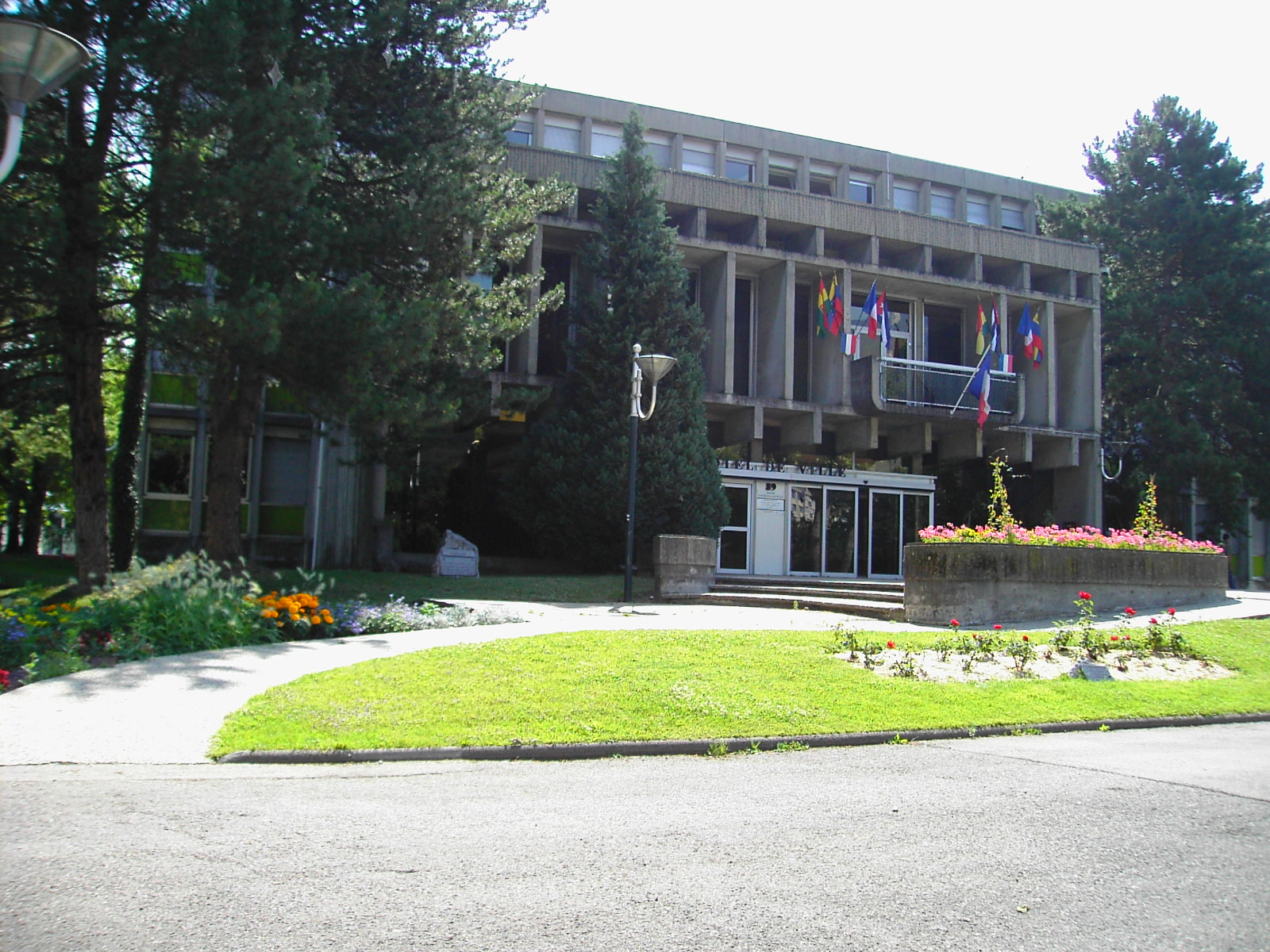
Hôtel de Ville de Fontaine.

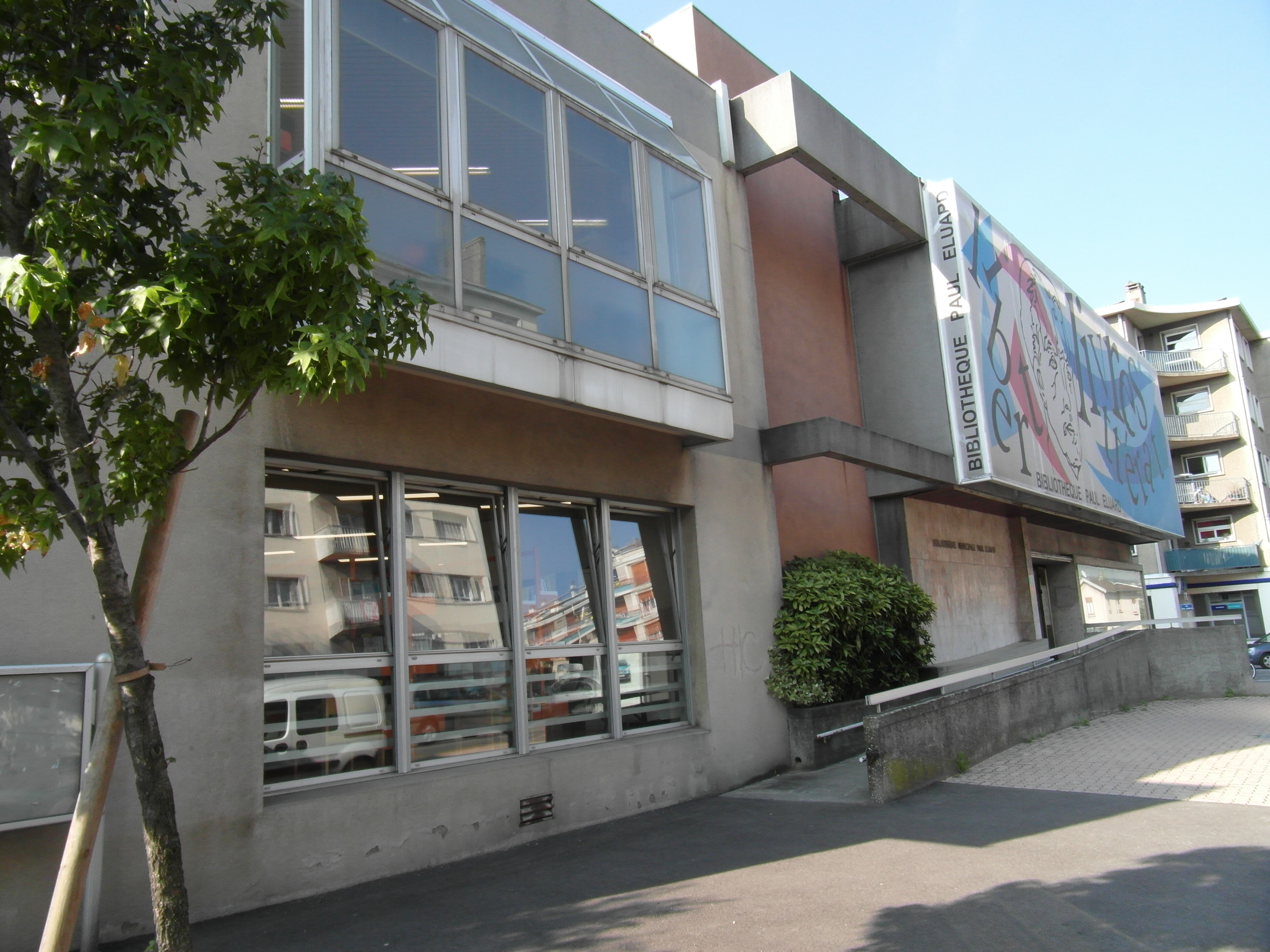
Bibliothèque de Fontaine.

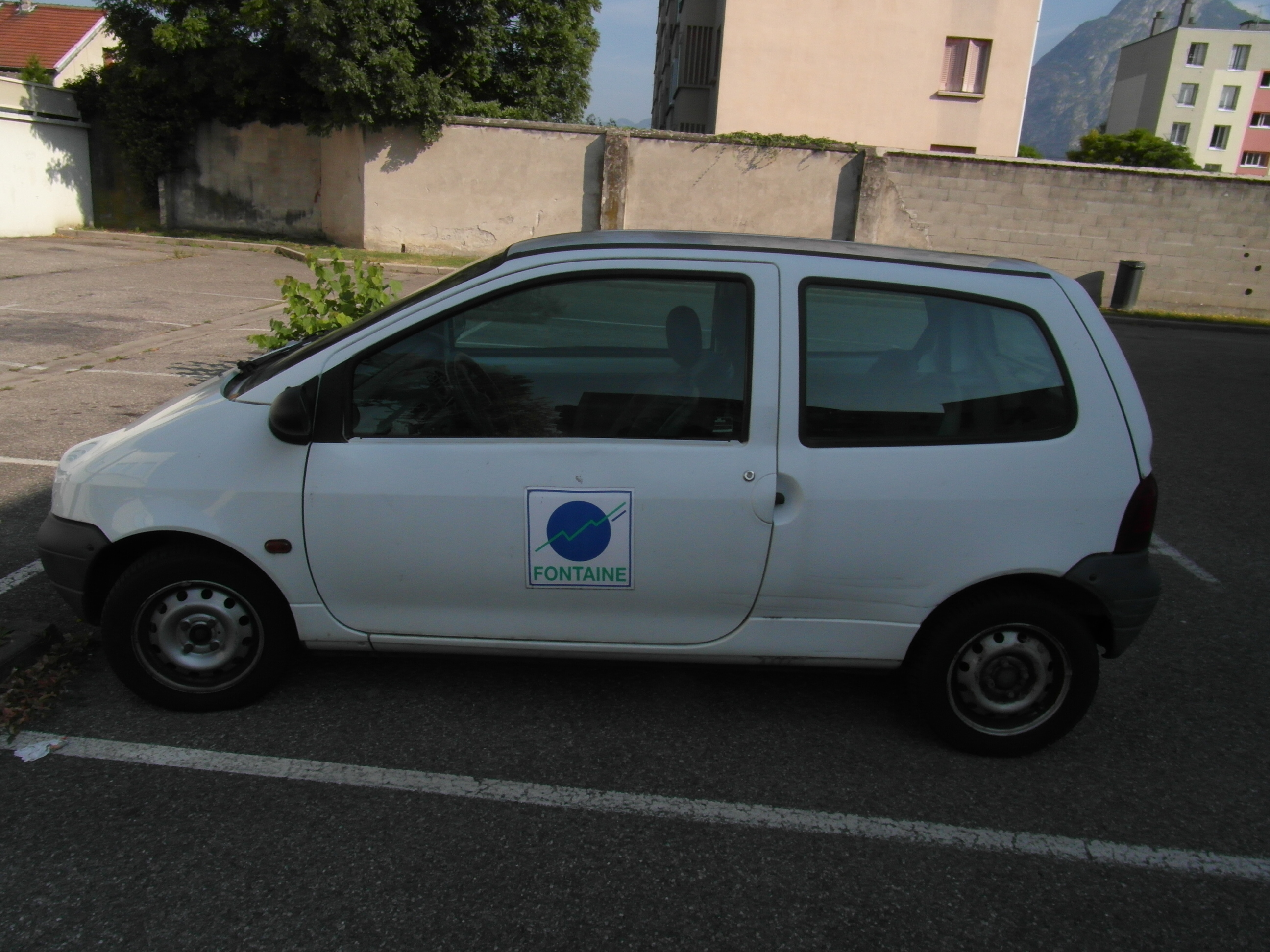
une voiture de service municipal de Fontaine

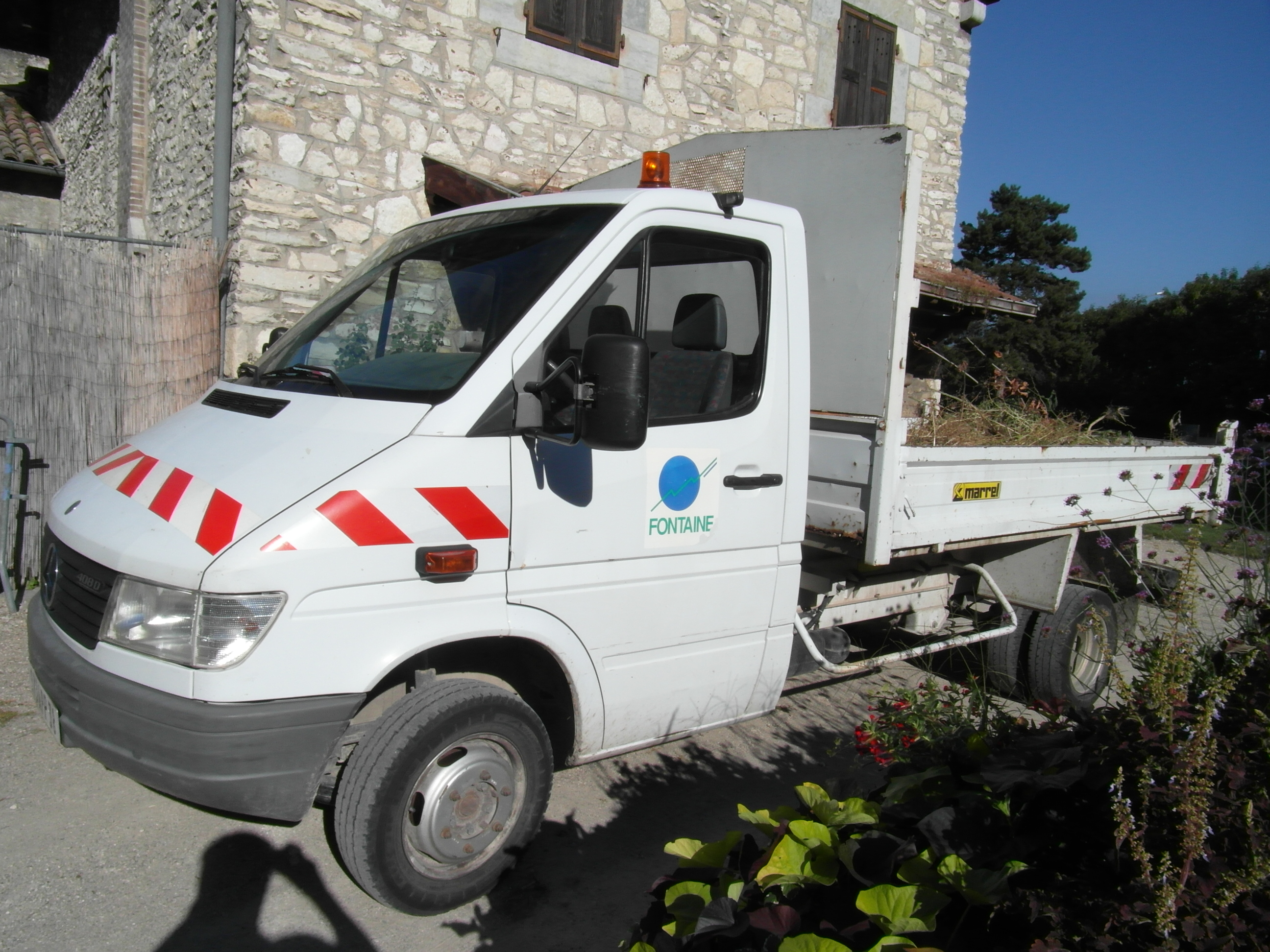
une fourgonnette des services techniques de Fontaine

La mairie et ses différents bureaux (dont les services d'état-civil), est située au centre du territoire urbain. Le bâtiment de hôtel de ville présente sur trois niveaux, 12 services différents avec leurs bureaux mis à la disposition des habitants avec, notamment, un service de l'Éducation et Service des Sports, un service de la culture de la documentation et des archives, un service du développement économique et financier, un service environnement risques Majeurs, un service aménagements, urbanisme et déplacements, un service développement social urbain et de la vie des quartiers (DSU), un service démocratie participative et de la gestion de l'eau. Il existe également un centre communal d'action sociale, mais dont les bureaux sont situés hors mairie, dans le quartier « Saveuil-Pont du Vercors ».
Divers services dépendent de la mairie, dont notamment :
- Une direction des services techniques, située allée de Gève et il est ouvert aux habitants qui peuvent faire des demandes d'interventions, notamment pour des problèmes de propreté ou de dégradations de la voirie (trous dans la chaussée ou potelets de trottoirs cassés et dangereux).
- Un service de médiation et de prévention ouvert dans le sens d'une démarche d’accompagnement pour un règlement amiable des conflits entre citoyens (même de nuit). Ce service travaille en étroite collaboration avec les acteurs de la vie locale tels que les bailleurs sociaux, les syndics de copropriétaires, les services municipaux et les autres acteurs de prévention telles que la police municipale et la Police nationale[88] Ce service propose également une permanence du conciliateur de Justice et une permanence d'avocat.
- Un bureau de police municipale avec un service de treize agents (dont quatre ASPV) en 2018 et dont le bureau est situé dans le quartier « Louis-Maisonnat - Cœur de ville »[89].
- Un pôle d'information Jeunesse (PIJ), espace destiné aux jeunes Fontainois est situé avenue Aristide-Briand dans le quartier « Louis-Maisonnat - Cœur de ville », comprenant un lieu d'écoute et un lieu d'accompagnements de projets.

#### Les services publics non municipaux
Une agence du trésor public, situé près du centre nautique, boulevard Paul-Langevin qui gère les services de recouvrement pour l'ensemble des communes de l'actuel canton de Fontaine-Seyssinet et de l'ancien canton de Fontaine-Sassenage, une bureau de poste dont le bureau principal, situé près de la mairie sur le mail Marcel-Cachin est l'unique bureau de Fontaine depuis la fermeture du bureau annexe du quartier « Louis Maisonnat-Cœur de ville », le 30 juin 2014, malgré l'opposition du conseil Municipal.
Un bureau de police nationale, situé dans le quartier « Hôtel de Ville - Alpes - Mail Cachin », face au bureau de poste, un bureau de Pôle Emploi, situé dans un nouveau bâtiment du secteur « Jean-Macé - Cœur de Ville », voisin de la future MJC et un Agence de la sécurité Sociale, service géré par la caisse primaire d'assurance maladie de l'Isère et son service social est situé, rue du centre, dans le quartier « Saveuil-Pont du Vercors », non loin de l'hôtel de ville.
Le service départemental d'incendie et de secours (SDIS de l'Isère) est installé sur le territoire de la commune, dans la zone industrielle des Vouillants.

#### Les services culturels
La médiathèque municipale située au coin de l'avenue du Vercors et de la rue Jean-Jaurès portant le nom du poète Paul-Éluard qui propose des salles sur deux niveaux, dont un consacré aux livres pour enfants. Le bâtiment abrite également un « espace multimédia » qui gère et organise des initiations sur l'utilisation du réseau internet et la bureautique avec son médiabus, ou bibliobus, véhicule spécifiquement aménagé pour servir de bibliothèque itinérante et sillonnant tous les quartiers de la ville pour le prêt de livres commandés par des adhérents de la bibliothèque municipale. Un syndicat intercommunal dénommé le STIPI, gère un réseau informatique et un réseau de bibliothèques de plusieurs villes du département.
L'espace municipal d'art contemporain dénommé le « VOG », » établi en lieu et place d'un ancien cinéma du même nom, et situé dans le quartier « Fontainades-Pont du Drac », a pour vocation de faire connaitre divers artistes et de faire connaitre les différentes formes de l'art contemporain au public. Des vernissages, des rencontres avec les artistes et des conférences sur histoire de l'art y sont organisés périodiquement.
La maison du temps libre, située dans le quartier « Hôtel de Ville - Alpes - Mail Cachin » dépend du Pôle jeunesse, la structure permet des animations pour les jeunes de 11 ans à 17 ans.
La maison de la jeunesse et de la culture, installée rue de la liberté est une association d'éducation populaire ouvert à tous et à toutes. Son conseil d'administration est composé de 17 membres bénévoles Son fonctionnement se base sur trois activités principales : « l'action enfance », pour les jeunes de 6 ans à 11 ans qui propose des ateliers d'apprentissage ludique avec un choix diversifié, « l'action jeunesse » et initiatives pour les jeunes de 12 ans à 25 ans qui propose des ateliers artistiques diversifiés, tels que la danse, le théâtre et les arts créatifs et « l'action adulte » pour les associations accueillies au sein de la MJC et qui propose également divers ateliers.
Le centre Loisirs « Pluriel Porte des Alpes », situé rue Jules Guesde, propose un partage d'activités de jeux et de loisirs à des enfants handicapés et valides dans le cadre d'une intégration sociale d'enfants handicapés.

#### Les services liés à la petite enfance
Trois crèches et trois halte-garderies dont la Crèche municipale « Léa-Blain », située dans le quartier « Hôtel de Ville - Alpes - Mail Cachin, la Crèche municipale collective « Bleu cerise », située dans le quartier « Hôtel de Ville - Alpes - Mail Cachin », la Crèche parentale associative « Mosaïque », située dans le quartier « Hôtel de Ville - Alpes - Mail Cachin », la Halte-Garderie « Les Cabris », située dans le quartier « Hôtel de Ville - Alpes - Mail Cachin », la Halte-Garderie « Romain-Rolland », située dans le quartier « Bastille - Néron - Romain-Rolland » et la Halte-Garderie « George-Sand », située dans le quartier « Les Balmes - George-Sand ». Un Espace petite enfance, espace réservé aux enfants de 0 à 6 ans comprenant une ludothèque, un « lieu d'accueil enfants-parents », un « lieu relais pour les assistantes maternelles » et un « accueil loisir » pour les enfants de 3 à 5 ans, dénommé « espace 3-Pom », dans le quartier « Hôtel de Ville - Alpes - Mail Cachin ».

#### Les autres services locaux
Des jardins ouvriers, dénommés « écojardins fontainois », ont été créés sur une ancienne parcelle maraîchère rachetée par la mairie. L'objectif principal de leur création est de permettre à des citoyens de la commune de pratiquer le jardinage dans un cadre collectif et de favoriser le contact entre eux, propriété exclusive de la mairie, sont tous situés dans le même secteur (La Poya) et présentent 89 parcelles cultivées de dimension modeste (entre 25 et 50 m2), pour une surface globale de 4 500 m2. Leur usage productif (légumes et fruits) doit rester écologique (ni engrais, ni pesticide) Il est assuré par des habitants de la commune sous la forme d'une gestion associative. Un rucher, géré sur le même principe, a également été installé près de ces jardins. Après le succès de cette initiative locale, des installations d'écojardins de même nature sont prévues dans d'autres quartiers de Fontaine.
Un comité d'habitants, établi au titre de la démocratie participative, mis en place par la municipalité de Fontaine pour, à priori, favoriser l'échange entre les habitants, les élus et les services municipaux sur des sujets d’intérêt communal ou des sujets de société.
Une déchèterie, gérée par la métropole Grenoble-Alpes Métropole, est située dans la Zone Industrielle des Vouillants : celle-ci accepte tout type de déchets, y compris les « encombrants » et les déchets d'activité de soins à risques infectieux (DASRI)
Une aire d'accueil des gens du voyage est située rue du Sorninn, dans le quartier de « Les Buissonnées - l'Argentière ».
La salle Edmond-Vigne est une salle recevant du public. Celui-ci est consacré à l'animation culturelle et musicale, recevant quelquefois des congrès et des réunions politiques à vocation locale ou régionale. Cet équipement est situé à proximité du collège Jules-Vallès.

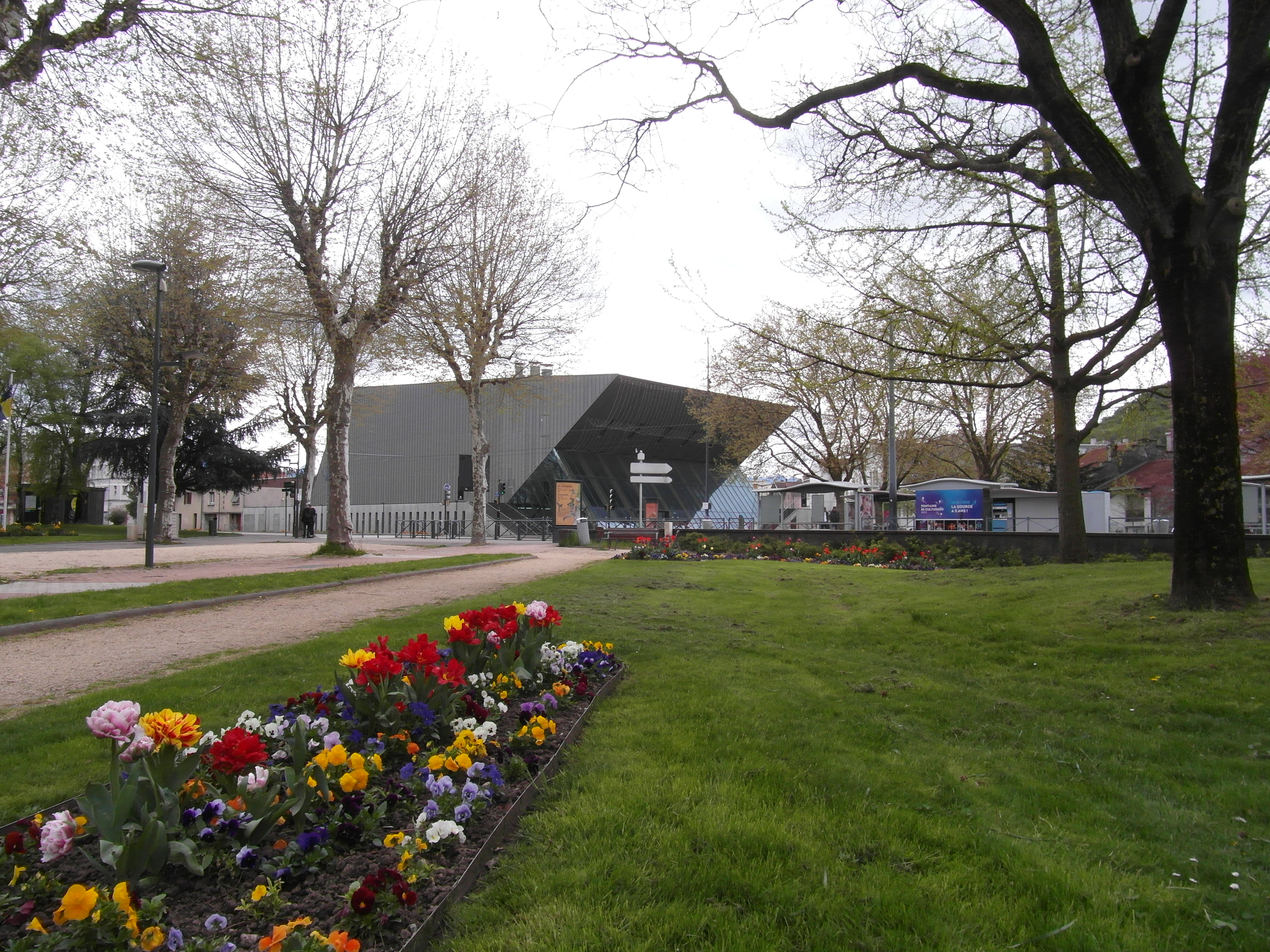
Le parc de l'hôtel de ville et la salle de la Source

L'espace musical « La Source » est un équipement municipal à dominante musicale avec son école de musique développant un projet culturel, pédagogique et artistique ouvert à tous les habitants de Fontaine et de l'agglomération grenobloise. L'établissement présente, notamment, une école de musique, classée « Conservatoire à Rayonnement Communal », deux studios de répétitions ouverts aux groupes de musiciens, amateurs ou professionnels, trois salles de spectacles dont un auditorium de cent dix-neuf places assises) pour les musiques acoustiques (musique classique, jazz…) et un amphi de deux cent vingt places debout pour les musiques amplifiées (Rock, Rap…), et une grande salle pour les spectacles de plus grande envergure (de quatre cents à six cents personnes selon la nature du spectacle).

### Équipements sportifs

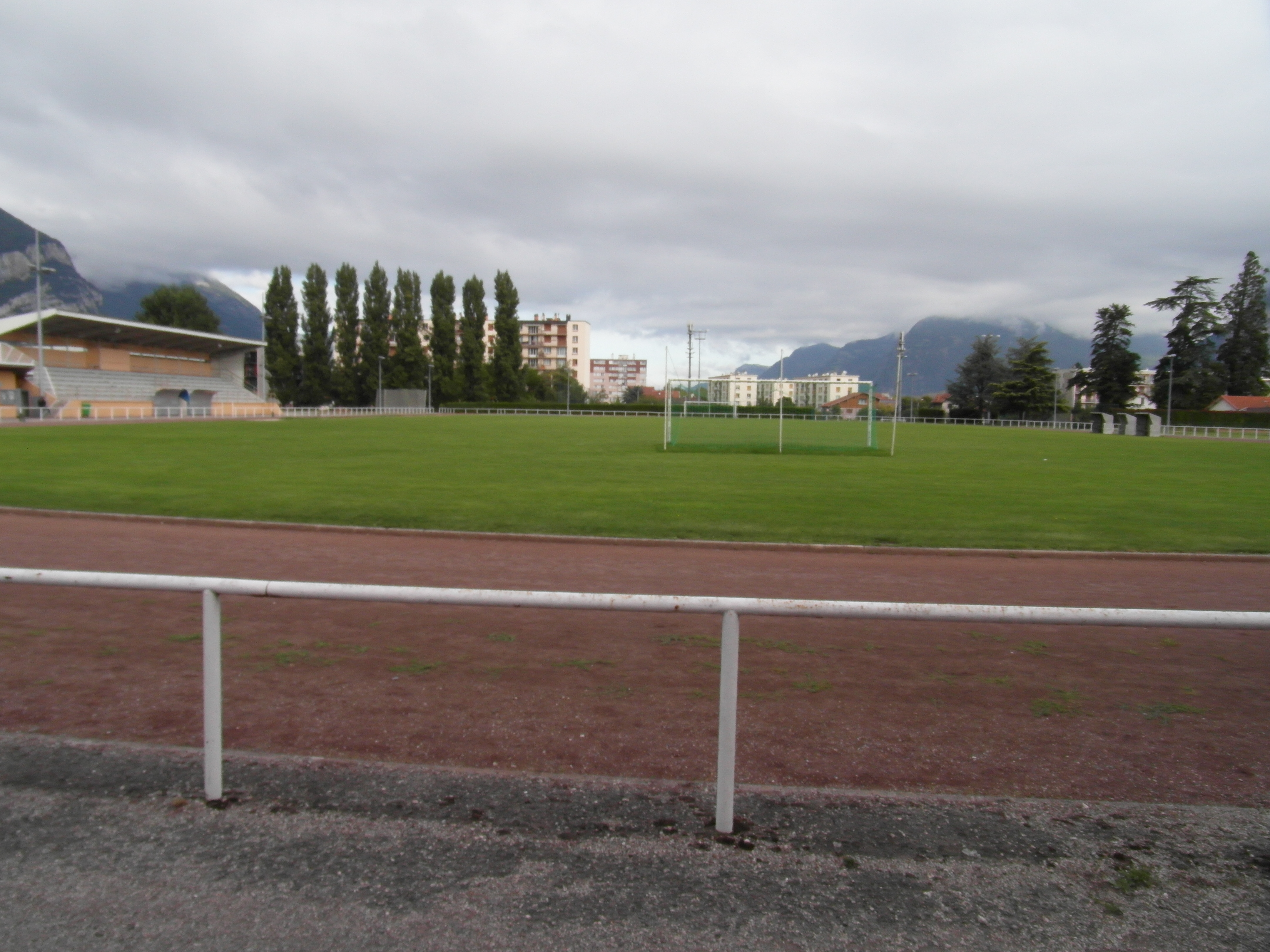
Stade Maurice Thorez

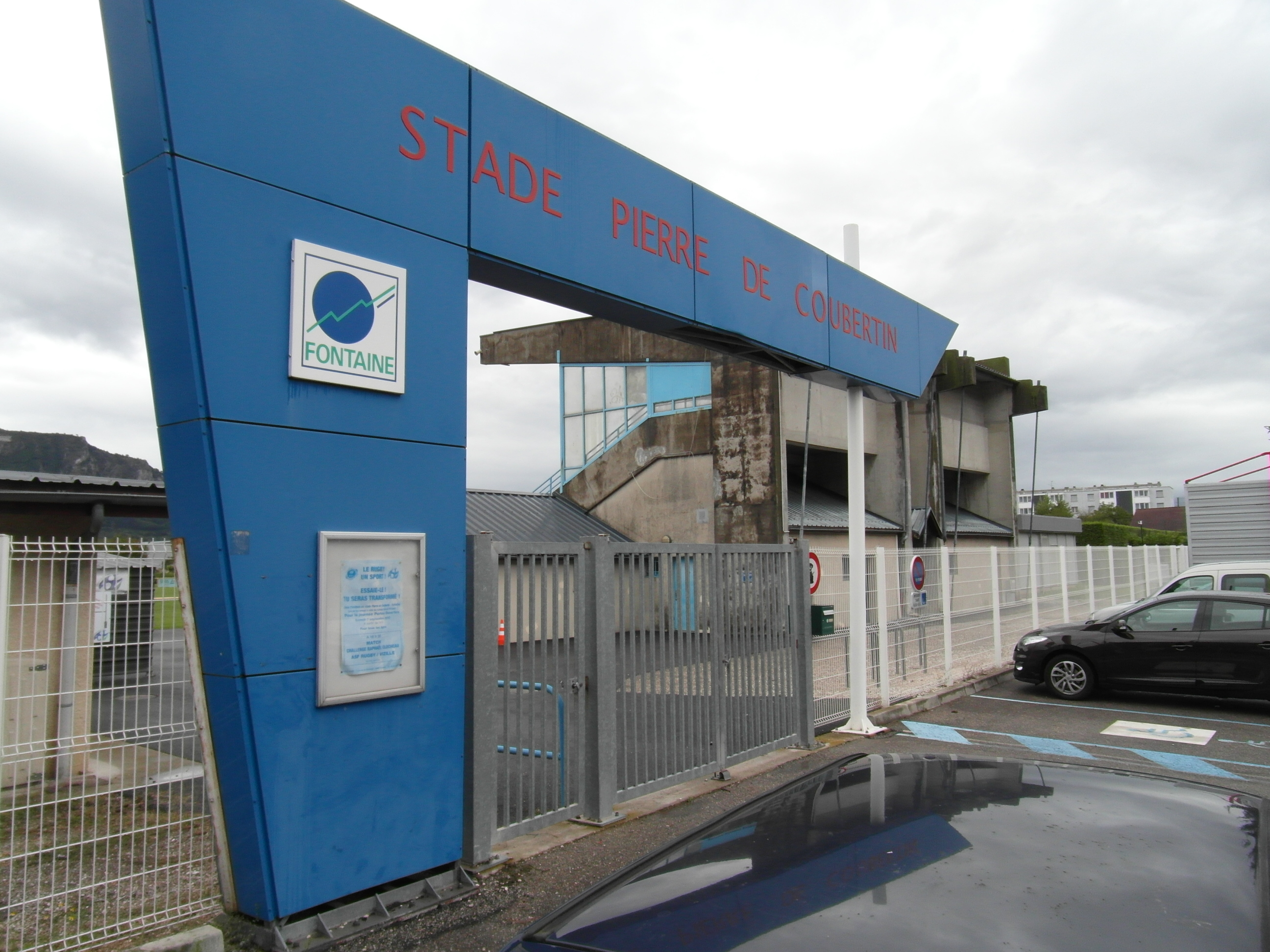
Stade Pierre-de-Coubertin

- Le Gymnase et le stade Maurice-Thorez

Ces équipements sportifs sont situés allée des Balmes. Le stade Maurice Thorez, situé près du centre nautique de Fontaine, non loin du Parc KarL-Marx, est le stade attitré de « l'ASF Football » créée en 1945 et affiliée à la Fédération française de football, ce club joue en Ligue Rhône-Alpes. Le stade, étant équipe d'une piste d'athlétisme, il accueille également les membres de l'équipe de « l'ASF d'athlétisme ». Le gymnase, contigu au stade, accueille, quant à lui, les membres de l'équipe de l'« ASF Twirling bâton » pour certains de leurs entraînements.
- Le Gymnase et le stade Marcel-Cachin

Ces équipements sportifs sont situés mail Marcel Cachin. Le stade est surtout utilisé pour les activités scolaires et les cours d'E.P.S des élèves des écoles fontainoises. Le gymnase accueille pour leur entrainement, les membres de « l'ASF tennis de table ».
- Le Gymnase Jules-Vallès

Cet Équipement sportif est situé rue des Alpes, à proximité du collège du même nom et contigu à la salle Edmond-Vigne, sa construction date de 1978. Le gymnase est principalement réservé aux élèves du collège. Il accueille également des activités l'école municipale de sport
- L'espace Tennis couverts Hector Berlioz

Cet Équipement sportif, consacré au tennis, est situé rue Hector Berlioz. Il héberge deux complexes : quatre courts extérieurs éclairés et deux courts intérieurs. Les deux courts intérieurs d'entraînement simple, ou un seul court homologué en double, en résine et un terrain de mini-tennis depuis septembre 2012. Cet équipement héberge, logiquement « l'ASF Tennis » affilié à la fédération française de tennis.
- Le Gymnase Gérard-Philipe

Cet équipement sportif est situé, allée des Plans, à proximité du collège Gérard-Philipe. Le gymnase date de 2008 et il est constitué d’une grande salle de sport de 1 196 m2 de surface d'évolution avec 300 places en gradins. Le gymnase est principalement réservé aux élèves du collège. Il accueille également des activités de l'école municipale de sport et les compétitions de l'« ASF Handball »
- Le Gymnase et stade Robert-Vial

Cet ensemble sportif situé allée de Gève, près des services techniques municipaux dans le quartier des « Buissonnées » accueille en son sein l'« association de gymnastique de Fontaine ».
- Le Gymnase Aristide-Bergès

Cette installation sportive est située allée des Balmes, face au Parc Karl Marx, et son équipement est partagé en commun avec les associations sportives de la commune voisine de Seyssinet-Pariset.
- Le stade Pierre de Coubertin

Installé dans le quartier « Les Buissonnées - l'Argentière et La ZI des Plans », rue de Sassenage, ce stade est l'équipement attitré de « l'ASF Rugby », club de rugby à XV évoluant en honneur régional et qui comptent plus de 150 licenciés et 14 éducateurs diplômés de la Fédération française de rugby. L'infrastructure est située dans le nord du territoire communal près de la nouvelle ZI des plans.
- La Halle aux sports

Cette halle est située, rue Charles-Michels dans le quartier « Louis Maisonnat-Cœur de Ville » et héberge le (Boulodrome de Fontaine). Logiquement, il accueille principalement « L'amicale Boule Curie Fontaine » en offrant aux joueurs affiliés huit espaces de jeux couverts. Ce bâtiment accueille également La 1re Compagnie de tir à l'arc, dénommée « ASF-Les Archers du Drac ».
- La Salle d'évolution sportive

Cet Équipement très récent (bâtiment construit en 2012) consacré aux arts martiaux est situé dans le quartier « Saveuil-Pont du Vercors », non loin de la salle Jean Jaurès. Le dojo (240 m2 de surface de pratique), qui accueille l'ASF d'aïkido, est situé entre le quartier de Saveuil et la place Louis-Maisonnat. L'association est affiliée à la Fédération française d'aïkido, aïkibudo et affinitaires.

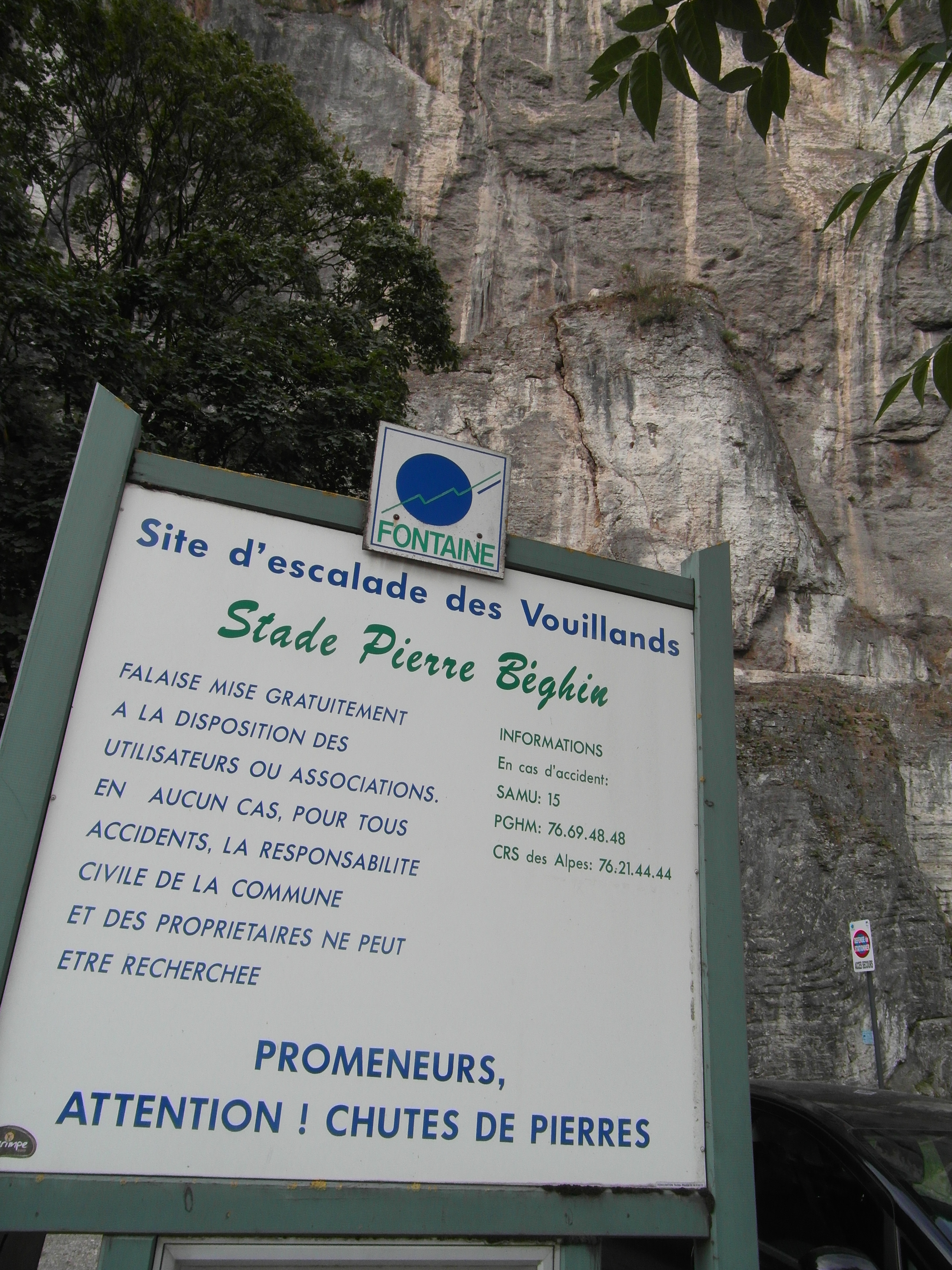
Site d'escalade des Vouillands

- Le site d'escalade des Vouillants

Ce site est situé aux pieds des falaises, dans « Zone industrielle des Vouillants », non loin du SDIS38, Les voies d'escalade sont principalement constituées en dalles avec, comme particularité, la présence de silex enchâssés.
- Le Centre nautique Lino-Refuggi

La piscine de Fontaine, située allées des Balmes, dans le quartier « Les Balmes George-Sand » est équipée d'un espace couvert et d'un espace de plein air ouvert en été. L'infrastructure est située au sud-ouest de la commune près du parc Karl-Marx et de la ZI des Vouillants. Elle abrite également les entrainements du club local de l'« ASF Natation ».
Cette infrastructure communale présente :
1 bassin de compétition 6 lignes d'eau de 25 m sur  16 m, pour la pratique sportive, d'une profondeur de 1,80 m
1 bassin d'apprentissage de 10 m sur 8 m, ludique et pour l'aquagym d'une profondeur de 0,40 à 1 m
2 bassins extérieurs (1 bassin sportif de 25 m sur 20 m) d'une profondeur de 0,8 à 1,5 m et 1 pataugeoire (6 m de circonférence) d'une profondeur de 0,1 m.
Un élévateur mobile électro-hydraulique est mis à disposition des personnes handicapées

### Médias
Afin d'informer les habitants, la municipalité de Fontaine a fait installer plusieurs panneaux d'affichage électronique municipaux, situés le long des différentes grandes voies et lieux de vie de la commune :

#### Presse écrite
Historiquement au niveau régional, il existe le quotidien Le Dauphiné libéré qui consacre, chaque jour, y compris le dimanche, dans son édition de Grenoble, un ou plusieurs articles à l'actualité de la ville ainsi que des informations sur les éventuelles manifestations locales.
Le journal à publication bimestrielle Le Postillon qui couvre l'agglomération grenobloise est un journal ndépendant et à tendance critique (présentant également des caricatures). Créé en 1885, puis épisodiquement disparu, sa version moderne, en version papier autant que numérique, date de 2009. Son siège est fixé à Fontaine.
Deux autres journaux, publiés de façon périodique sont distribués au niveau de la commune :
Fontaine Rive-Gauche
un journal d'information municipal publié mensuellement et distribué gratuitement dans les boites aux lettres des résidents de la commune. Les anciens numéros peuvent être consultés sur le site de la commune.
Mémoires
Un journal local publié de façon trimestrielle (au nom de chaque saison) de 4 à 8 pages est géré et distribué par l'association "mémoires" de Fontaine. Ce média évoque l'histoire de la commune, le passé et l'histoire de l'immigration, la vie passée de ses quartiers, ses vieux métiers et ses traditions avec de nombreux documents photographiques à l'appui. Le siège du Journal est situé rue Jean Jaurès (les périodiques sont consutables à la bibliothèque et à la mairie).

#### Presse audio-visuelle
Situé dans l'agglomération grenobloise, la commune bénéficie d'un réseau important de stations de radios et de chaines de télévision.

##### Stations de Radio
En matière de radio, les habitants de Fontaine et ses environs bénéficient d'une radio locale, dénommée Radio Fontaine, située dans le quartier des Fontainades-Gabriel Péri, avenue Aristide Briand et qui émet principalement sur la fréquence de 88,6 MHz sur la bande FM.
C'est une radio pluraliste de type associative qui diffuse plus particulièrement des chansons des années 1950, des années 1960 et des années 1970.
La commune est située sur l'aire de diffusion de radio Ici Isère, une radio publique qui émet sur tout le territoire du département de l'Isère.

##### Chaines de télévision

Logo de France 3 Alpes

En ce qui concerne la réception de la télévision, les habitants de la commune, équipés avec des appareils adéquats, peuvent recevoir les 22 chaines de la TNT, comprenant les deux éditions de France 3 : France 3 Alpes - Grenoble.
La commune propose également un programme visible sur le câble et dénommé « Canal Fontaine » où tout citoyen peut assister aux délibérations du conseil municipal
téléGrenoble Isère est la chaîne de télévision généraliste locale privée française de la métropole grenobloise. Elle est diffusée sur Grenoble et une partie du département et donc sur tout le territoire de la ville de Fontaine depuis l'émetteur de Montaud.

### Internet
La ville de Fontaine possède son propre site internet, présentant la commune, les divers services aux habitants et les archives des délibérations du conseil municipal.

### Cultes

#### Culte catholique
La ville de Fontaine compte deux églises de culte catholique : l'église de Saint-François d'Assise (secteur Saveuil)  et l'Église de La Nativité (secteur de La Poya). Ces lieux de culte dépendent de la paroisse « Saint-Michel du Drac » dont le siège est situé sur le territoire de la commune et rattaché au diocèse de Grenoble-Vienne.

#### Culte musulman
La ville de Fontaine présente sur son territoire une mosquée. Ce lieu de culte musulman est situé dans l'avenue du Vercors, non loin de la maison des jeunes et de la culture. Cet établissement, portant le nom de Mosquée Bilel, est gérée par une association cultuelle.

#### Culte protestant
Le temple évangélique de Fontaine, lieu de culte protestant évangélique, est situé dans le quartier Louis-Maisonnat, non loin de la station de tramway éponyme. Cet établissement est également géré par une association cultuelle.

#### Culte juif (hors commune)
La commune ne dispose pas de synagogue, mais un lieu de culte juif existe dans la ville voisine de Grenoble.

## Économie

### Emplois
Selon l'INSEE, le taux de chômage (au sens du recensement) des personnes de 15 à 64 ans, en 2016, est de 15,4%, dont 14,4% pour les hommes et de 16,6% pour les femmes. En 2016, le taux de chômage selon les classes et les sexes se répartit ainsi :
- de 15 à 24 ans, hommes : 25,4%, femmes : 33,6%
- de 25 à 54 ans, hommes : 12,8%, femmes : 15,5%
- de 55 à 64 ans, hommes : 12,7%, femmes : 7,2%

Source : Insee, RP2016 exploitation principale, géographie au 01/01/2019.
| Catégorie socio-professionnelles          | 2016   |
| ----------------------------------------- | ------ |
| Agriculteurs                              | 0,1 %  |
| Artisans, commerçants, chefs d'entreprise | 6,9 %  |
| Cadres, professions intellectuelles       | 15,3 % |
| Professions intermédiaires                | 29,9%  |
| Employés                                  | 26,4 % |
| Ouvriers                                  | 21,5 % |

Source : Insee, RP2016 exploitation complémentaire lieu de travail, géographie au 01/01/2019.

### Secteurs d'activité
La ville de Fontaine accueillait en 2010, 1363 établissements sur son territoire. La répartition des établissements par secteur d'activité en 2010 se présentait ainsi :
- secteur primaire : (activités agricoles) : 0,7 %
- secteur secondaire : (activités industrielles et du BTP) : 23 %
- secteur tertiaire : (Bureau et services) : 76,3 %

L'ensemble de ces secteurs propose 7 189 emplois (chiffres INSEE 2007)
La commune fait partiellement partie de l'aire géographique de production et transformation du « Bois de Chartreuse », la première AOC de la filière Bois en France.

#### Secteur artisanal et commercial

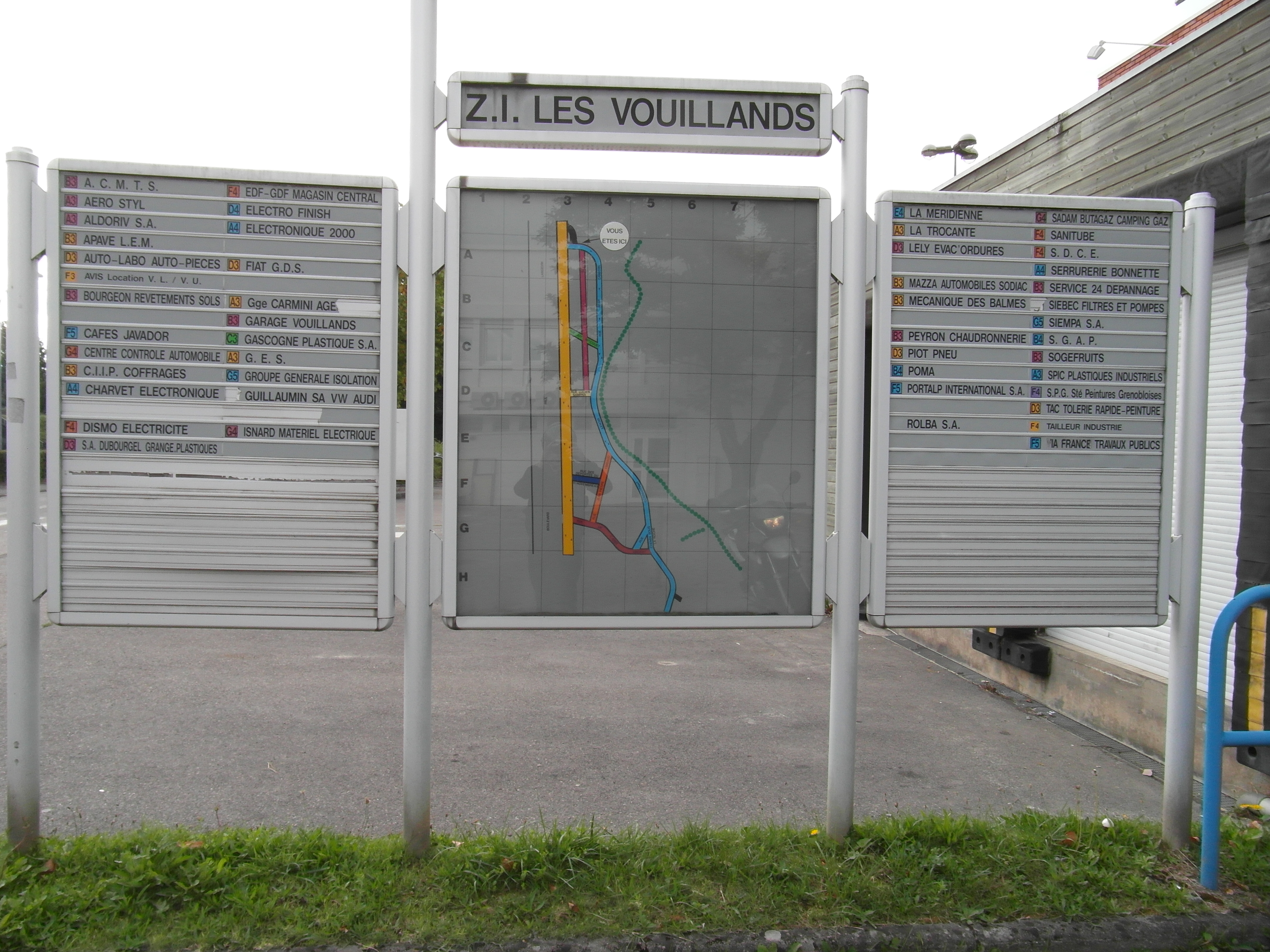
Panneau d'entrée de la ZI des Vouillants.

La commune de Fontaine présente sur son territoire de nombreux commerces de détail dont des opérateurs de la Grande distribution :
Un centre commercial d'une quinzaine de commerces dont un hypermarché avec l'enseigne du groupe Casino, une cafétéria de la même enseigne ainsi qu'une enseigne de fast food situé à proximité. Il existait également une grande surface d'ameublement qui a fermé ses portes en prévision du réaménagement du futur quartier des portes du Vercors.
Un supermarché se situe dans le quartier « Louis-Maisonnat - Cœur de ville » ainsi que quelques enseignes diverses de distribution de produits à petits prix pour la maison et la famille (situé dans le quartier de la Poya et le boulevard Paul Langevin)
Il existe deux quartiers commerçants au niveau du secteur « Saveuil-Pont du Vercors » et du secteur « Louis-Maisonnat - Cœur de ville » et qui présentent de nombreuses agences bancaires, des cafés-bars, des restaurants, des boulangeries et divers autres commerces de proximité.
Le boulevard Paul Langevin qui traverse la commune depuis Sassenage en direction de Seyssinet-Pariset présente de nombreux concessionnaires automobiles et motocyclistes, des accessoiristes et établissements commerciaux proposant la vente de véhicules d'occasion.

#### Secteur industriel

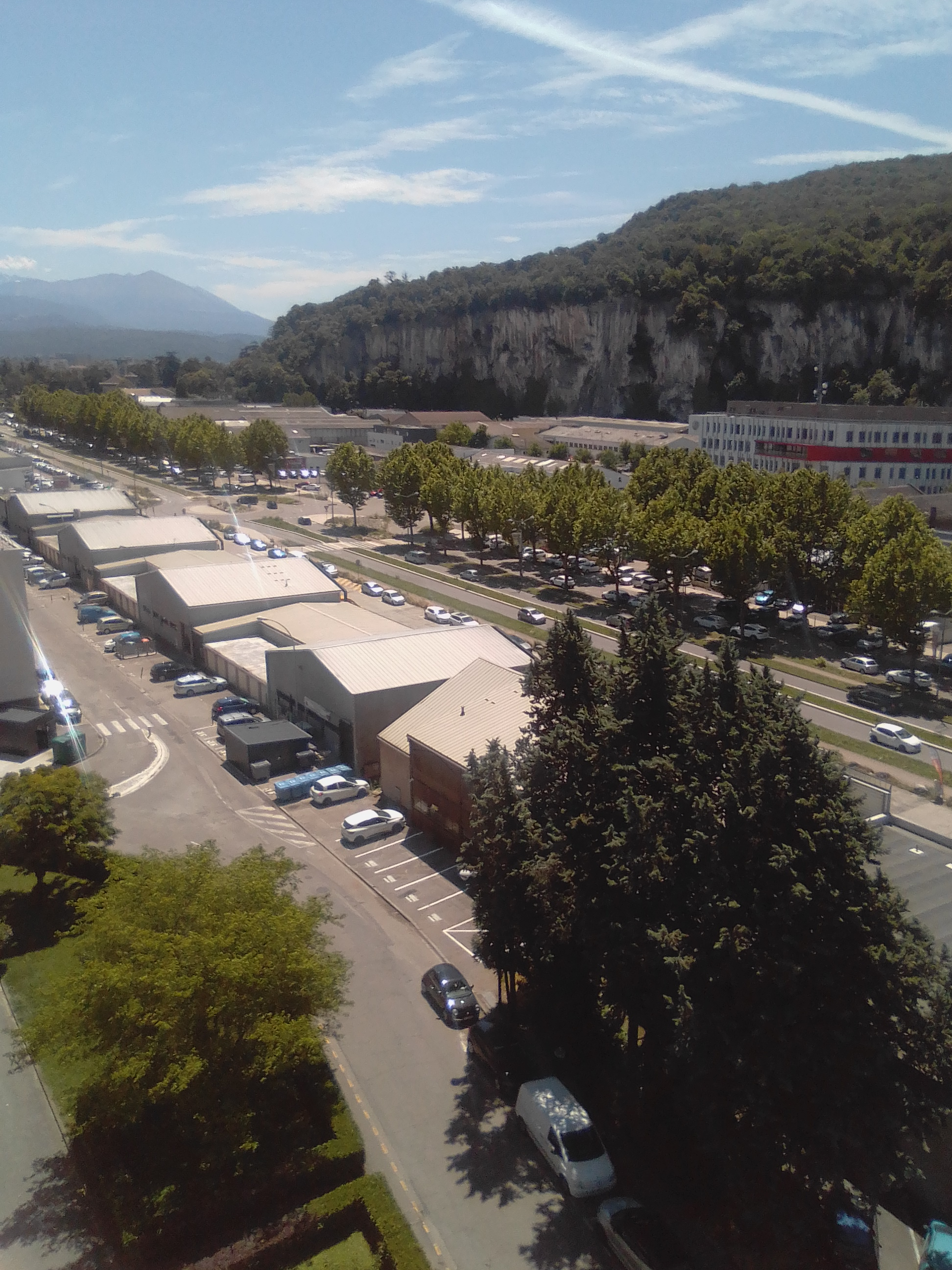
Boulevard Paul Langevin Fontaine en juillet 2021 / direction sud.

Le territoire communal présente trois zones géographiques d'activité industrielle et artisanale, en dehors des zones commerciales déjà citées.
La « zone d'activités des Vouillants » (à l'ouest), dont les principales entreprises (en 2014) sont :
la SEM Vercors Restauration (restauration d'entreprise) ;
le SDIS de l'Isère (service départemental de secours) ;
la société Portalp International et Portalp France (fabrication et installation de portes automatiques) ;
la société Serpollet Dauphiné (installation électrique) ;
la société Electroclim (installation de climatisation) ;
la société Cémex Béton (BTP) ;
la société CG (chargée par EDF de fabriquer les nouveaux compteurs Linky).
La « zone économique les Plans » (au nord), dont les principales entreprises (en 2014) sont :
le Groupe Pierre Le Goff (fournitures de papeterie et articles de bureau) ;
la société Dubourgel Grange (concepteur plasturgiste) ;
la société Eiffel Industrie (fournitures d'outillage industriel) ;
la société Baret SA (fournitures industrielles).
La « zone économique de l'Argentière » (également au nord), dont les principales entreprises (en 2014) sont :
la société MG Connex (fournitures d'équipement automobile) ;
la société Socabel (fourniture de matériel industriel) ;
la société Monsieur Pneu (fournitures d'équipement automobile) ;
la société Guidetti (fournitures de matériel de randonnée).

## Culture locale et patrimoine

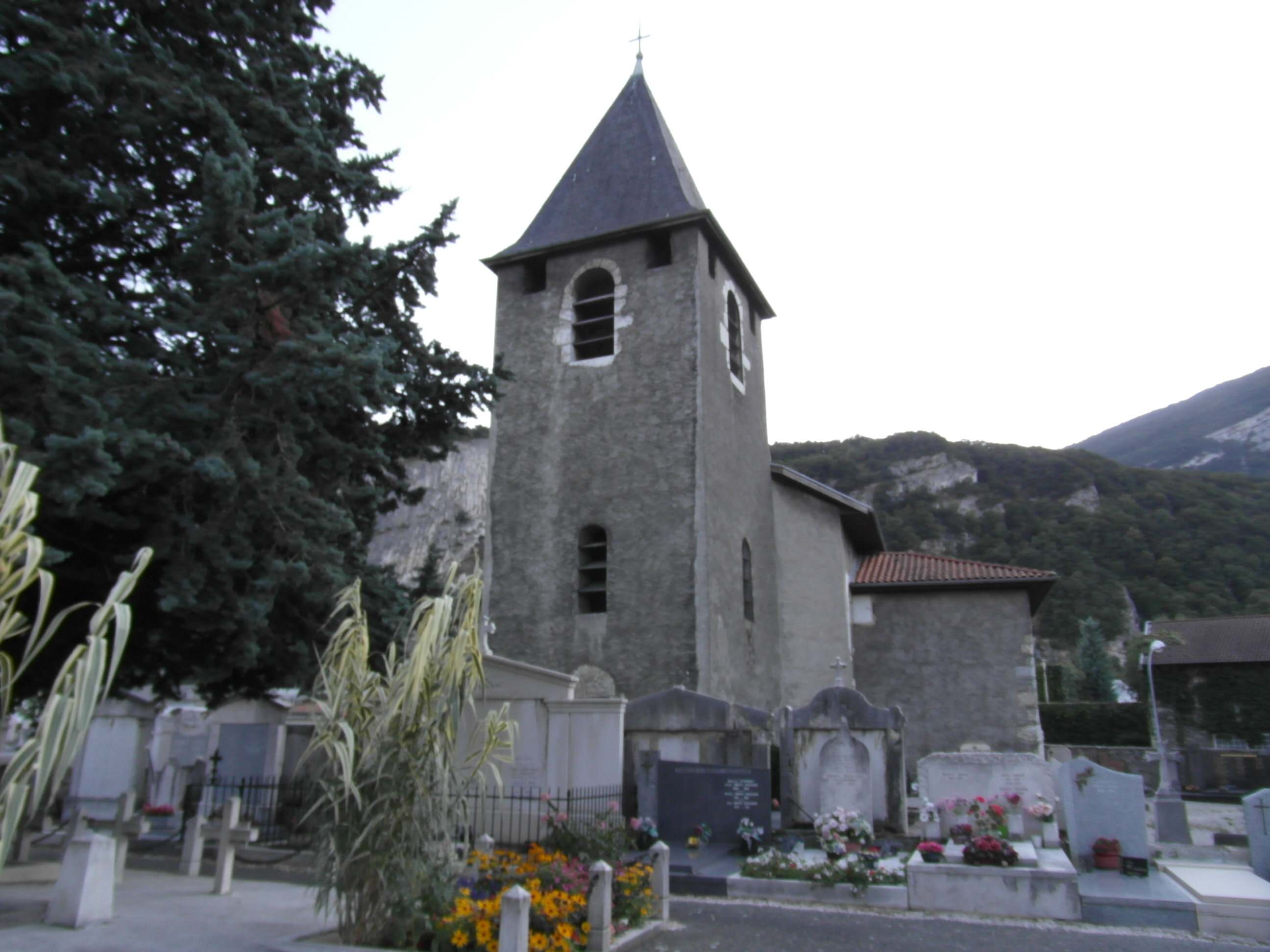
Église de la Nativité.

### Lieux et monuments

#### Bâtiments historiques

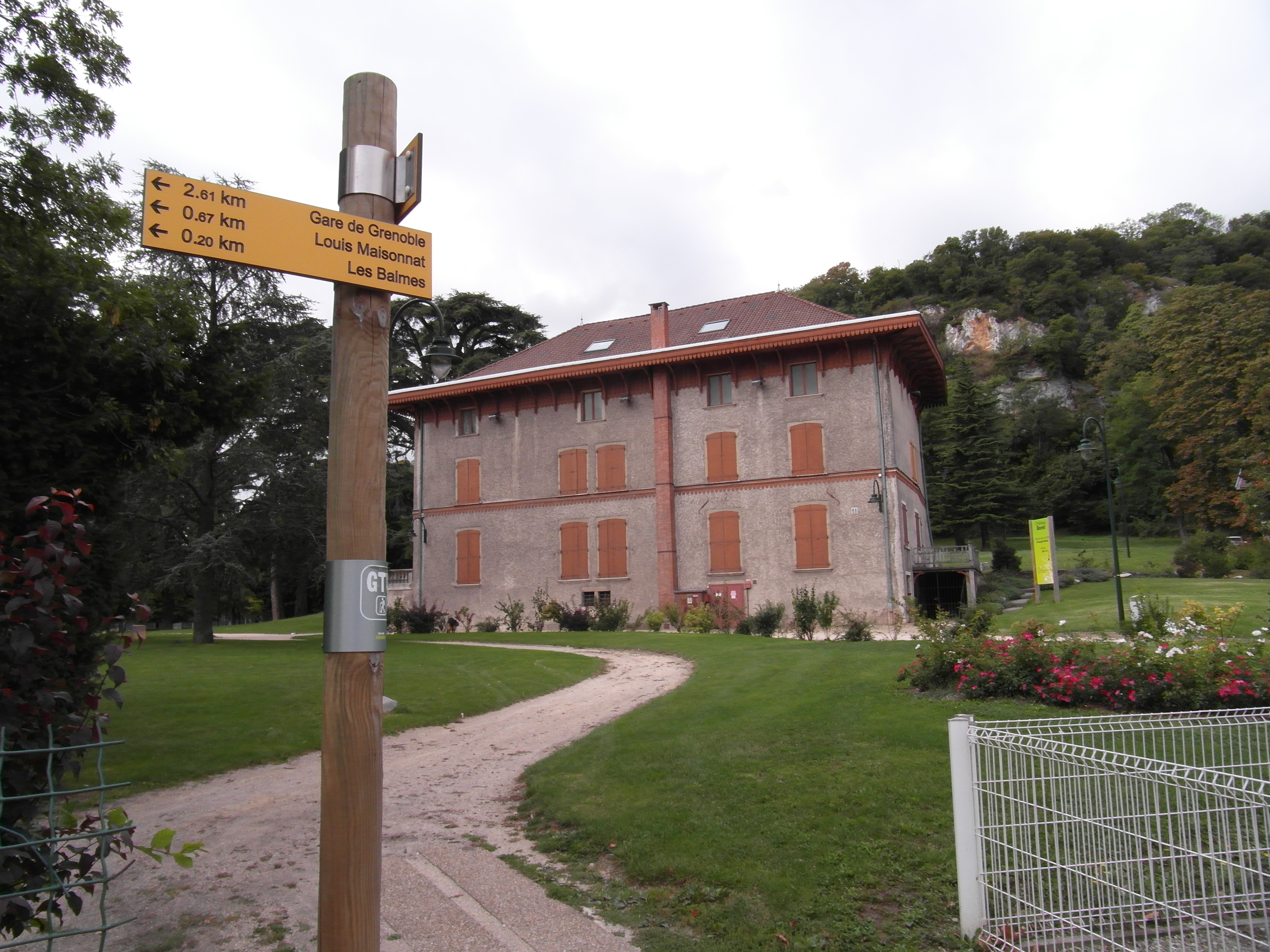
Le château des Balmes (aujourd'hui office municipal des sports).

##### Le château des Balmes (ou Borel)
La date de construction reste inconnue, il s'agit probablement d'une ancienne maison forte du XIIIe siècle. On sait grâce aux archives départementales que durant le XVe siècle, ce château a eu pour propriétaire Jean Achtuyer, notaire delphinal à Grenoble. Sa famille en resta propriétaire jusqu'au milieu du XVIe siècle.
Le château a appartenu ensuite à la famille de Chaulnes dont le membre le plus connu fut Antoine de Chaulnes, président des Finances du Dauphiné, seigneur du château de Chaulnes à Noyarey et coseigneur de Pariset.
Le château eut ensuite de nombreux propriétaires dont, en 1834, l'écrivain grenoblois Edmond Badon, coauteur d'un vaudeville avec le dramaturge Lockroy dénommé Un duel sous le Cardinal de Richelieu qui intéressa un temps l'auteur d'opéra Gaetano Donizetti mais qui préféra en fait composer l'opéra Adelia.
La demeure changea ensuite encore de propriétaires, et fut durant quelques années, la propriété d'un certain Borel (d'où le nom quelquefois attribué au château) et qui préféra enfin la céder à la municipalité de Fontaine. Celle-ci y installa la maison des jeunes, puis à la fin des années 1970, l'office municipal des sports.

##### Le château de la Rochette (ou de Planta)

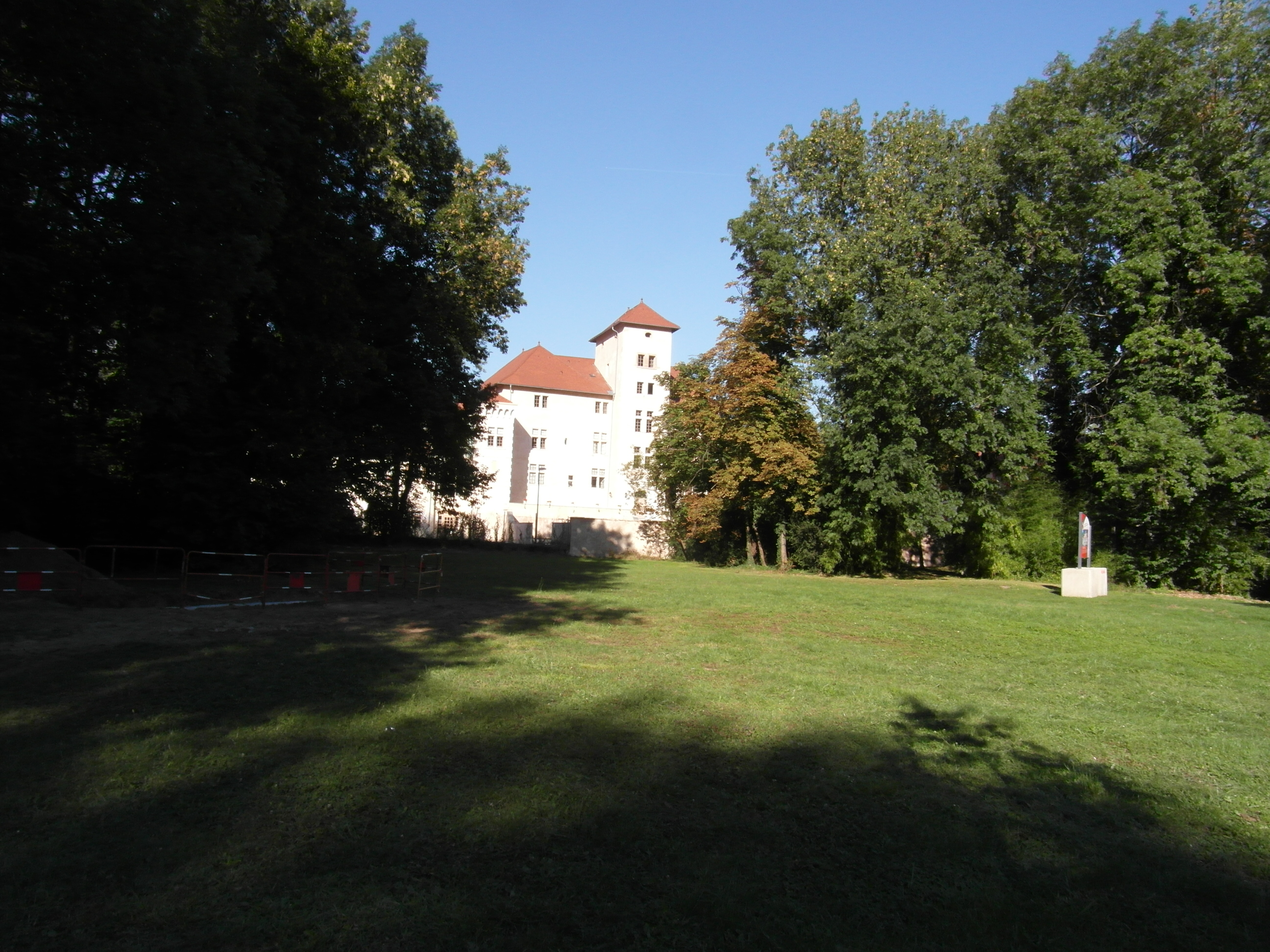
Château de la Rochette, (aujourd'hui résidence étudiante).

Le château de la Rochette (également dénommé château de Rochette ou maison forte de Planta), datant du XVIIe siècle est à l'origine une maison forte du XVe siècle. Il fut édifié par Jacques de Sassenage, seigneur du lieu pour le compte de son fils Claude.
Au XVIIIe siècle, le château passa dans le giron de la famille Falquet de Planta, famille originaire de Seyssel mais installée dans le Dauphiné dès le XVIIe siècle.
Après de nombreux changements de propriétaires et surtout l'acquisition par la commune d'une grande partie de son domaine (notamment pour y construire l'ancienne mairie), le château passa finalement dans les mains de la famille Dotto, dont l'entreprise de travaux publics exploitait les carrières de Fontaine.
En 1945, le château devint propriété de l'union paroissiale de Fontaine qui le céda à la commune. En assez mauvais état, l'ancienne demeure seigneuriale a pu être restauré et réaménagée grâce à une association de sauvegarde du site. Depuis 2012, le château de la Rochette est une belle résidence étudiante, composée de 47 logements et gérée par un office public d'habitation à loyer modéré local.

##### La maison forte de l'Abbaye
Le bâtiment se situe à une centaine de mètres au nord du château de la Rochette, longée par la RD 532 et faisant face à un centre commercial.
La maison forte de l'Abbaye fut probablement une dépendance du château de la Rochette, possession d'un ordre religieux à identifier. Selon la tradition, elle date du XIVe siècle. Elle devient ensuite le bâtiment principal d'une exploitation agricole. Elle fut ensuite laissée en friche dans le courant des années 2000 et longtemps conservé l'enseigne de l'ex-discothèque du « Drac Ouest » qui s'était installée sur le site dans les années 1980.
Elle fait depuis 2018, l'objet d'une réhabilitation totale dans le cadre d'un projet immobilier.

#### Bâtiments religieux

##### L'églisede LaNativitéde La Poya
Cette église est située dans le village ancien, quartier « Poya-Vivier » et porte le nom de « La Nativité ». Ce bâtiment religieux de confession catholique faisait partie du mandement de la baronnie de Sassenage. L'église s'apparente au style roman. À l'extérieur, au-dessus de la porte d'entrée, se trouve une sculpture représentant la confrérie des pénitents célébrant l'office. Fermée en 1910 à la suite d'un litige avec la municipalité, l'église fut rouverte au culte en 1934, avec l'arrivée du père Vincent, connu, plus tard, à Fontaine et dans la région comme un résistant. Surnommé le « curé terroriste » par l'occupant nazi durant la guerre, sa tête fut mise à prix pour un million de francs par les autorités d'occupation allemandes. Cette église ancienne fait partie du patrimoine municipal, son entretien est donc à la charge de la mairie.

##### L'église de Saint-François-d'Assise
Cette église a été créée au début du XXe siècle dans le quartier « Saveuil-Pont du Vercors », rue de la Liberté. Le fort accroissement de la population de ce quartier durant cette période a entraîné une décision de la part du diocèse de construire une nouvelle église. La fermeture d'une tannerie permettra de libérer un terrain. L'évêché fit bâtir cette l'église en 1959, celle-ci fait donc partie de son domaine et non du patrimoine communal.

### Parcs et Jardins Publics

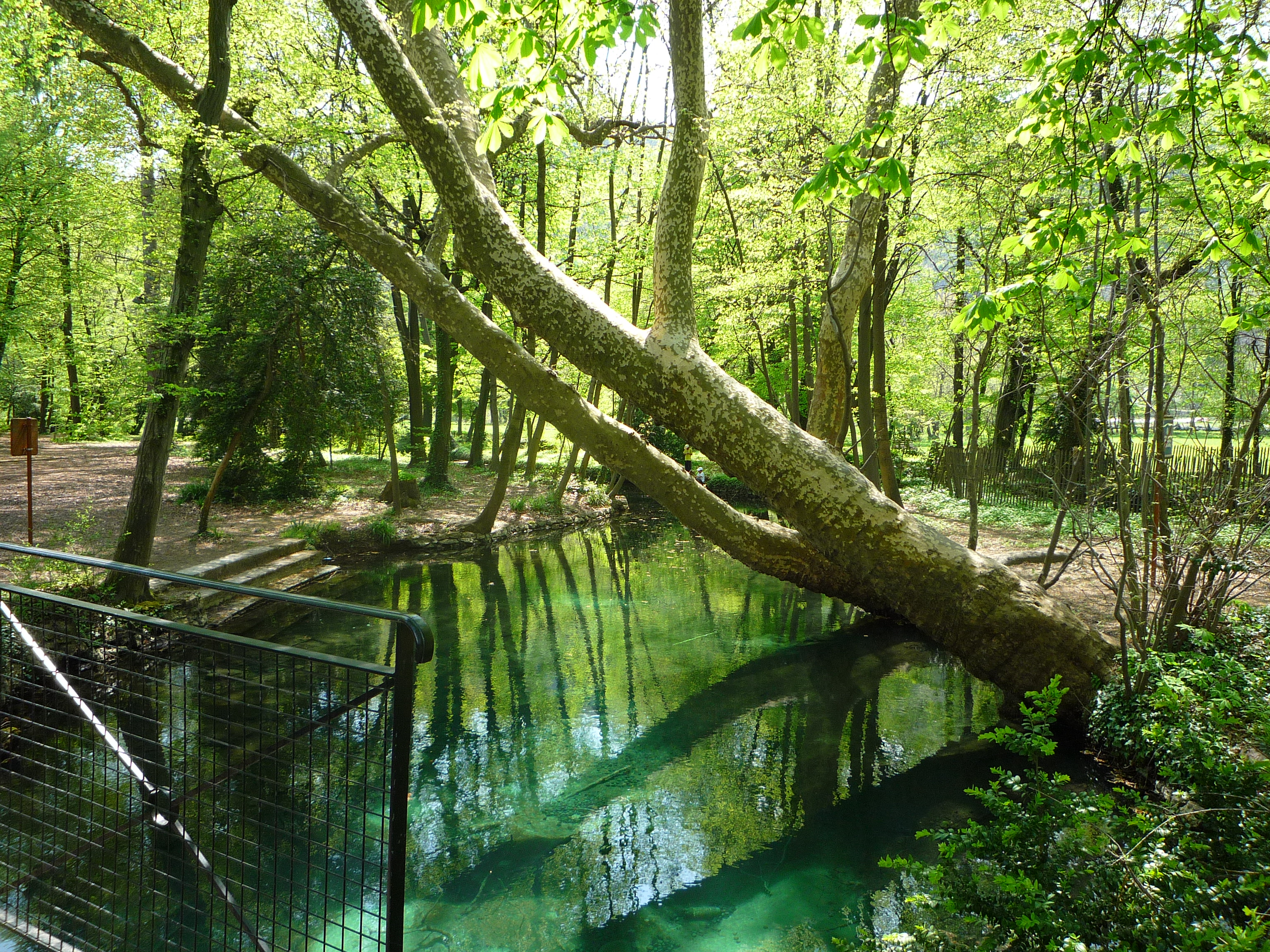
L'arbre penché du parc de la Poya.

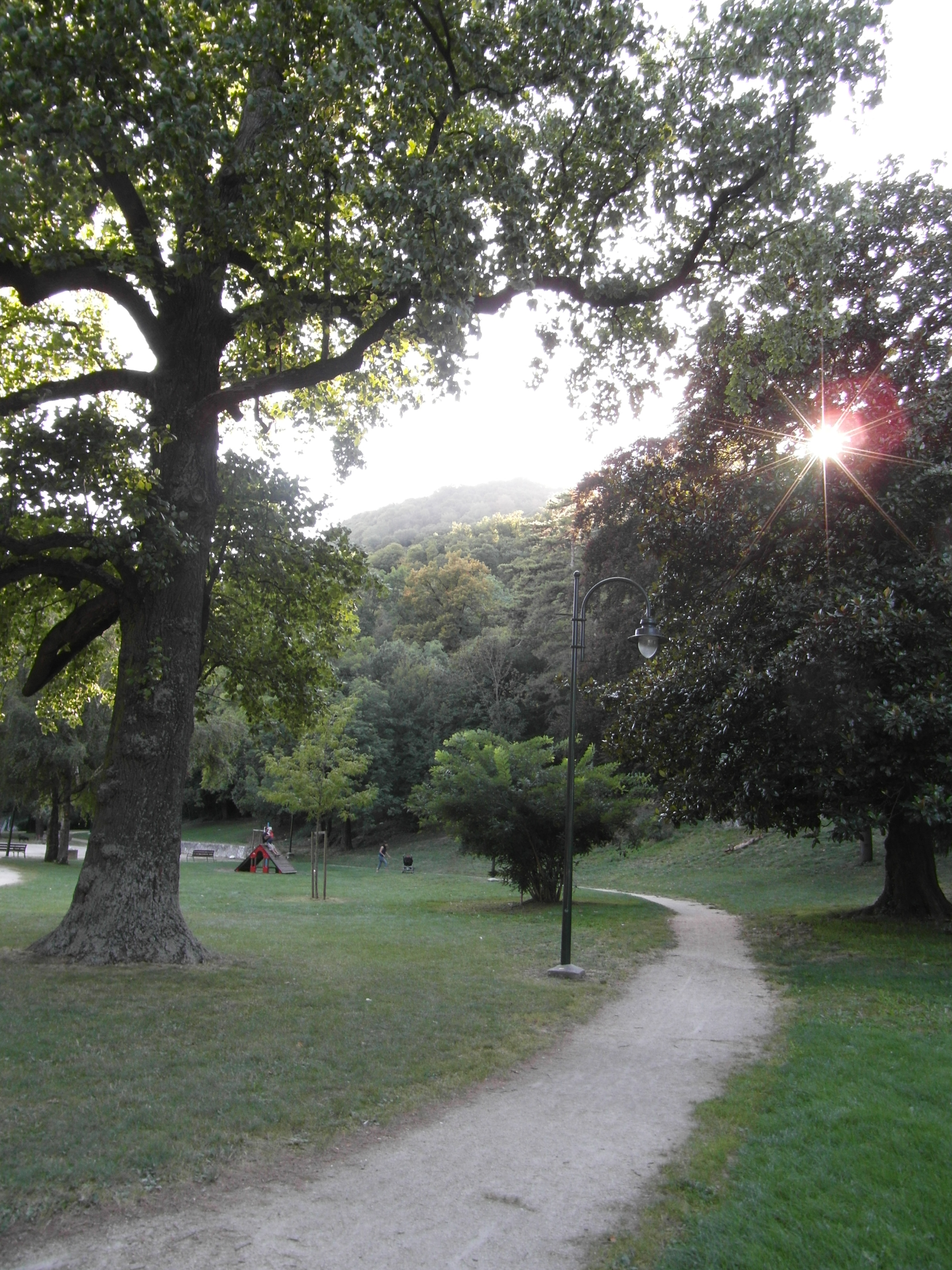
Parc Karl Marx, un soir d'été.

La commune de Fontaine présente sept squares et six parcs ou jardins publics sur son territoire. En tenant compte de la partie montagneuse la commune compte donc environ 40 % d'espaces verts. La liste ci-dessous présente ces parcs par ordre croissant de superficie.

#### Le parc de La Poya
Ce parc paysager naturel, le plus grand de la commune, est proche du bois des Vouillants. Accessible par le tramway ligne A (arrêt La Poya). On peut y découvrir dans un cadre champêtre de nombreux arbres centenaires d'essences variées dont des cèdres, des chênes et des platanes. Une grande allée centrale conduit à une ancienne grande demeure familiale dénommé « Château de la Rochette » (datant de la fin du XVe siècle). La présence de chiens et de vélos est interdit, toutefois une partie du parc situé à l'entrée a été aménagé en « Bike-Park » pour les jeunes adeptes de cette activité.

#### Le parcKarl Marx
Anciennement parc du château des Balmes (datant du début du XVe siècle), encore visible aujourd'hui, sous l'appellation de « Château Borel », nom de son dernier propriétaire qui le vendit à la commune. Ce parc, ses jardins et ses terrains de tennis, situé aux confins du territoire communal, au pied des falaises du Vercors, est d'ailleurs partagé avec la commune de Seyssinet-Pariset.

#### Le parcJean Moulin
D'une superficie de 15 907 m2, ce parc, le troisième de la commune par sa superficie, est situé entre le mail Marcel Cachin et la place des Écrins.

#### Le parcPierre Villon
Ce nouveau parc d'une superficie de 5 743 m2 présente un coin aménagé et sécurisé de jeux pour les enfants, un terrain réservé aux jeux de balle et un espace de détente pour les adultes. Il est situé a l'angle de la rue des Buissonnées et du boulevard Joliot-Curie.

#### Le parcAndré Malraux
Ce parc, de dimensions assez modestes, bénéficie de sa proximité avec l'Hôtel de ville, situé juste en face et au carrefour des deux principales avenues de Fontaine : l'avenue du Vercors et l'avenue Aristide Briand. Cet espace boisé est souvent utilisé pour les photos de mariage.

#### Le parc Dragon
Ce petit parc est situé à proximité de l'arrêt de tramway (ligne A) Vog, les Fontainades et abrite des jeux pour enfants. Il porte le nom d'une ancienne usine démolie après sa fermeture et à laquelle il s'est substitué.

#### Les squares
Les services techniques de la ville de Fontaine entretiennent et gèrent les sept squares municipaux qui sont :
- le square de Schmalkalden, le plus petit square de Fontaine, est situé au carrefour de la rue de la Liberté et de l'avenue Aristide Briand, dans le quartier « Hôtel de Ville - Alpes - Mail Cachin » ;
- le square Komarov, est également de surface très réduite, est situé avenue du Vercors, face à la MJC, dans le quartier « Saveuil-Pont du Vercors » ;
- le square Louis Maisonnat a été réaménagé en 2019 et 2020. Il est situé dans le quartier « Hôtel de Ville - Alpes - Mail Cachin » ;
- le square André Hermitte est un espace vert situé rue Joseph Bertoin, non loin du collège Gérard Philipe, dans le quartier « Les Buissonnées - l'Argentière-Les Plans » ;
- le square Jean Jaurès, le plus grand de la commune (agrandi en 2019 de quelques m2, à la suite de la démolition d'une salle publique[128]), est situé entre la rue Jean Jaurès, la rue Henri Barbusse et la bibliothèque municipale dans le quartier « Saveuil-Pont du Vercors » ;
- le square Monmousseau est un nouvel espace vert situé face à la salle de spectacle La Source, près de l'arrêt de tramway « Hôtel de Ville de Fontaine », dans le quartier « Hôtel de Ville - Alpes - Mail Cachin » ;
- le square Paul Éluard est un petit square, de taille très modeste, proche du centre social George Sand, dans le quartier « Les Balmes - George-Sand ».

### Patrimoine naturel
Le bois des Vouillants
La partie de la commune, dénommée le « bois de Vouillants », correspond aux premiers contreforts du massif du Vercors sur lesquels s'étend la partie la plus élevée du territoire communal. Ce secteur, couvert de forêts et de prairies, présente une flore et une faune relativement importantes malgré sa forte proximité avec la zone urbaine de Fontaine.
Au niveau de la couverture forestière de cette zone, on peut découvrir notamment certaines espèces d'arbres :
- l'érable de Montpellier (Acer monspessulanum) ;
- l'érable plane (Acer platanoides) ;
- l'érable champêtre (Acer campestrie) ;
- l'érable sycomore (Acer pseudoplatanus) ;
- le chêne pubescent (Quercus pubescens) ;
- le chêne sessile (Quercus petraea) ;
- le charme (Carpinus betulus) ;
- le hêtre (Fagus sylvatica).

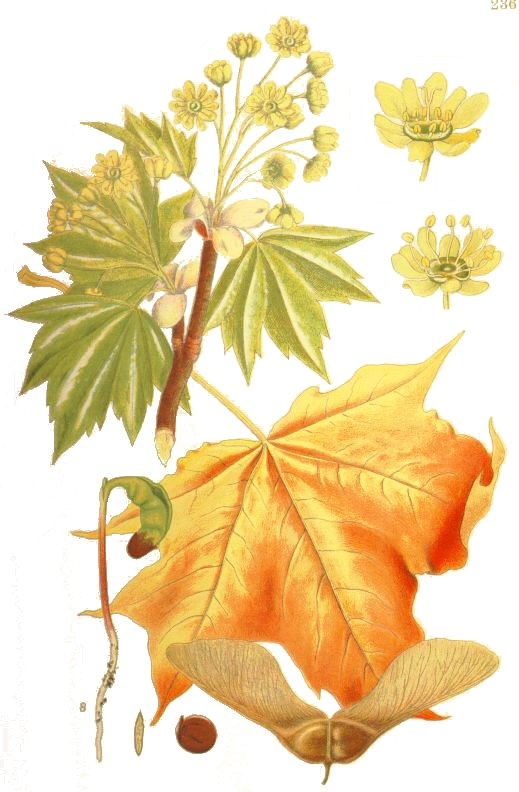
Acer platanoides
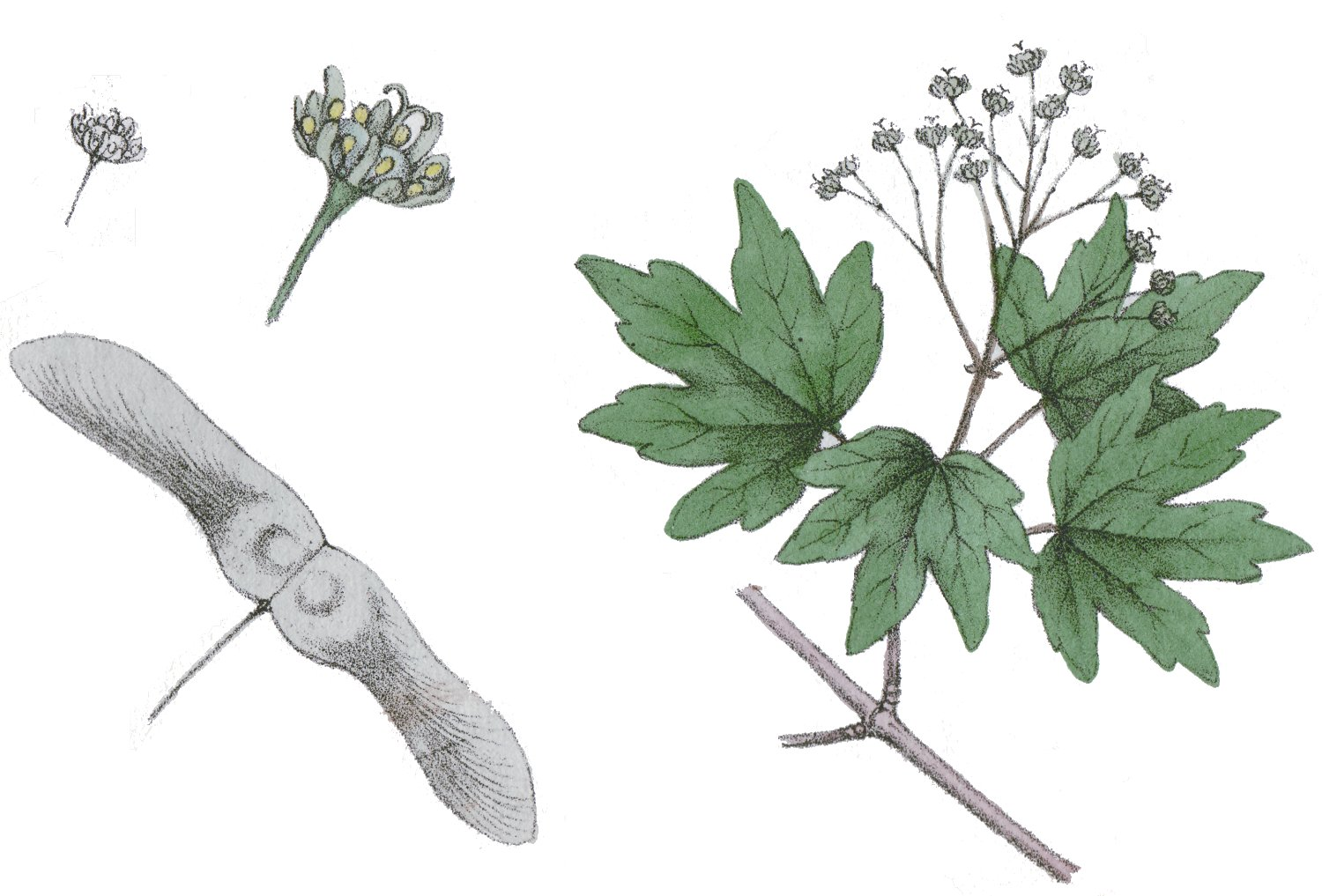
Acer campestrie.
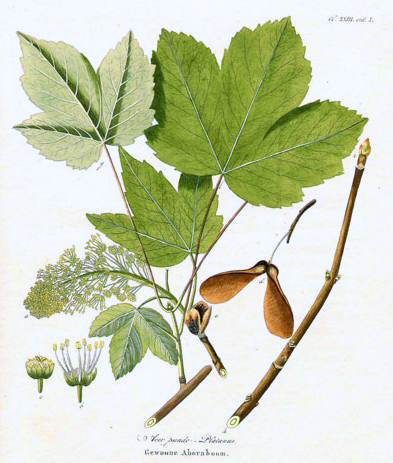
Acer pseudoplatanus.
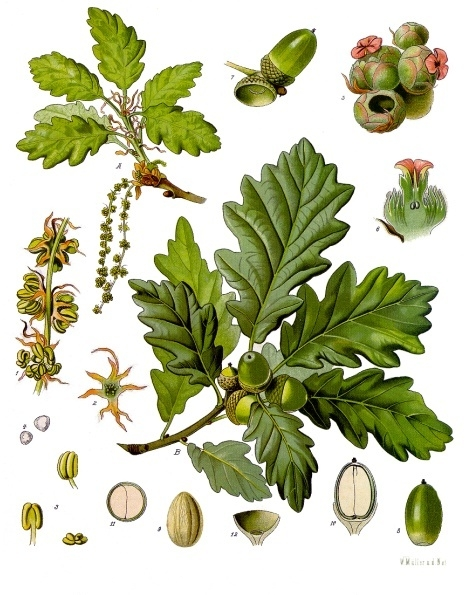
Quercus petraea.
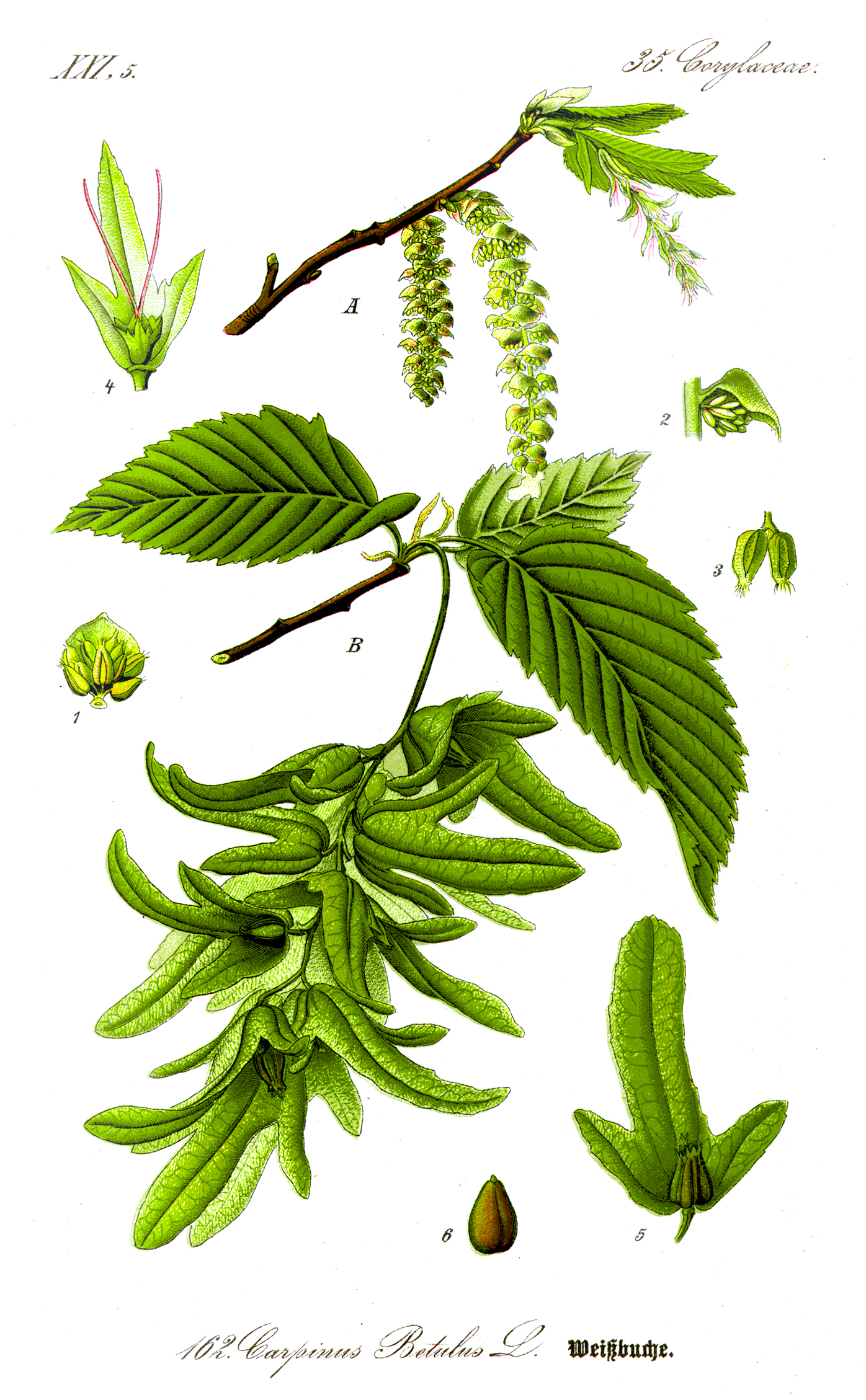
Carpinus betulus.
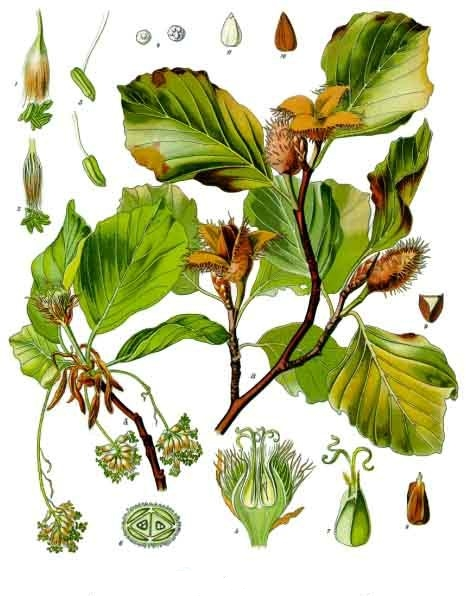
Fagus sylvatica.

Au travers d’une convention forestière, Grenoble-Alpes Métropole et les communes ont confié à l’Office national des forêts (ONF) la gestion du site : entretien, nettoyage, flèchage et surveillance des espèces sauvages.
Il y est interdit de pratiquer des feux de bois, que ce soit pour un pique-nique ou toute autre activités festives. La pratique de la moto tout terrain ou quads est également proscrite.

Ces photos, ont été prises dans la partie fontainoise du Bois des Vouillants entre 250 et 450 mètres d'altitude, en septembre 2013
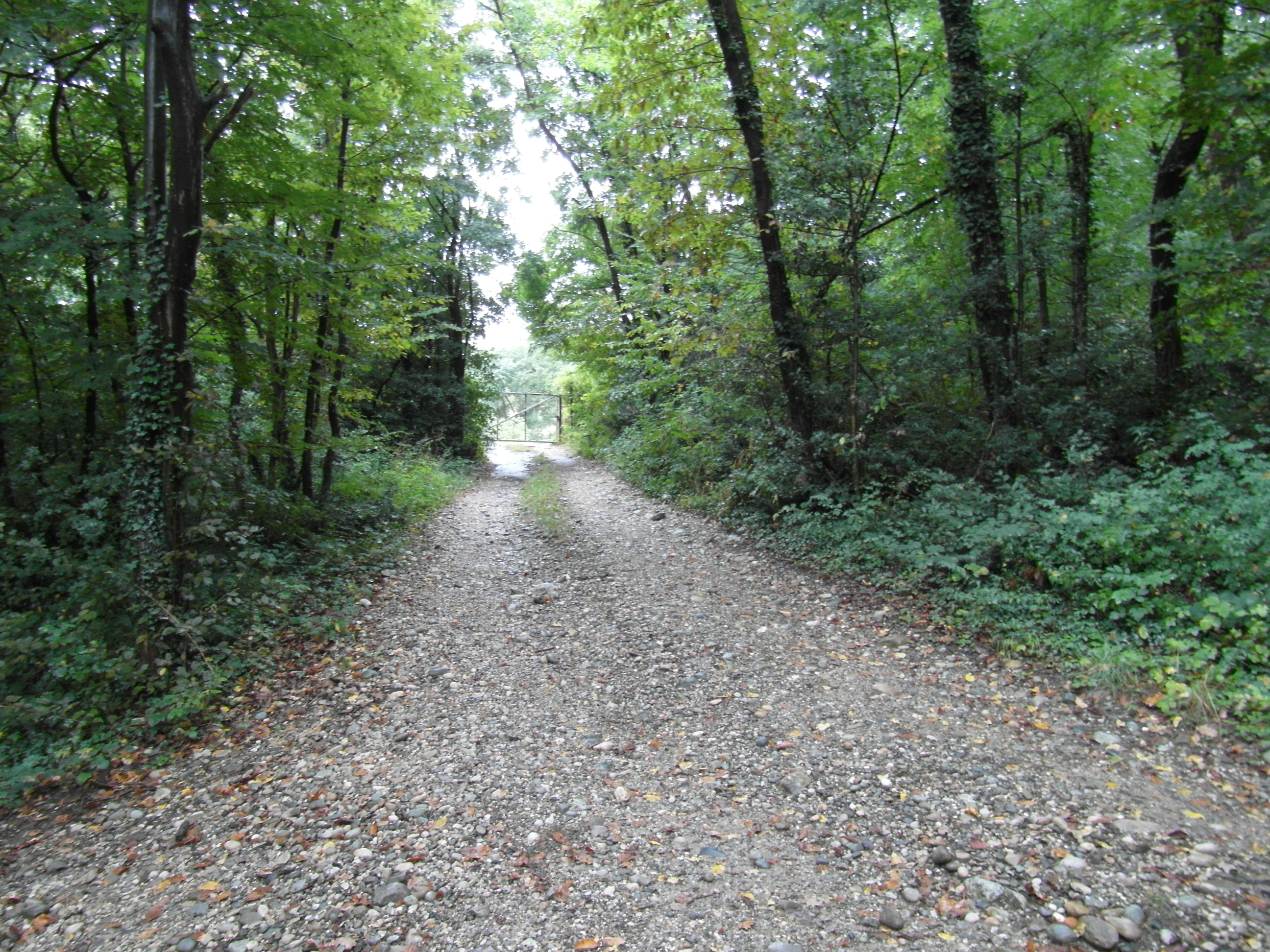
Chemin dans le bois des Vouillants.
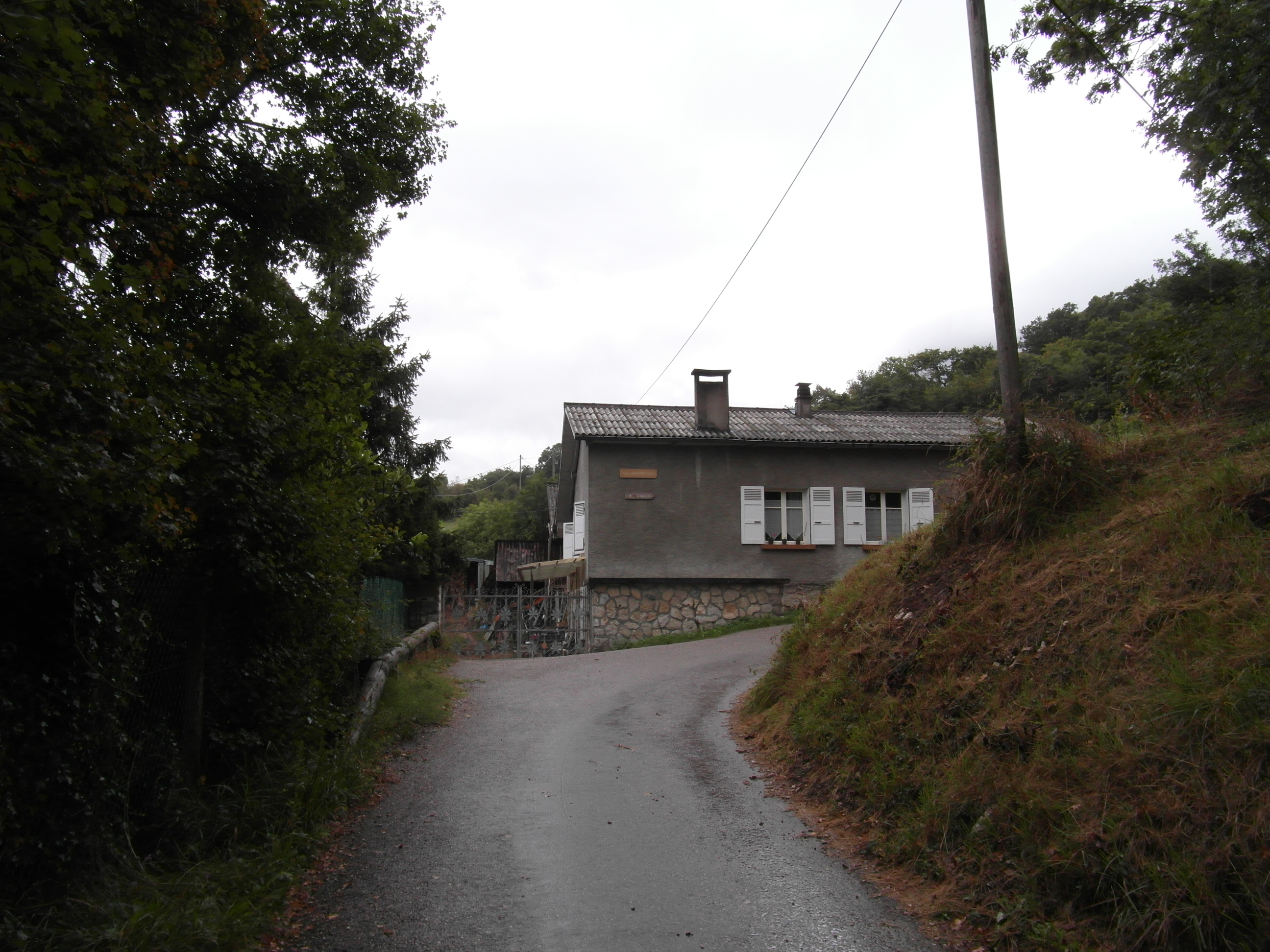
« Ferme Raymond » dans le bois des Vouillants.
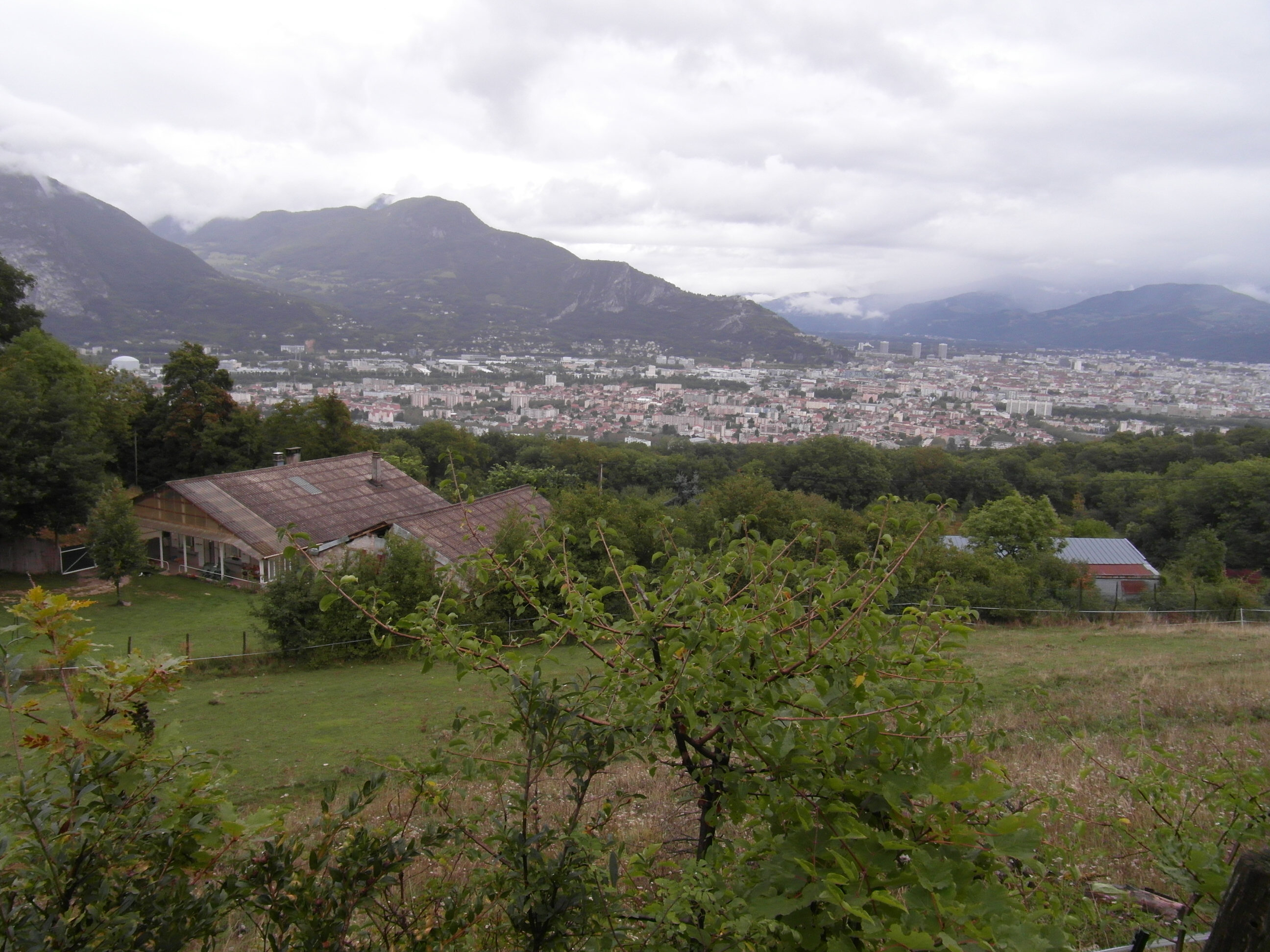
Vue sur Fontaine depuis le bois des Vouillants.
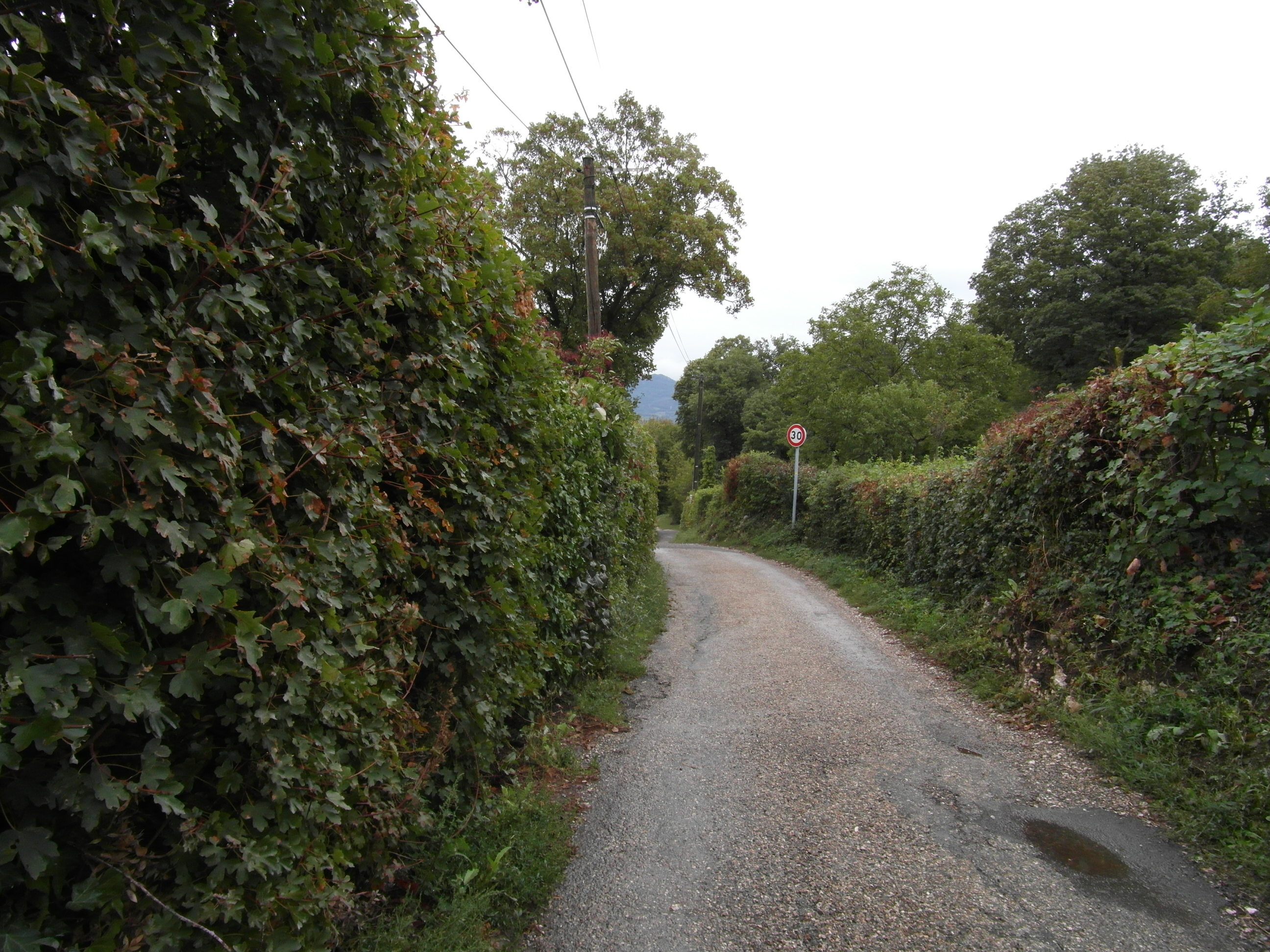
Route du bois des Vouillants.
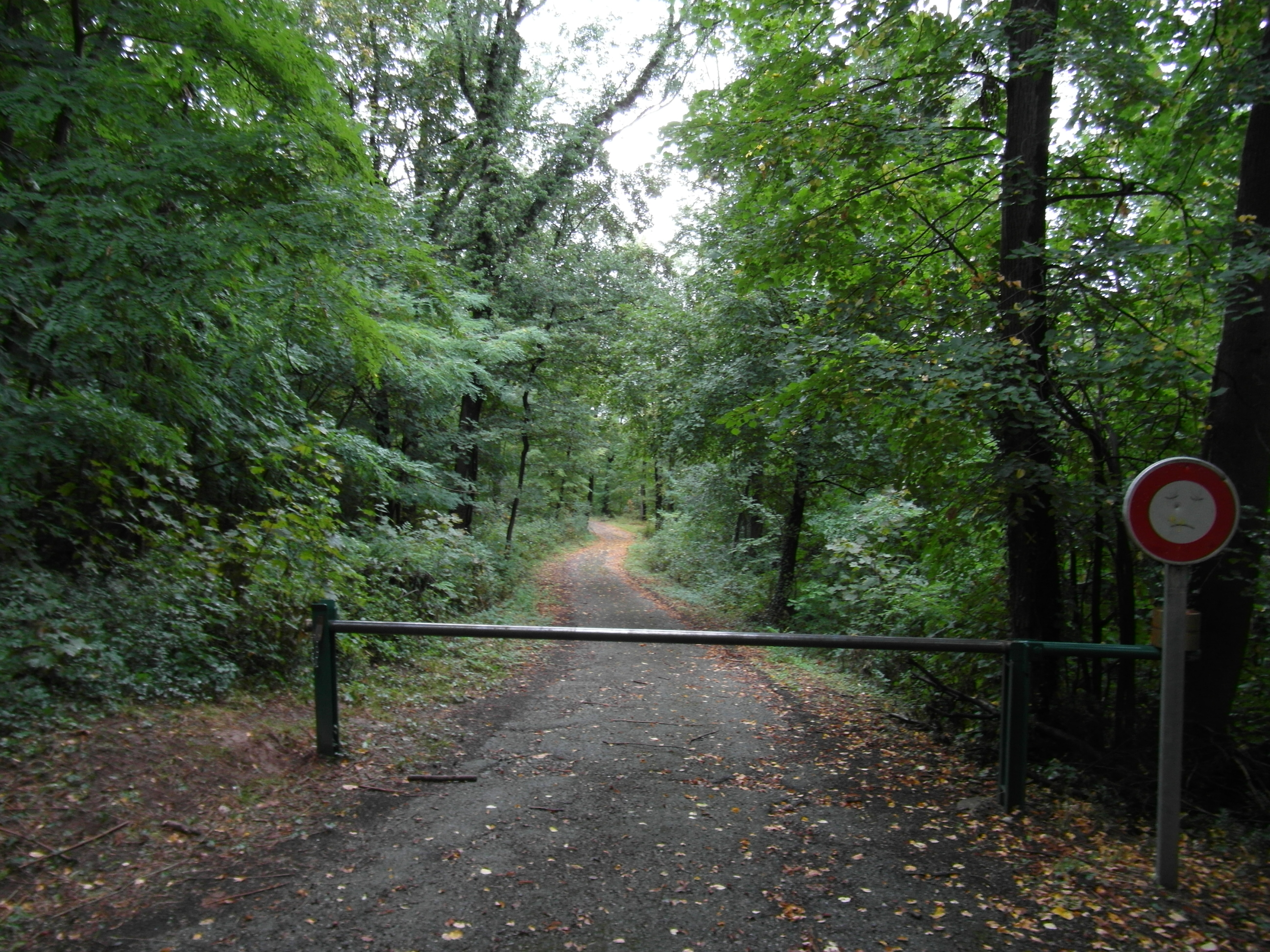
Route forestière dans le bois des Vouillants.

Les sentiers de randonnée et leurs sites : Tous les lieux, indiqués ci-dessous, sont des buts de randonnées, dont les points de départ sont tous indiqués depuis la station de tramway « Fontaine la Poya » par des panneaux jaunes et verts installés à la sortie de la plateforme de la station et tout le long du parcours forestier, notamment dans le parc de la Poya et dans le parc Karl-Marx.

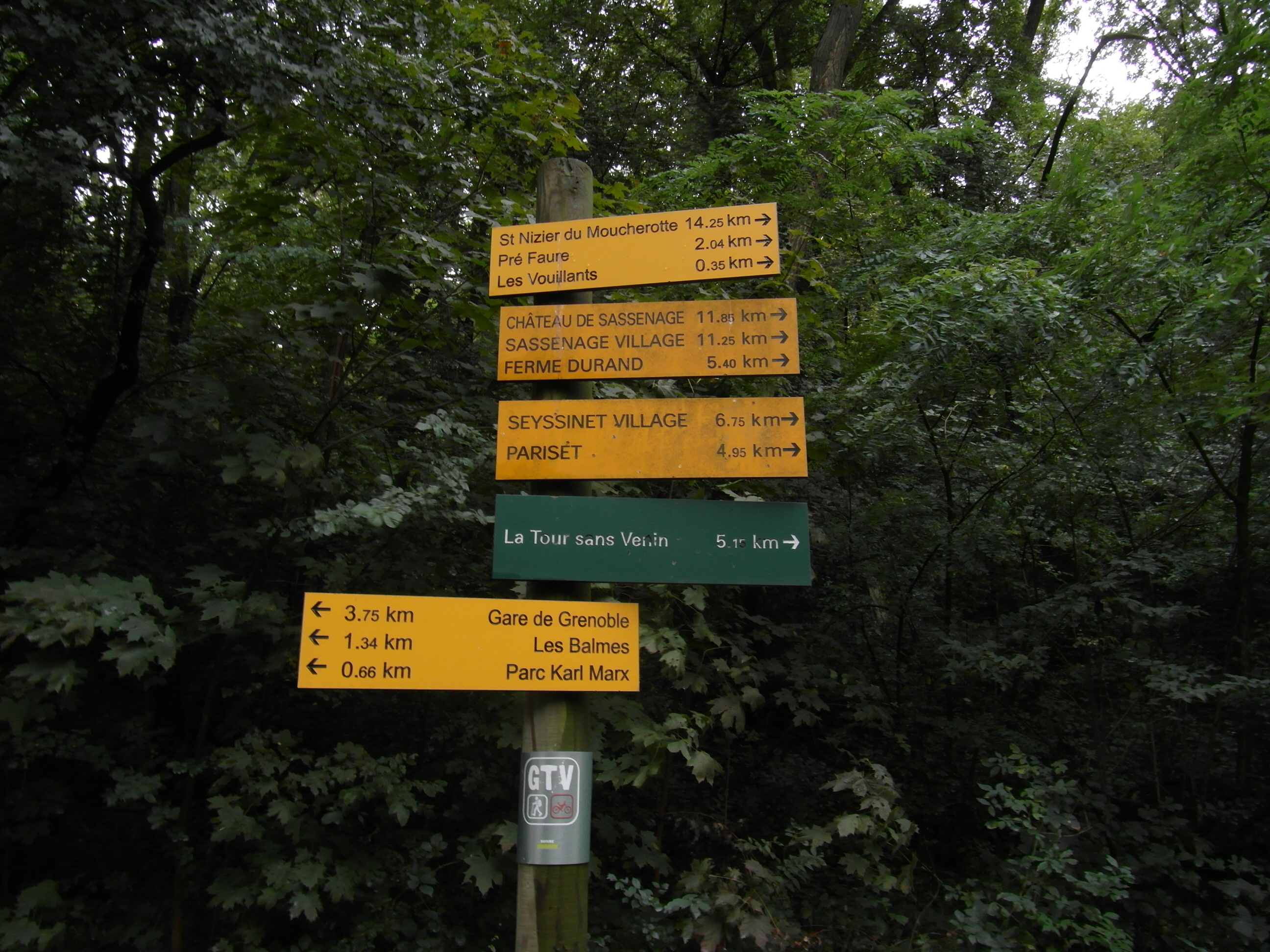
Panneaux indicateurs de sentiers aux Vouillants.

- Le scialet du bois des Vouillants :
Un scialet est une cavité se présentant comme un gouffre, d'origine karstique dans la zone dialectale francoprovençale du Dauphiné et de la Savoie. En pays gavot on appelle cela également un chourum et un aven, dans le Languedoc. Le scialet du bois des Vouillants, découvert en 1956 par deux spéléologues est situé à proximité des réservoirs de la commune près de la falaise. La zone est donc dangereuse et on ne s'aventure pas dans ce genre de cavité sans équipement. Ce scialet présente un gisement archéologique de type céramique et datant de la fin de l'âge du bronze moyen[131] (voir également le sous chapitre « Préhistoire et Antiquité »).
- Le Coup de sabre :
Ce site, situé dans la partie basse du bois des Vouillants, juste après le hameau de la Poya, est une curiosité géologique qui présente comme un goulet étroit et encaissé entre deux blocs de calcaire de la roche sédimentaire typique qui compose l'essentiel du massif du Vercors[132].
- Le Désert de Jean-Jacques Rousseau :
ce lieu de méditation fréquenté par le philosophe genevois, est une gorge boisée entre deux hautes falaises de calcaire, en grande partie situé sur le territoire de Seyssinet-Pariset[57] ;
- La ferme Froussard :
 sur le même sentier qui s'élève au-dessus du Coup de sabre, après une heure de marche, les promeneurs peuvent découvrir les ruines d'une ancienne ferme appartenant autrefois à la famille Froussard et dont il ne subsiste que quelques ruines assez pittoresques.

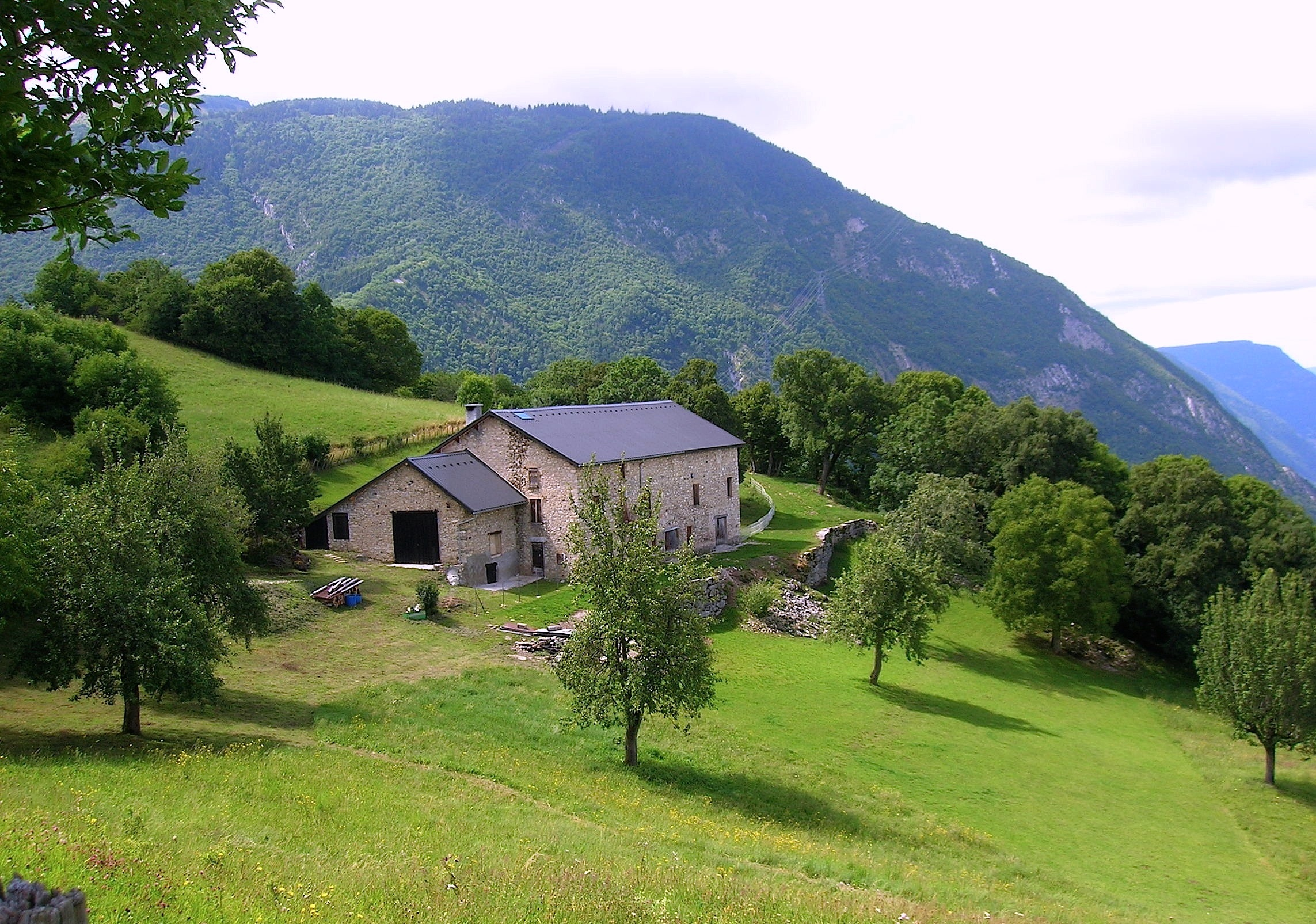
La ferme Durand.

- La ferme Durand :
aux limites des territoires de Fontaine et de Sassenage et accessible depuis ce même sentier en direction du mollard Gargot, l'ancienne « ferme Durand », aujourd'hui totalement désaffectée, est située sur un petit plateau qui culmine à 855 mètres d'altitude. Ce site offre un des plus beaux panoramas sur l'ensemble de l'agglomération grenobloise jusqu'à la vallée du Grésivaudan. Dans les environs immédiats de cette ancienne ferme, on peut découvrir les seuls troupeaux de moutons venant paître sur le territoire de Fontaine et de Sassenage à la belle saison. L'environnement forestier est essentiellement composé de hêtraies[133].
- Le mollard Gargot :
ce mollard (mot désignant une élévation du relief), sommet modeste du Vercors, est le point culminant du plateau qui domine le territoire de Fontaine à l'altitude de 1 069 mètres et bien que le sommet ne soit pas situé sur le territoire communal, il est particulièrement visible dans le prolongement de l'avenue du Vercors, depuis le pont jusqu'à l'Hôtel de ville. Un sentier de randonnée (identique à celui qui mène à la ferme Durand et sur le site du coup de sabre) permet de s'y rendre depuis le hameau de La Poya[134].

### Manifestations et festivités

#### La Vogue
Autrefois, comme de nombreux villages du Dauphiné, la paroisse puis la municipalité de Fontaine organisait une « vogue », fête traditionnelle régionale (souvent d'origine religieuse car liée au saint patron de la cité) consistant en une série de réjouissances avec des bals champêtres et des animations diverses (escalade du fameux mât de cocagne) comme a pu le décrire le journal régional L'impérial dauphinois. Ce genre d'animation, qui existe encore sur certaines communes, notamment à Saint-Pierre-d'Entremont, a disparu de Fontaine lors de la Première Guerre mondiale.

#### La Fête du Travailleur Alpin
En référence à un journal communiste à parution mensuelle, la fête du travailleur alpin est généralement organisée au début du mois de juillet dans le parc de la Poya.
Elle est notamment considérée comme l'équivalent de la Fête de l'Huma pour la région Auvergne-Rhône-Alpes. Autour de cette manifestation champêtre organisée par le PCF local, on peut découvrir des restaurants et des buvettes, une cité du livre avec des auteurs engagés, un village solidaire composés de nombreuses associations et de collectifs divers qui présent leurs divers engagements politiques généralement basés sur la solidarité et les valeurs politique de ce parti,.

#### La Fête des Associations
En septembre, la municipalité organise, dans le parc de la Poya, une animation festive ayant pour objet de présenter l'ensemble des associations aux citoyens de la commune et des environs. Cette manifestation s'organise autour de stands de présentation des diverses associations culturelles et sportives, une buvette et plusieurs restaurants.

#### Le Festival de «Fontaine en Montagne»
Organisé à la fin du mois de septembre, ce festival permet aux fontainois et aux amoureux de l'altitude de découvrir les montagnes du monde entier au travers de nombreuses expositions, des projections de films, des débats et des discussions ayant pour thème l'univers montagnard. Tous les sujets sont abordés et notamment la randonnée, le Grand reportage, le sport (ski, escalade) mais aussi la musique, la peinture, la littérature.

#### La Foire d'Automne
Le premier week-end d'octobre, de nombreux commerçants et artisans proposent leurs produits divers dans leurs stands. En parallèle une fête foraine est organisée. L'ensemble de cette manifestation se déroulait sur le mail Marcel Cachin, en plein centre-ville, entre l'hôtel de ville et le marché Cachin jusqu'en 2015, puis déplacé dans le parc de La Poya depuis 2017, à l'occasion de sa 37e édition.

### Personnalités liées à la commune
- Sébastien Falquet de Planta (né en 1770), châtelain de Fontaine, officier sous l'Empire, philosophe kantien, ami de Maine de Biran.
- Alexandre Licata, footballeur français. Professionnel en contrat avec l'AS Monaco, puis avec l'AJ Auxerre. Blessé lors de son arrivée, il ne joue aucun match en équipe première durant les trois saisons suivantes et met finalement un terme à sa carrière le 1er juin 2012[142].
- Gérard Revol, ancien député du Gard. Il siège au sein du PS. Il fut membre de la commission de la production et des échanges à l'Assemblée Nationale. Il ne se représentera pas aux élections législatives de 2007.

### Fontaine dans les arts

#### Fontaine au cinéma
- 1972 : César et Rosalie de Claude Sautet

Une des scènes finales du film permet de découvrir l'avenue Ambroise Croizat à Fontaine. La scène montre, en premier plan, le trolleybus de la ligne no 4, ancienne ligne de la SGTE qui circulait alors à l'époque de Fontaine à La Tronche, puis Romy Schneider, actrice principale du film, sur le balcon d'un immeuble de douze étages qui fait face à l'ancienne mairie, non loin de l'entrée du Centre commercial Record (aujourd'hui Géant Casino) avec les contreforts du Vercors en arrière-plan. Cet immeuble est encore visible en 2016,.
- 1981 : Clara et les Chics Types de Jacques Monnet

Au début du film qui a été tourné dans la région grenobloise, on suit les aventures d'un groupe de jeunes (dont Marianne Sergent, Daniel Auteuil, Christophe Bourseiller et Christian Clavier) partis pour une promenade dans le Vercors. En début de film, on assiste à la scène de l'altercation avec un chauffeur de poids-lourds sur la route de Saint-Nizier-du-Moucherotte, on peut découvrir, alors, de magnifiques vues sur la cuvette grenobloise et en premier plan le territoire de Fontaine.

### Logotype et Héraldique
|  | Blason de Fontaine : Tranché : au premier d'or au faucon d'azur allumé d'or et longé de gueules, au deuxième de sinople à une fontaine héraldique d'argent remplie de gueules et traversée de trois sources aussi d'argent. À noter que Fontaine a été une paroisse dépendante du Prieuré de Notre-Dame des Vignes (Les Côtes-de-Sassenage) et appartenant à Eymar de Fontaine, gentilhomme de la terre de Sassenage. Cette famille avait un blason à trois faucons d'argent au fond d'azur. |